# القاهرة
القَاهِرَة هي عاصمة جمهورية مصر العربية وأكبر وأهم مدنها، وتعد أكبر مدينة عربية من حيث تعداد السكان والمساحة، وتحتل المركز الثاني أفريقيًا والسابع عشر عالميًا من حيث التعداد السكاني، كما أنها جزء من أكبر تجمع حضري في أفريقيا والوطن العربي والشرق الأوسط. تعد منطقة القاهرة الكبرى الثانية عشرة من حيث عدد السكان في العالم حيث يبلغ عدد سكانها 21,322,750 مليون نسمة حسب إحصائيات عام 2021. يمثلون 20% من إجمالي تعداد سكان مصر أكثر من (107 مليون نسمة).
تعد مدينة القاهرة من أكثر المدن تنوعاً ثقافياً وحضارياً، حيث شهدت العديد من الحقب التاريخية المختلفة على مر العصور، وتوجد فيها العديد من المعالم القديمة والحديثة، فأصبحت متحفاً مفتوحاً يضم آثاراً فرعونية ويونانية ورومانية وقبطية وإسلامية. يعود تاريخ المدينة إلى نشأة مدينة أون الفرعونية أو هليوبوليس «عين شمس حالياً» والتي تعد واحدة من أقدم مدن العالم القديم. أما القاهرة بطرازها الحالي فيعود تاريخ إنشائها إلى الفتح الإسلامي لمصر على يد عمرو بن العاص عام 641 م وإنشائه مدينة الفسطاط، ثم إنشاء العباسيين لمدينة العسكر، فبناء أحمد بن طولون لمدينة القطائع، ومع دخول الفاطميين مصر قادمين من إفريقية (تونس حالياً) بدأ القائد جوهر الصقلي في بناء العاصمة الجديدة للدولة الفاطمية بأمر من الخليفة الفاطمي المعز لدين الله وذلك في عام 969م، وأطلق عليها الخليفة اسم «القاهرة». وأطلق على القاهرة- على مر العصور- العديد من الأسماء، فهي مدينة الألف مئذنة ومصر المحروسة وقاهرة المعز. شهدت القاهرة خلال العصر الإسلامي أرقى فنون العمارة التي تمثلت في بناء القلاع والحصون والأسوار والمدارس والمساجد، مما منحها لمحةً جماليةً لا زالت موجودة بأحيائها القديمة حتى الآن.
وتعد القاهرة محافظة ومدينة، أي أنها محافظة تشغل كامل مساحتها مدينة واحدة، وفي نفس الوقت مدينة كبيرة تشكل محافظة بذاتها، وتنقسم إلى 37 حياً، وتحتفل القاهرة بعيدها القومي في 6 يوليو من كل عام، وهو اليوم الذي يوافق وضع القائد جوهر الصقلي حجر أساس المدينة عام 969م، ليبلغ عمر القاهرة الآن ما يربو على 1055 عام.
تعد القاهرة أيضاً مقراً للعديد من المنظمات الإقليمية والعالمية، حيث يقع بها مقر جامعة الدول العربية، والمكتب الإقليمي لكل من: منظمة الصحة العالمية، منظمة الأغذية والزراعة، منظمة الطيران المدني الدولي، الاتحاد الدولي للاتصالات، صندوق الأمم المتحدة للسكان، هيئة الأمم المتحدة للمرأة، مقر برنامج الأمم المتحدة الإنمائي، مكتب تنسيق الشؤون الإنسانية للأمم المتحدة، وكذلك مقر الاتحاد الإفريقي لكرة السلة.

## التسمية
اختلفت الأقاويل حول سبب تسمية القاهرة بهذا الاسم، فقيل أن جوهر الصقلي سمى المدينة في أول الأمر المنصورية تيمناً باسم مدينة المنصورية التي أنشأها خارج القيروان المنصور بالله والد المعز لدين الله، أو تيمناً باسم والد المعز نفسه إحياءً لذكراه، واستمر هذا الاسم حتى قدم المعز إلى مصر فأطلق عليها اسم «القاهرة»، وذلك بعد مرور أربع سنوات على تأسيسها، تفاؤلاً بأنها ستقهر الدولة العباسية المنافسة للفاطميين، وقيل أنه سماها بالقاهرة لتقهر الدنيا، أو أنها سميت نسبة إلى الكوكب القاهر وهو كوكب المريخ.:10:11:ج1ص110:114 ولمدينة القاهرة عدة أسماء شهيرة منها مصر المحروسة، قاهرة المعز، مدينة الألف مئذنة، جوهرة الشرق.

## التاريخ

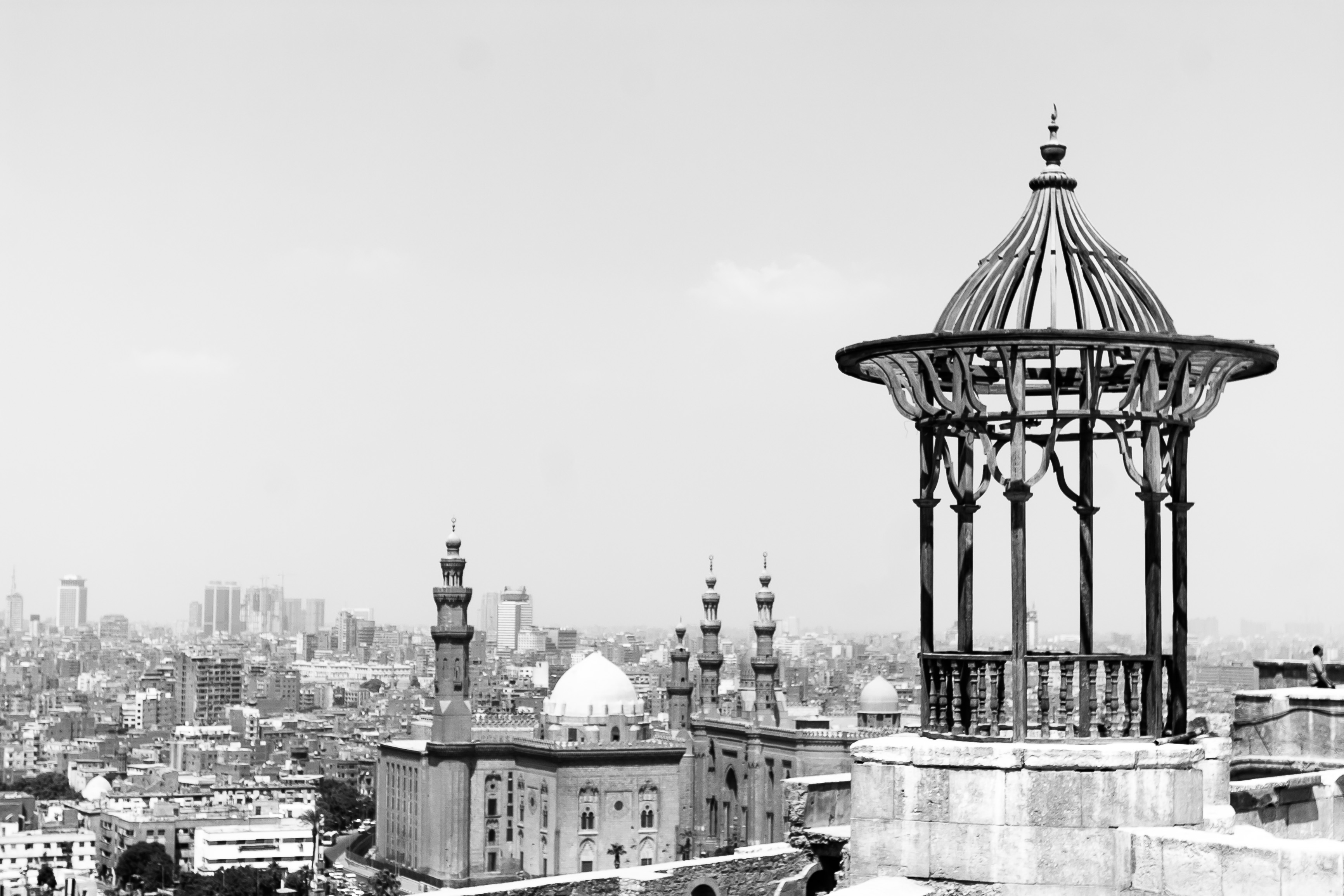
القاهرة القديمة

اكتسبت القاهرة مكانتها وتأثيرها على مختلف الحضارات بفضل موقعها الاستراتيجي الذي اختاره لها أهل مصر منذ فجر الحضارة، وتميزت عن بقية العواصم التاريخية بصفة الاستمرار، فشكل تطورها سلسلة من الحلقات بدأت مع مدينة أون في عهد ما قبل الأسرات والتي كانت بمثابة العاصمة الدينية بعد توحيد البلاد وبداية عهد الأسرات على يد الملك مينا بينما كانت منف هي أول عاصمة إدارية وسياسيه لمصر بعد استقرار الوحدة. وعرفت أون فيما بعد بالاسم الإغريقي هليوبوليس أو عين شمس حالياً.:5 عقب الفتح الإسلامي لمصر سنة 18 هـ/639 م، شيد عمرو بن العاص مدينة الفسطاط سنة 21 هـ/641 م، وبنى جامع عرف باسمه، ثم اختطت أماكن إقامة القبائل العربية. وعقب قيام الدولة العباسية والقضاء على الدولة الأموية أنشأ العباسيون مدينة العسكر في مكان عرف باسم الحمراء القصوى يقع شمال شرق الفسطاط وأقاموا فيه دورهم ومساكنهم، وشيد فيها صالح بن علي دار الإمارة وثكن الجند، ثم شيد الفضل بن صالح مسجد العسكر، وبمرور الأيام اتصلت العسكر بالفسطاط وأصبحتا مدينة كبيرة خطت فيها الطرق وشيدت بها المساجد والأسواق. وذلك إلى أن تولى أحمد بن طولون حكم مصر ورأى أن مدينة العسكر لا تتسع لحاشيته وجنده، فصعد إلى جبل المقطم ورأى بين العسكر والمقطم أرض فضاء فاختط في موضعها مدينته الجديدة التي سميت القطائع. وبعد قرابة مائة عام على إنشاء القطائع دخل الفاطميون مصر بقيادة جوهر الصقلي موفداً من الخليفة المعز لدين الله، فأخذ في وضع أساس «القاهرة» شمال شرقي القطائع، كما وضع أساس القصر الفاطمي الكبير، وشرع بجانبه في بناء الجامع الأزهر.:14:11

### العصور القديمة

#### أون
كانت مدينة أون القديمة وموقعها حالياً منطقة المطرية وعين شمس من أبرز مراكز الثقافة المصرية القديمة وذكرت في المتون المصرية القديمة بأسماء «أونو أفق السماء» و«أنو سماء مصر» واعتبرتها مقر الآلهة المختارة وموطن ميلاد كل معبود، وسميت المدينة في القبطية «أونو»، وفي اليونانية «هليوبوليس» بمعنى مدينة الشمس. كان للمدينة ماضيها السياسي حيث تعد واحدة من أقدم عواصم مصر المتحدة في فجر التاريخ وذلك نتيجة لجهود زعمائها الذين أقاموا بها أول وحده للوجهين سبقت الوحدة التي تمت على يد الملك مينا. وكفل للمدينة شهرتها في الفلسفة والدين قدم مذهبها في تفسير نشأة الوجود. أما في الفلك ترجع شهرة المدينة إلى ابتكار التقويم الشمسي الذي تميزت به الحضارة المصرية. وعلى الرغم من أن مدينة أون لم تلعب دوراً سياسياً بارزاً في العصور التاريخية إلا أنها ظلت محتفظة بمكانتها الثقافية والحضارية والدينية وحرص الملوك على ترك آثارهم بها على مر العصور، وأسفرت الحفائر الحديثة عن الكثير من الآثار التي تدل على ذلك منها الجزء العلوي لمسلة صغيرة من الحجر الرملي تعود إلى عهد الملك تتي من الدولة القديمة. ومن آثار عصر الدولة الوسطى، مسلة من الجرانيت الأحمر أقامها الملك سنوسرت الأول، وبقايا مسلة للفرعون تحتمس الثالث، وعدد من اللوحات من الحجر الجيري وجزء من تمثال أثري. ومن آثار عصر الدولة الحديثة، عمود مرنبتاج الموجود في منطقة المعابد، وتمثال الملك سيتي الثاني من الحجر الجيري، وبقايا معبد للملك رمسيس الثالث، وعدد من تيجان الأعمدة وأجزاء من أعمدة وتماثيل لأبو الهول.

#### بابليون

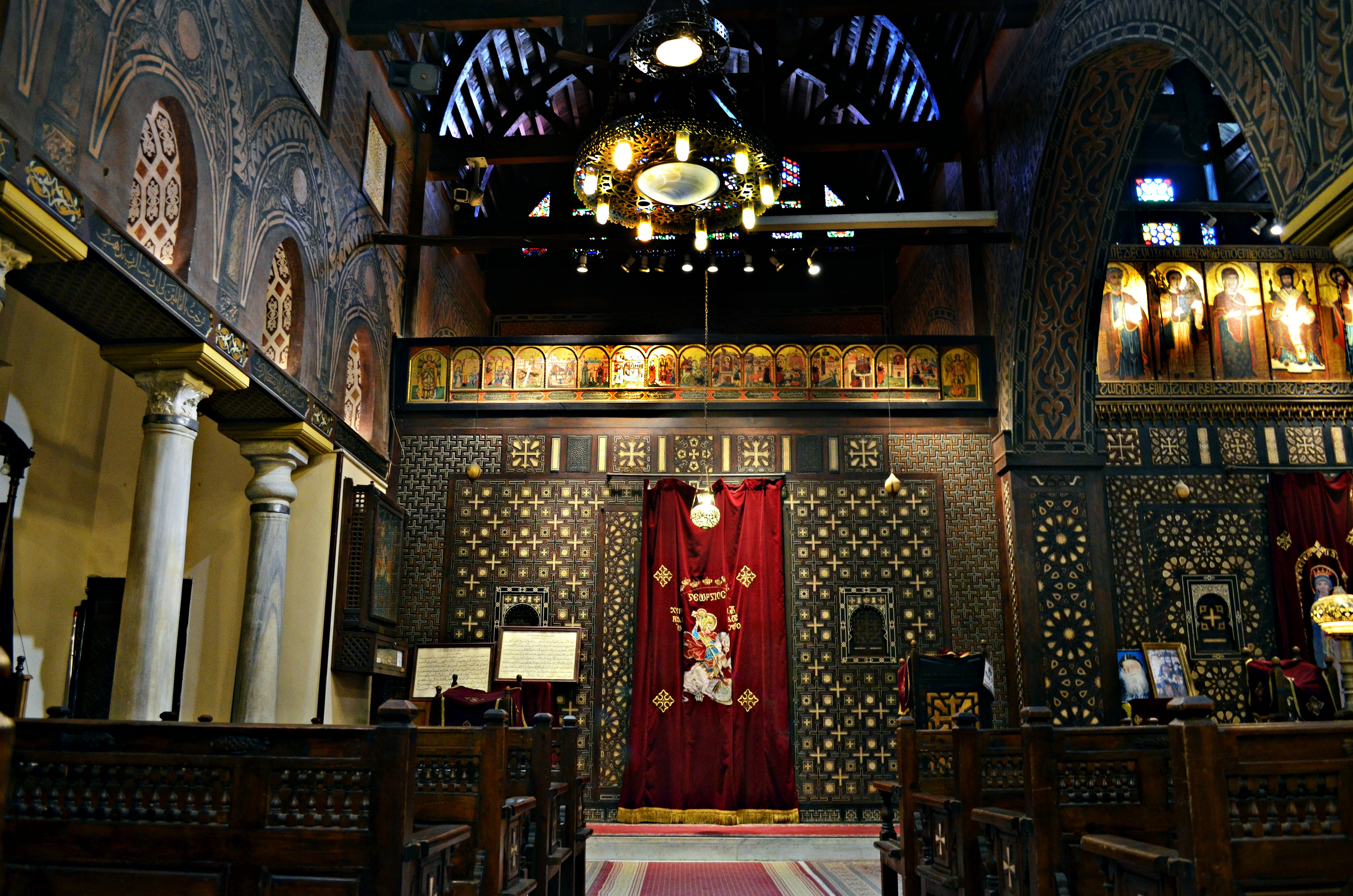
الكنيسة المعلقة من الداخل

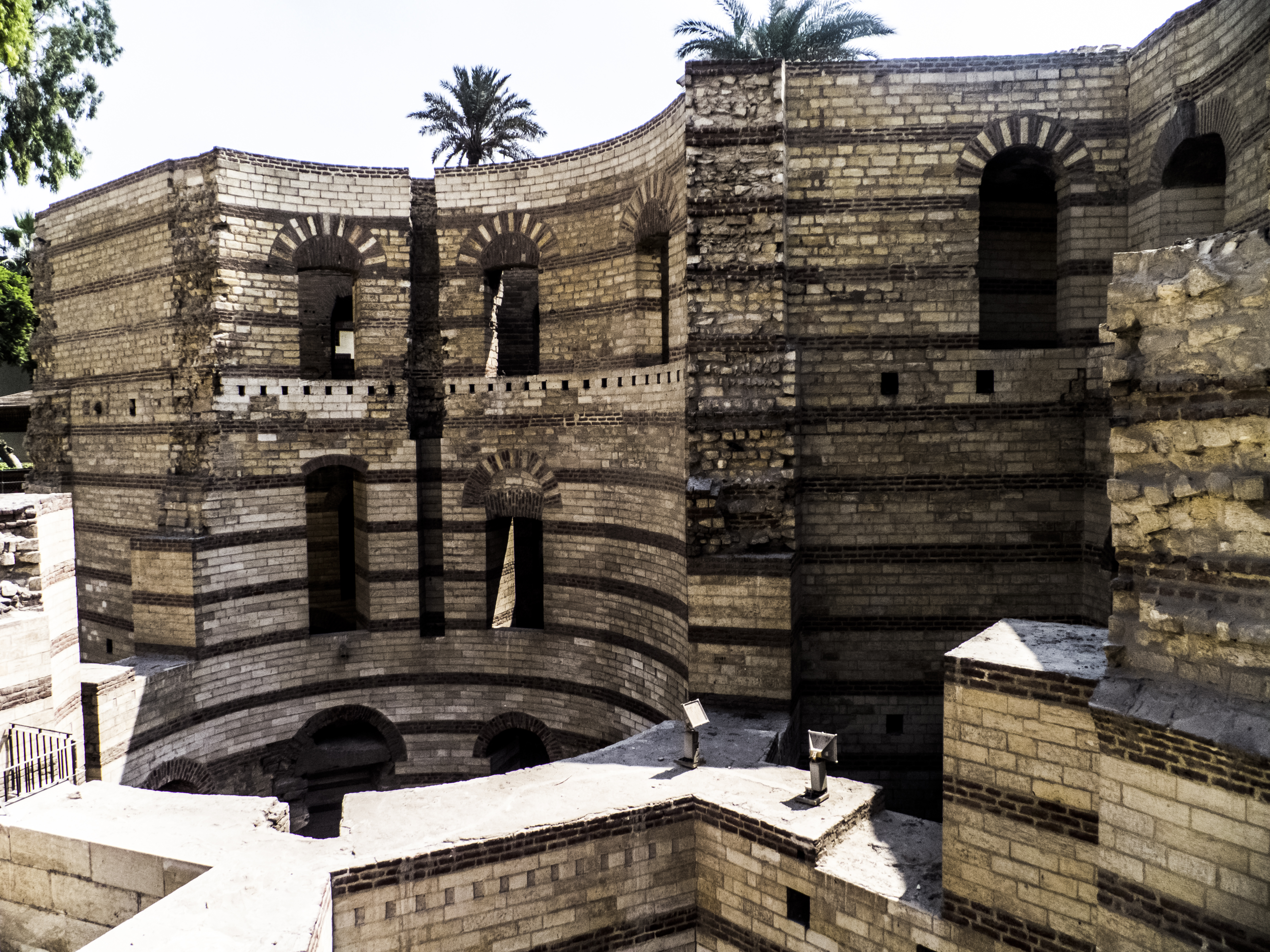
حصن بابليون

تقع مدينة بابليون في منطقة القاهرة القبطية حالياً، وقام بإنشائها رمسيس الثاني واتخذت اسمها من أسرى البابليين الذين ثاروا عليه، فبنى بها القلعة التي اعتقلهم فيها، ثم أطلق الاسم على المدينة بأكملها. واشتهرت المدينة في العصر الروماني في عهد الإمبراطور أغسطس، وأمر بإعادة بنائها الإمبراطور تراجان عام 130 ق.م وحول الحصن إلى مدينة عسكرية، ورمم الحصن ووسعه الإمبراطور الروماني أركاديوس في القرن الرابع الميلادي. استعمل في بناء الحصن أحجار أخذت من معابد فرعونية وأكملت بالطوب الأحمر ولم يبق من مباني الحصن حالياً سوى الباب القبلي الذي يكتنفه برجان كبيران، وبنى فوق أحد البرجين الكنيسة المعلقة، كما بني فوق البرج الآخر كنيسة مار جرجس الروماني للروم الأرثوذكس، وعلى باقي السور بنيت كنيسة القديس أبو سرجة وكنيسة العذراء وقصرية الريحان ودير مار جرجس للراهبات وكنيسة القديسة بربارة ومعبد لليهود. يعرف الحصن الروماني بقصر الشمع أو قلعة بابليون وتبلغ مساحته حوالي نصف كيلومتر مربع، ويقع بداخله المتحف القبطي. في عام 641 م سقط الحصن في يد عمرو بن العاص بعد حصار دام نحو سبعة أشهر في 18 ربيع الآخر 20 هـ/16 أبريل 641 م، وكان سقوطه إيذاناً بدخول الإسلام في مصر. اختار عمرو بن العاص مكان إستراتيجي شمال حصن بابليون وأقام فيه مدينة الفسطاط وداخلها حصن بابليون لتكون مدينة للجند العرب.:8

### العصور الوسطى

#### الفسطاط

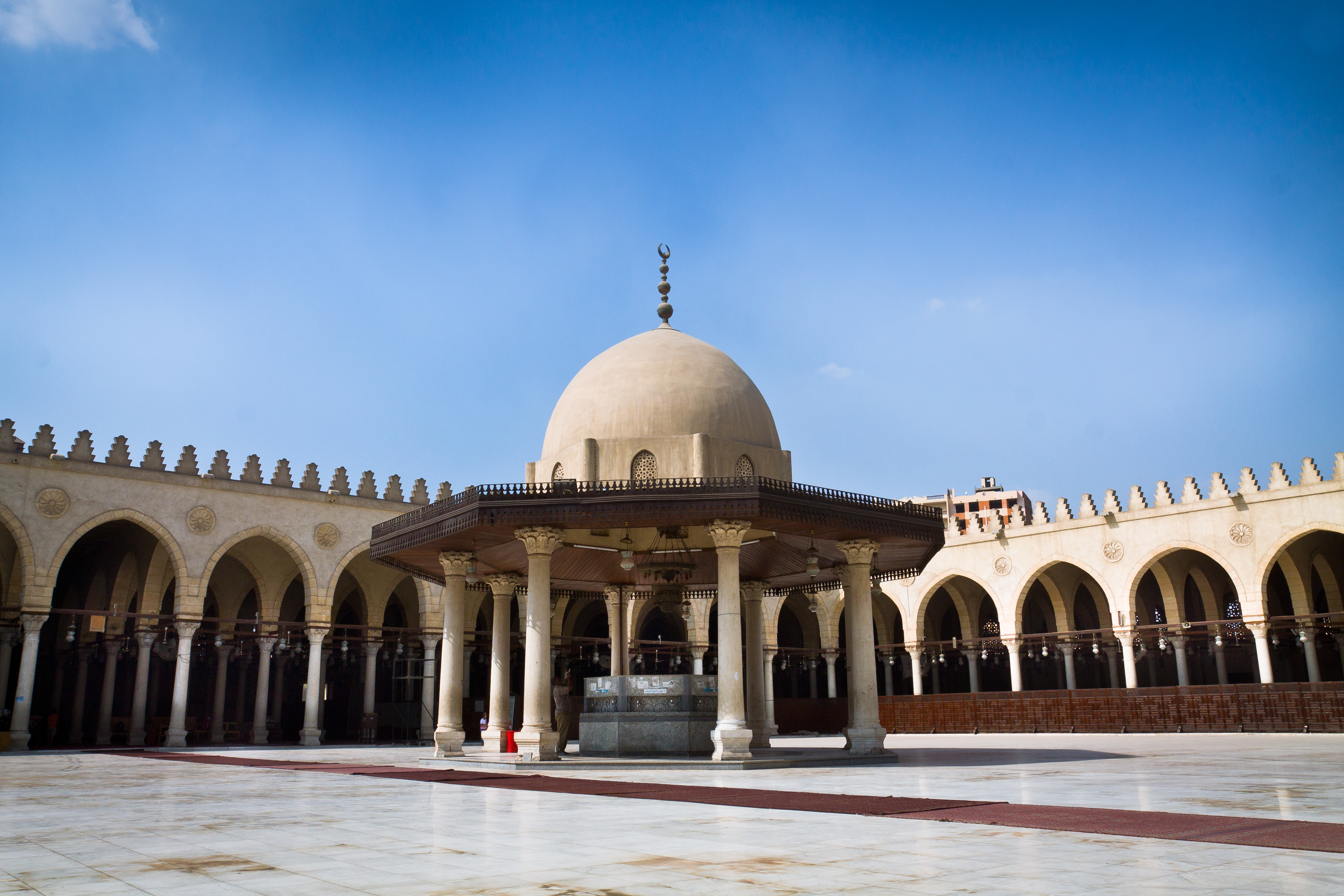
مسجد عمرو بن العاص

اتخذت الفسطاط اسمها من خيمة عمرو بن العاص التي أقامها في وسط معسكره، وأنشأها عمرو بن العاص شمال حصن بابليون، وأمر بتخطيطها لتكون أول عاصمة للإسلام في مصر بدلاً من الإسكندرية، وفي وسط المدينة أقام مسجداً للصلاة سمي باسمه واشتهر بمناراته الأربعة، وخططت الأرض حوله إلى أحياء، وولى عمرو بن العاص أربعة من المسلمين لتنظيم المدينة وهم معاوية بن خديج التجيبي، شريك بن سمي الغطيفي، عمرو بن محزم الخولاني، جبريل بن ناشرة المعافري. اشتهرت الفسطاط بشوارعها المرصوفة ومنازلها الفسيحة التي تتوسطها نافورات المياه والحدائق الداخلية، وتعددت بالمدينة الأسواق التي كان يقع معظمها على شاطئ نهر النيل وذلك بخلاف الأسواق حول الجامع. تميز اختيار موقع المدينة بسهولة الدفاع عنه لأسباب طبيعية فالنيل يحدها من الغرب وجبل المقطم من الشرق واللذان شكلا حاجزا طبيعياً ضد أي اعتداء خارجي.:8:11:12:5

#### العسكر
العسكر هي ثاني العواصم الإسلامية في مصر، وأنشأها العباسيون في مكان عرف باسم الحمراء القصوى يقع شمال شرق الفسطاط، وأقاموا فيه دورهم ومساكنهم، وشيد فيه صالح بن علي دار الإمارة وثكنات الجند أو دار العسكر، ومنه اتخذت المدينة اسمها، ثم شيد الفضل بن صالح مسجد العسكر. تعتبر المدينة امتداداً للاتجاهات التخطيطية والعمرانية لمدينة الفسطاط، وعظمت بها العمارة وشيدت المساكن والقصور وتوسع عمرانها حتى التحمت بالفسطاط، وحكم مصر منها 65 والياً على امتداد 120 عاماً، ويرجح أن موقعها كان بالقرب من حي السيدة زينب حالياً.:9:12:5

#### القطائع

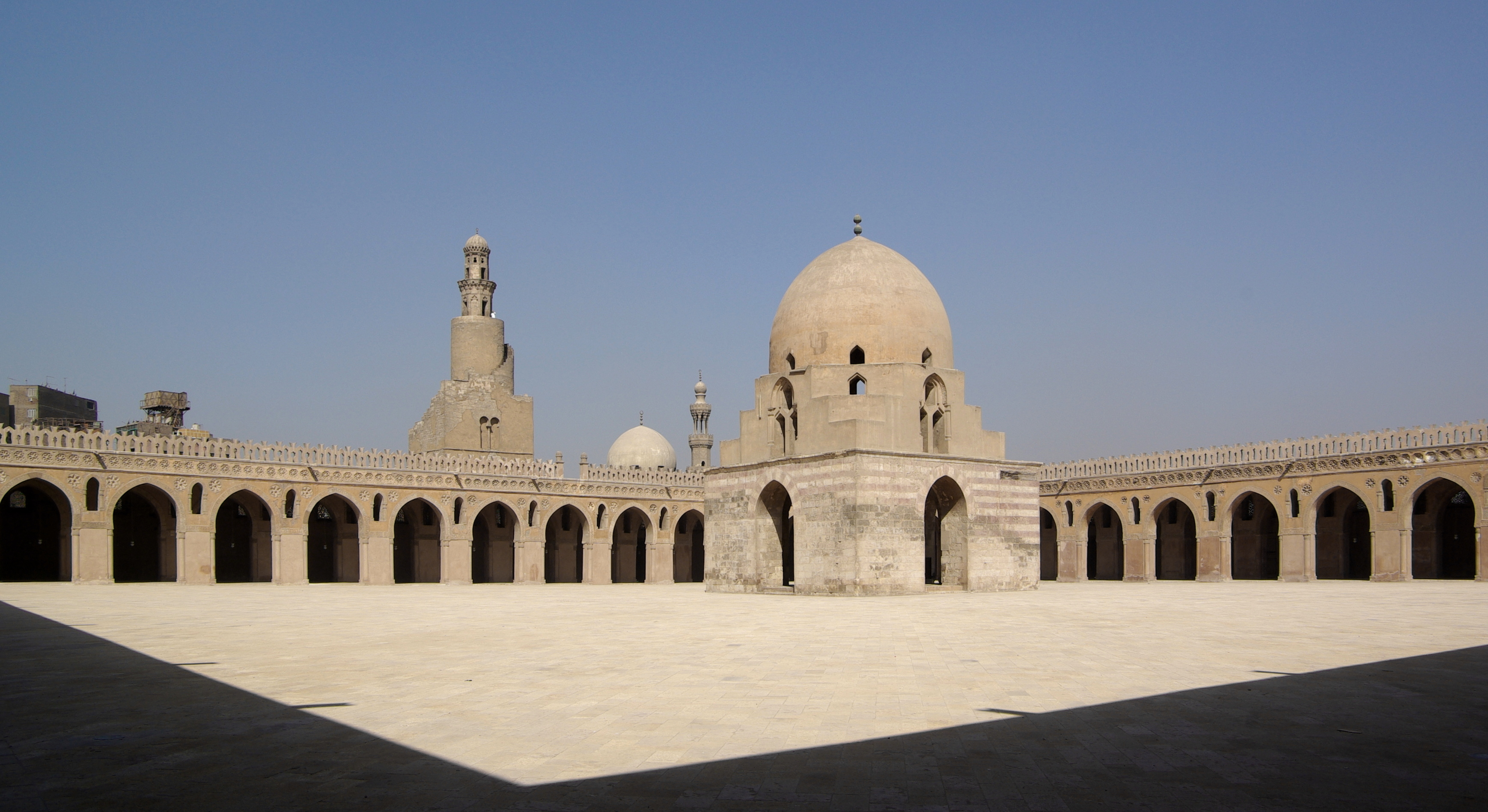
جامع أحمد بن طولون

القطائع هي المدينة التي أسسها أحمد بن طولون، لتصبح بذلك ثالث عاصمة إسلامية في مصر، ويرجع اسمها إلى نظام تخطيطها المنقول عن مدينة سامراء التي شب فيها بن طولون، وهو التخطيط المتقاطع المكون من قطع سكنية كل منها لجماعة من السكان تربطهم رابطة أو طبقة أو مستوى واحد، يطلق عليها اسم القطع. شيدت المدينة في الأرض الفضاء بين مدينة العسكر وجبل المقطم، ووضعت أولى خططها عام 256 هـ/870 م، وبعد ست سنوات في عام 876 م احتفل ابن طولون بوضع أساس الجامع الذي سمي باسمه على جبل يشكر، والذي انتهى بناؤه في سنتين، ويقع في وسط المدينة، ويعد من أكبر مساجد العالم الإسلامي بمساحة تبلغ 26500 متر مربع، واشتهر باسم الجامع المعلق إذ يصعد إلى أبوابه بسلالم دائرية الشكل، كما أنشأ ابن طولون أول مستشفى في مصر بمنطقة البساتين. وانتقل إلى المدينة كل من له صلة بالحكم أو إدارة البلاد وأفراد الجيش، ولم يكن مسموحاً للعامة بالسكن فيها. ظلت القطائع عاصمة مصر خلال الحكم الطولوني الذي استمر 27 عاماً حتى سنة 293 هـ/905 م، مع قدوم الجيش العباسي إلى مصر، والذي محى القطائع وحولها إلى أطلال مع الإبقاء على الجامع، وعادت مدينة العسكر مقراً للحكم حتى دخول الفاطميين.:9:11:12:13:6

#### قاهرة المعز

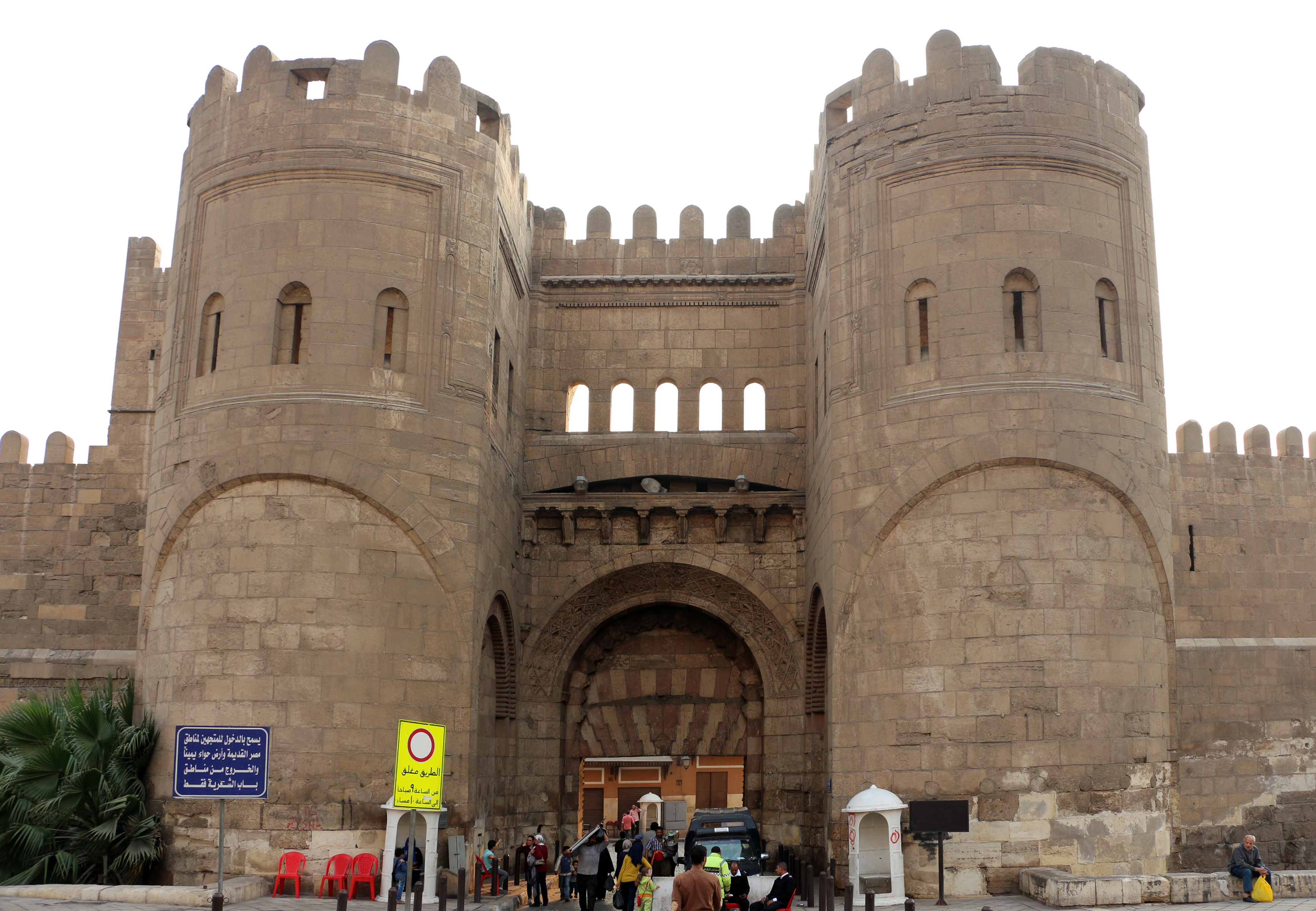
باب الفتوح

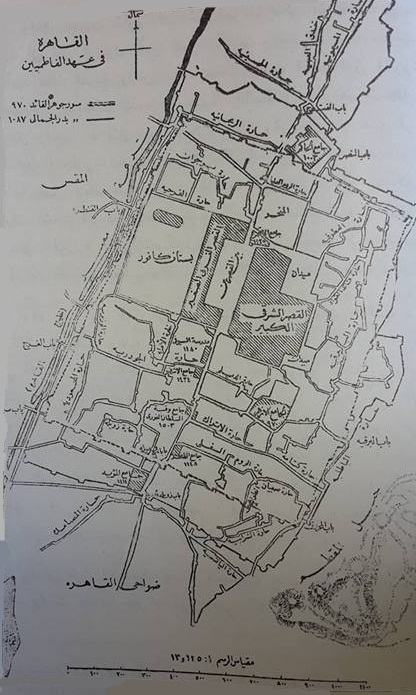
مخطط القاهرة في عهد الفاطميين

بعد قرابة المائة عام على إنشاء القطائع، قدم إلى مصر جيش الفاطميين من المغرب بقيادة جوهر الصقلي موفداً من الخليفة المعز لدين الله، ووصل إلى الفسطاط في 11 شعبان 358 هـ/يوليو 969 م، ودخلها في اليوم التالي، ونزل مع جنوده في الفراغ الواقع شمال شرقي القطائع وأخذ في وضع أساس القاعدة الفاطمية الجديدة في 17 شعبان 385 هـ/7 يوليو 969 م، والتي سماها «القاهرة»، كما وضع أساس القصر الفاطمي الكبير في 18 شعبان 358 هـ، وشرع بجانبه في بناء الجامع الأزهر في جمادي الأول سنة 359 هـ/أبريل 970 م. أنشئت المدينة على مساحة 340 فدان، وبني حولها سور من اللبن مربع الشكل طول كل من ضلعيه الشمالي والجنوبي 1500 ذراع، وضلعيه الشرقي والغربي 1700 ذراع، وبكل ضلع من أضلاع السور بوابتان، فالضلع الشمالي به باب النصر وباب الفتوح، والشرقي به باب البرقية (الغريب) والقراطين (المحروق)، والجنوبي يواجه الفسطاط عند باب الخلق وبه باب زويلة (المتولي) وباب الفرج، والغربي به باب القنطرة وباب سعادة. بدأت المدينة كمدينة عسكرية تشتمل على مساكن الأمراء ودواوين الحكومة وخزائن المال، وفي سنة 973 تحولت إلى عاصمة الدولة الفاطمية عندما انتقل إليها المعز لدين الله من المغرب، وأطلق عليها قاهرة المعز. بعد انقضاء 120 سنة من تأسيس القاهرة رأى أمير الجيوش بدر الجمالي وكان وزيراً للخليفة المستنصر بالله أن الناس شيدوا خارج سور القاهرة بسبب اتساع العمران، فأحاطها بسور وصله بسور جوهر عام 480 هـ/1087 م، وأقام السور الجديد من اللبن والأبواب من الحجارة.:11:13:22:6

#### العصر الأيوبي

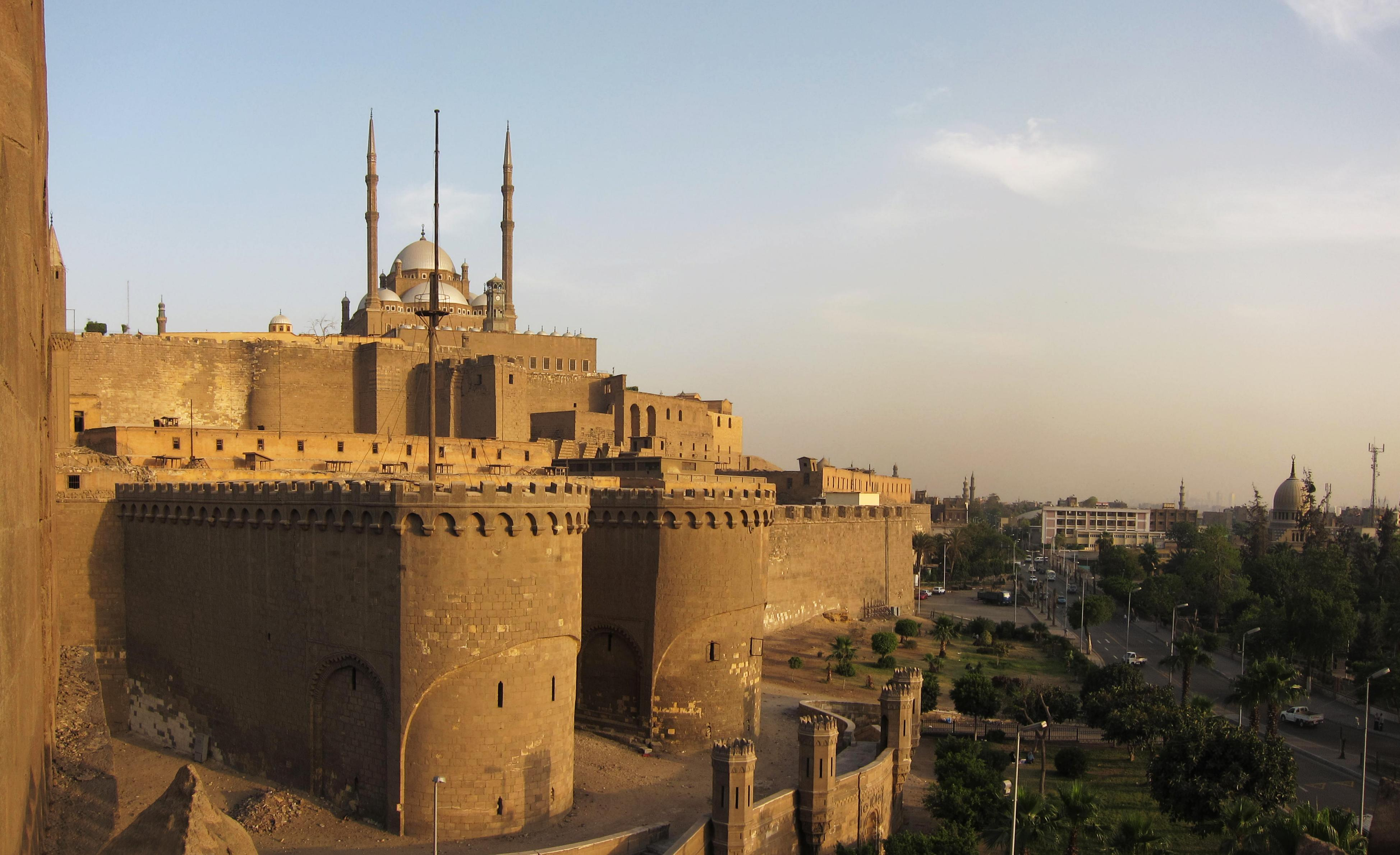
قلعة صلاح الدين

أرسل السلطان نور الدين محمود حملة إلى مصر لطرد الصليبيين بقيادة أسد الدين شيركوه، الذي اصطحب معه صلاح الدين ابن أخيه نجم الدين أيوب. وعقب وفاة شيركوه ولي الخليفة العاضد صلاح الدين وزارة مصر، فأصبح بذلك الرجل الأول في الدولة. ثم استبد صلاح الدين بالأمور وضعف أمر العاضد وهدم دار المعرفة وبناها مدرسة شافعية وبنى دار الغزل للمالكية وعزل قضاة الشيعة وأقام قاضياً شافعياً في مصر واستناب في جميع البلاد.:م4:ص103 وبدلاً من أن ينشئ صلاح الدين عاصمة جديدة، اتجه إلى ضم ضواحي المدينة الأربعة (الفسطاط والعسكر والقطائع والقاهرة الفاطمية) لتكون معاً عاصمة الدولة، فخرجت القاهرة عن نطاق أسوارها القديمة وامتد تخطيطها ليصل إلى قلعة الجبل، التي ظلت مقراً لحكم مصر في مختلف العصور التي تلت حكم الأيوبيين، وحتى عصر الخديوي إسماعيل الذي نقل مقر الحكم إلى قصر عابدين. وفي عام 569 هـ انتدب بهاء الدين قراقوش لمد سور حول القاهرة بحدودها الجديدة، فزاد في سور القاهرة الممتد من باب القتطرة إلى باب الشعرية، ومن باب الشعرية إلى باب البحر، ثم زاد في الجزء الذي يلي باب النصر إلى برج الظفر ومن هذا البرج إلى برج البرقية ومنه إلى درب بطوط وإلى خارج باب الوزير ليتصل بسور قلعة الجبل. ومن معالم تلك الحقبة التي ما زالت باقية، سواقي عيون بئر يوسف وقناطر مجرى المياه التي تحمل المياه إلى القلعة.:11:12:23:37:7

#### العصر المملوكي
يعد عصر المماليك هو العصر الذهبي للقاهرة، ولا سيما بعدما خفت وطأة الحروب الصليبية في الشام، وانتصر المماليك على المغول. ففي عهد الظاهر بيبرس امتدت القاهرة في اتجاه الشمال خارج أسوارها في حي الحسينية، وشيد مسجداً رائعاً يعرف اليوم باسم جامع الظاهر وكان اسمه قديماً جامع الصافية، كما شيد العديد من المباني في قلعة صلاح الدين كدار الذهب، وأنشأ الأسواق والجسور والقناطر، وشاركه أمراؤه في بناء العديد من العمائر والرباع والخانات والدور والمساجد والحمامات التي أضافت لمسة من الجلال والجمال على المدينة.:39

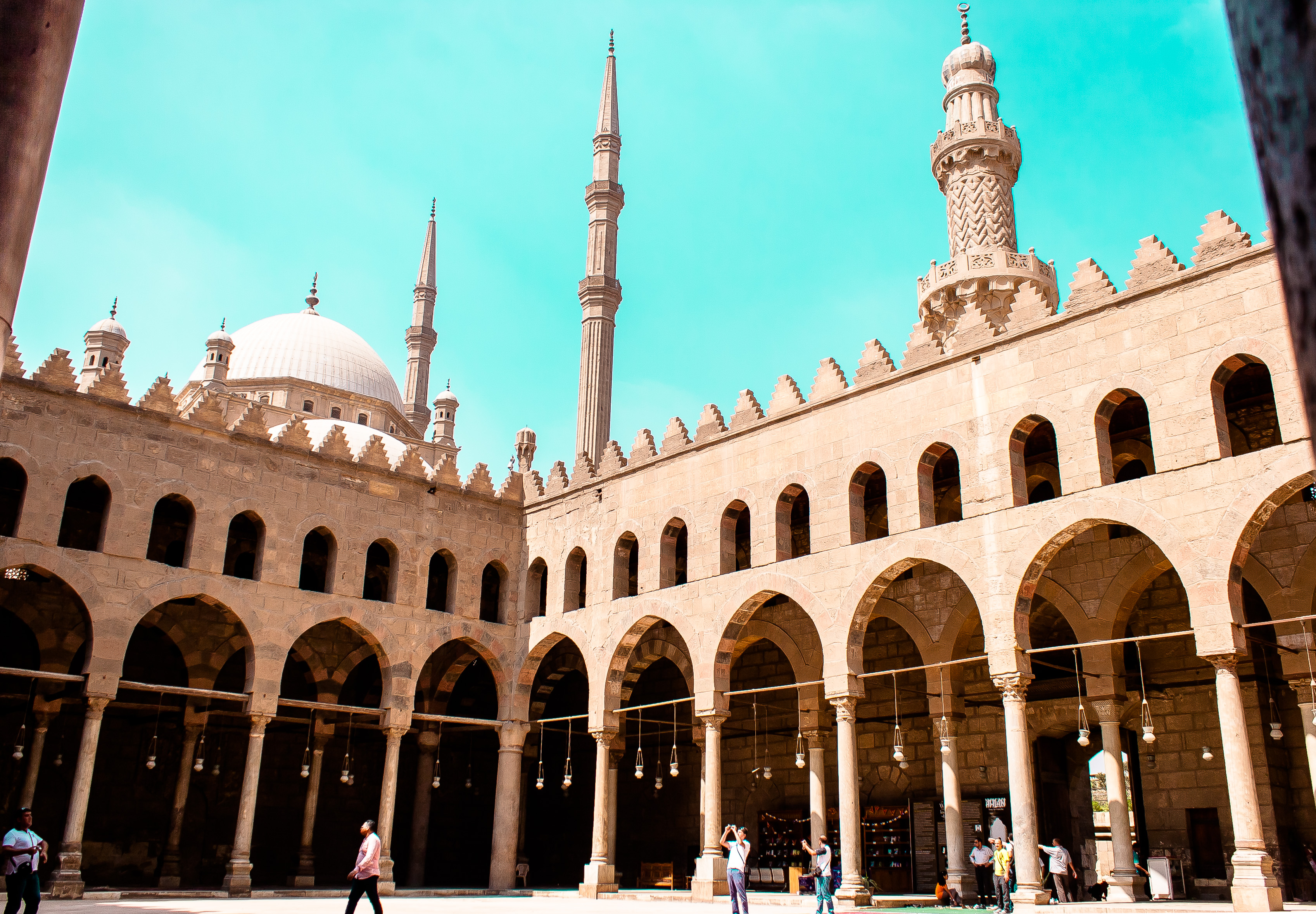
صحن مسجد السلطان الناصر بن قلاوون

 وفي عهد أسرة قلاوون التي حكمت مصر قرابة المائة عام، شيد المنصور قلاوون طائفة من العمائر النادرة، منها مدرسة الجليلة وقبته أو ضريحه، وأنشأ المارستان وجعله وقفاً لجميع الطوائف من الملك حتى العبيد، وما زال جزء منه قائماً إلى اليوم. وفي أيام السلطان الناصر محمد بن قلاوون، امتدت القاهرة جهة الشمال عبر الصحراء والشمال الغربي والغرب أيضاً بما طرحه النيل من طمي أثمر تدريجياً عن أرض جديدة غرب القاهرة، فلم يترك أمراء المماليك قطعة أرض داخل القاهرة إلا وأقاموا فيها المساجد والمدارس والحمامات والسبل والوكالات والأضرحة، فعم الرخاء على المدينة وازدهرت التجارة وتسابق الأمراء والأعيان على تشييد أبهى فنون العمارة. وأحب السلطان الناصر العمارة فرصع القاهرة بأفخم المباني، وأنشأ تحت قلعة صلاح الدين ميداناً للألعاب والمسابقات بين الأمراء، وعمر كثيراً من القصور داخل القلعة، وشيد جامعه ذا المئذنتين الذي ما زال قائماً حتى الآن، وفي أيامه زار مصر الرحالة المسلم ابن بطوطة في عام 1326 فقال عنها «قهرت قاهرتها الأمم، وتملكت ملوكها نواصي العرب والعجم»، وفي أثناء حكم المماليك البحرية ولد المؤرخ تقي الدين المقريزي، الذي ألف موسوعة هامة عن خطط مصر وعن القاهرة بوجه خاص وصفت جمال عمارة القاهرة وفنونها. وفي أيام السلطان حسن بن قلاوون شيدت عمارة جليلة تمثلت في مدرسة ومسجد السلطان حسن، الذي يعد أجمل مساجد القاهرة.:41:63 وفي عهد المماليك الجراكسة ظهر حبهم للعمائر الجميلة والذوق السليم، فشيد سلاطينهم وأمراؤهم العمائر والمساجد ومنها مسجد الملك الظاهر برقوق بجوار مدرسة الناصر قلاوون، وخانقاه الملك الناصر بن برقوق، وهي بناء ضخم صمم ليخدم عدة أغراض، فهو ضريح لآل برقوق ومدرسة للعلوم ومسجد وخانقاه فخمة، ومسجد الملك المؤيد شيخ بجوار باب زويلة، ومسجد السلطان الأشرف برسباي، ومسجد السلطان الأشرف قايتباي، ومسجد السلطان قنصوه الغوري.:64:83

#### العصر العثماني

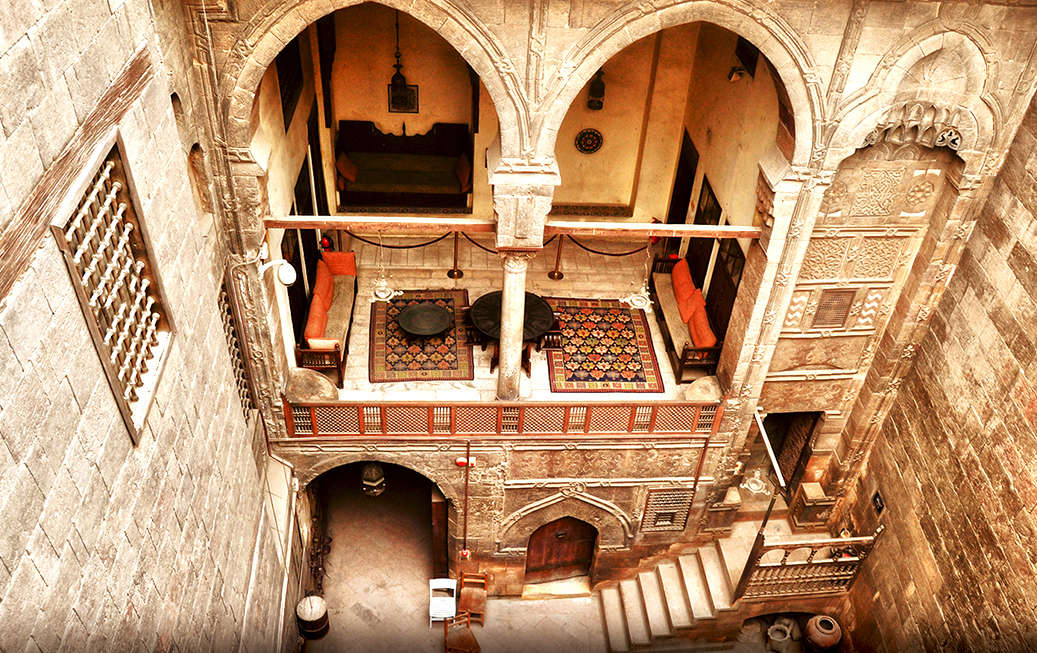
بيت الكريتلية "متحف جاير أندرسون حالياً"

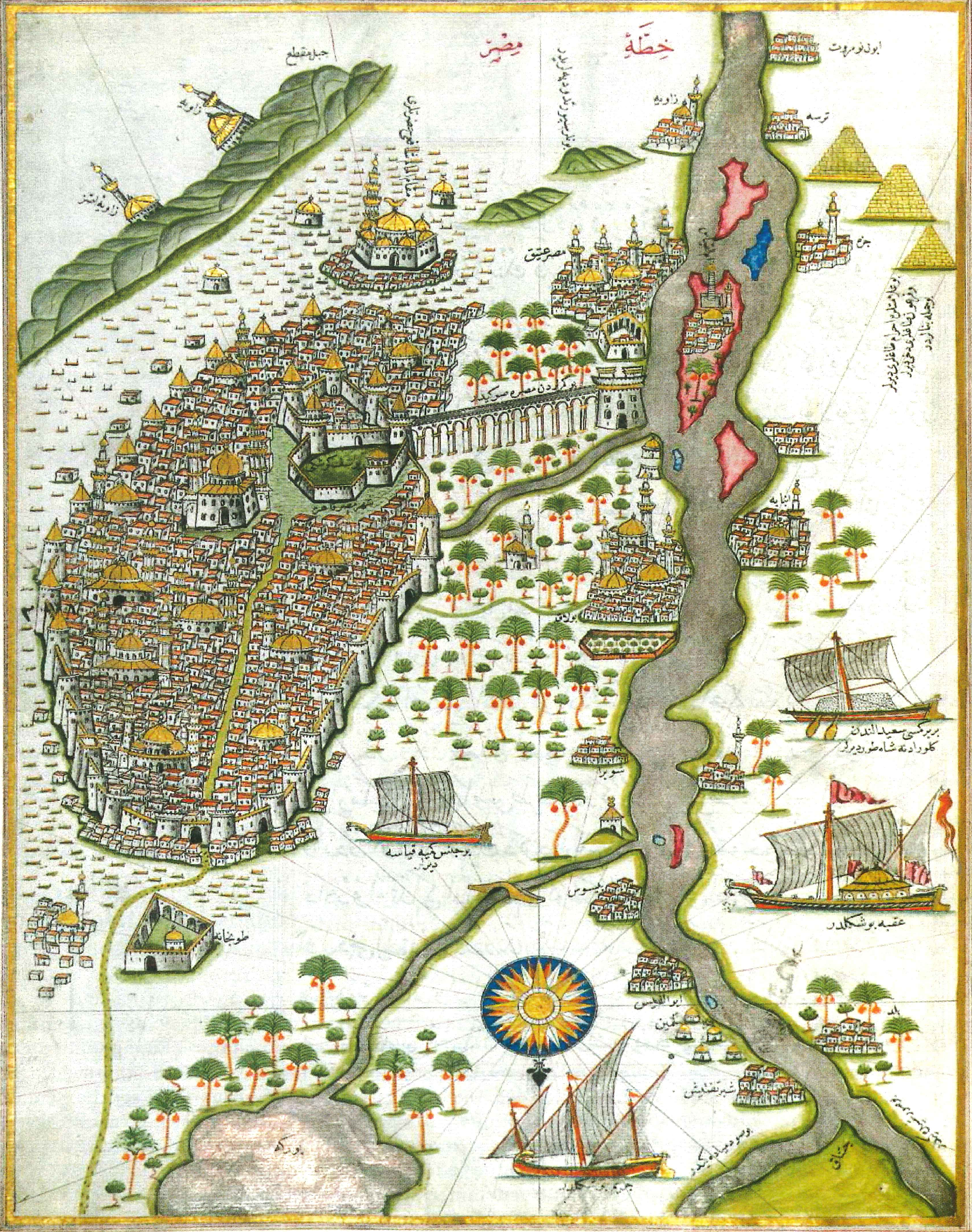
مدينة القاهرة كما تظهر في "كتاب بحرية" المرسوم في مطلع القرن السادس عشر على يد الملاح العثماني بيري رييس.

استولى السلطان سليم على مصر وشرع في تأييد سلطته، فجعل عليها حاكماً يلقب بالباشا، وليضمن عدم خروج الباشا على الآستانة ويستقل بمصر، جعل في مصر ثلاث إدارات كل منها يراقب الآخر، حتى لا يخشى من اتحادها أو تمردها، فكانت القوة الأولى هي «الباشا» وأهم واجباته هي إبلاغ الأوامر السلطانية لرجال الحكومة والشعب ومراقبة تنفيذها، والقوة الثانية هي «الوجاقات الست» وواجبها هو حفظ النظام والدفاع عن القطر المصري، وتوزعت في القاهرة والمراكز الرئيسية، أما القوة الثالثة فهي «المماليك» وهم بقايا المماليك البحرية والجراكسة، وواجبهم حفظ التوازن بين الباشا والوجاقات لأنهم أعداء لكلا الفريقين. وظل أمراء المماليك هم أصحاب القوة الفعلية بالبلاد، وزاد نفوذهم مع تقلص نفوذ الباب العالي وتقلص نفوذ ولاته في مصر.:193:194 ومن آثار تلك الحقبة التي ما زالت باقية مسجد محمد بك أبو الذهب تجاه الجامع الأزهر،:218 وعمائر عبد الرحمن كتخدا «محافظ مصر»، والذي كان مغرماً بالبناء فأنشأ وجدد الكثير من المساجد والسبل والأضرحة، وكان في مقدمة الساعين لتجميل القاهرة، ويتجلى ذلك في سبيله الرائع الواقع في ملتقى شارعي النحاسيين والجمالية والمعروف باسمه حتى اليوم، كما أنشأ بالقرب من باب الفتوح مسجداً وكتاباً، وزاد في مقصورة الجامع الأزهر وبنى به محراباً جديداً وأقام له منبراً وأنشأ له باباً عظيماً وبنى بأعلاه مكتباً لتعليم الأيتام من أطفال المسلمين، وبنى المدرسة الطيبرسية، وأنشأ عند باب البرقية «باب الغريب» جامعاً ومكتباً، وجامعاً ومكتباً وساقية ومنارة جهة الأزبكية، كما بنى المشهد الحسيني، ومشاهد السيدة زينب والسيدة سكينة والسيدة عائشة والسيدة فاطمة والسيدة رقية، وجدد المارستان المنصوري، وكانت دار سكناه بحارة عابدين من الدور العظيمة المحكمة الوضع والإتقان.:219

### العصر الحديث

#### عصر الأسرة العلوية

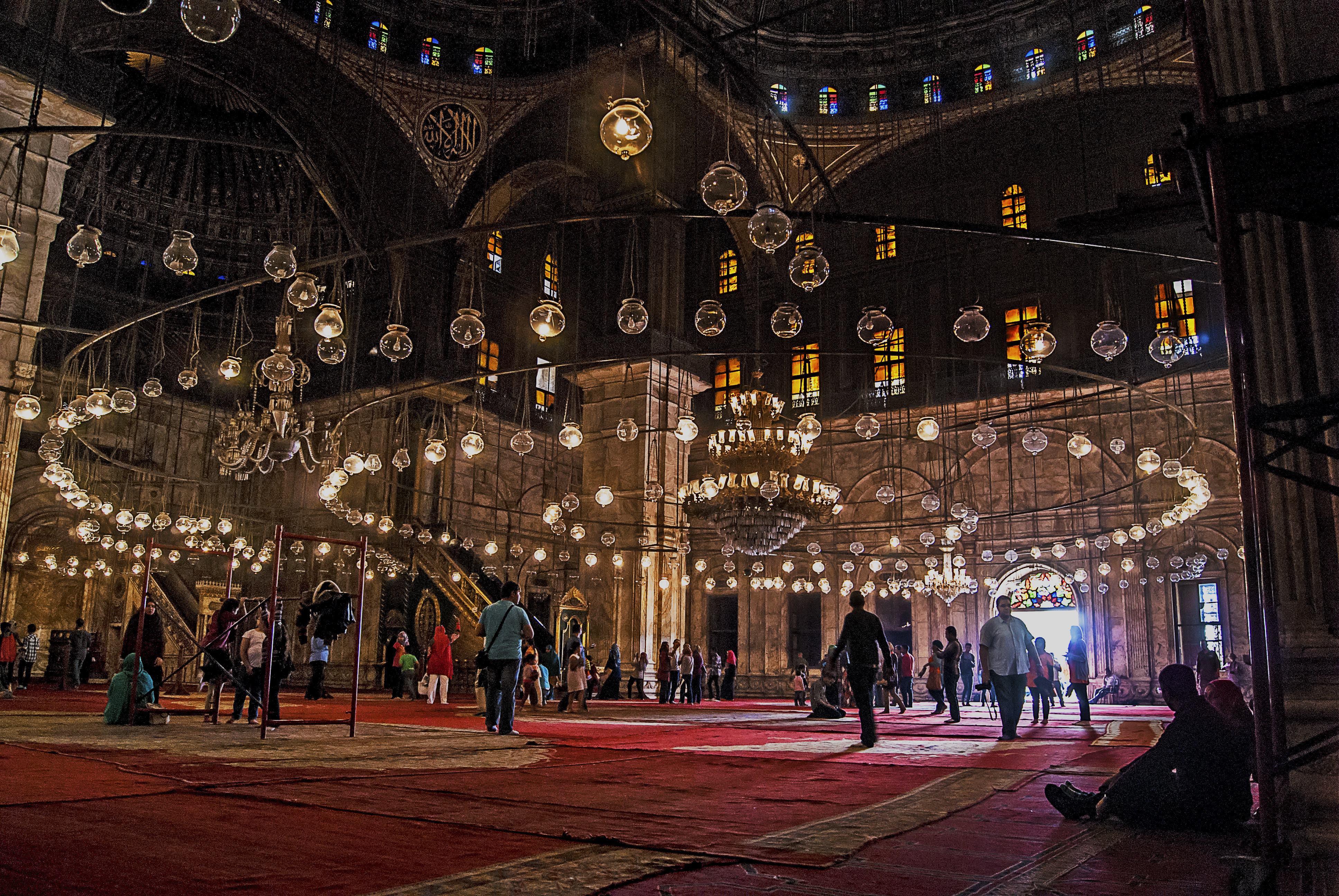
مسجد محمد علي من الداخل

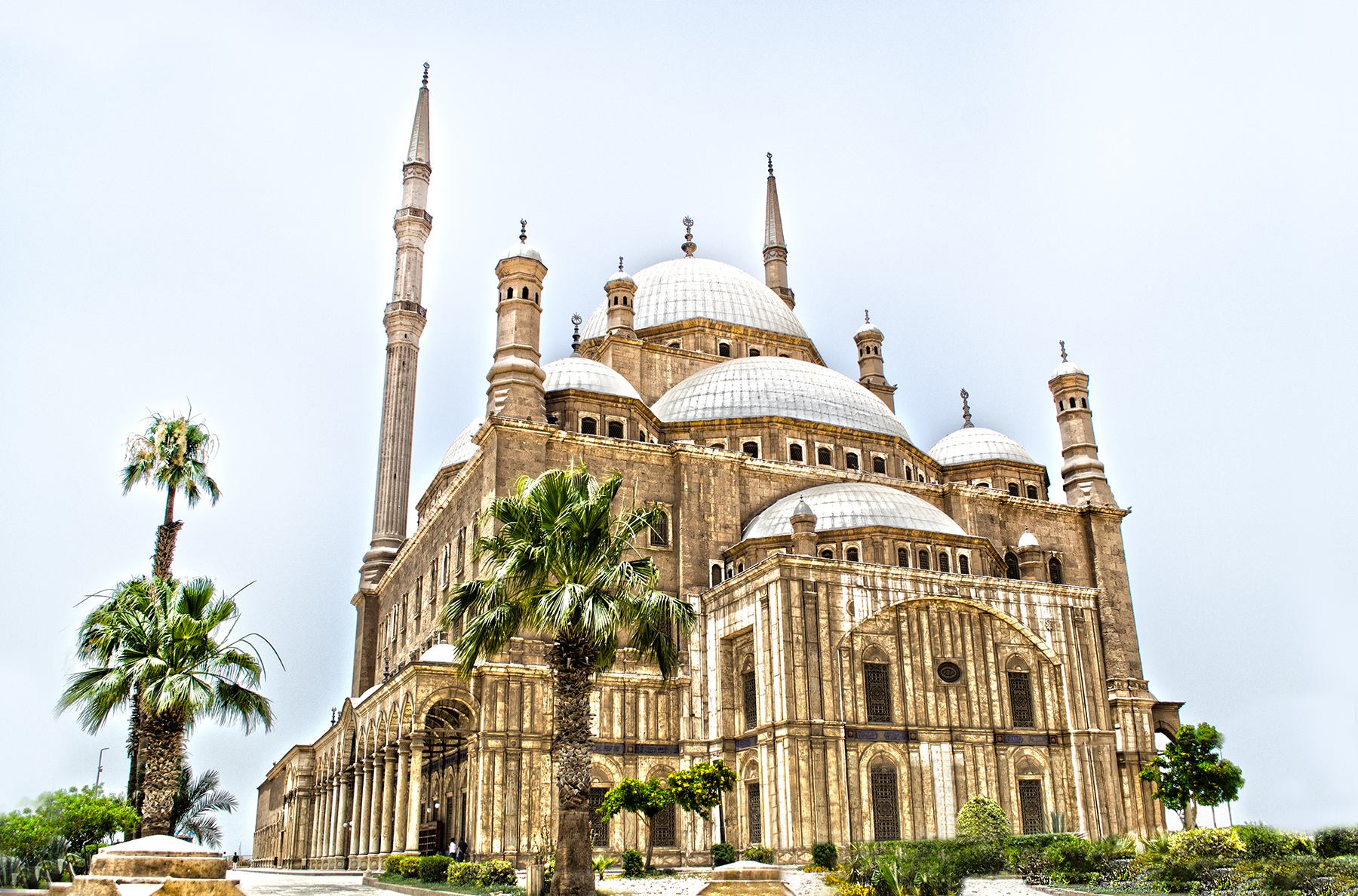
مسجد محمد علي من الخارج

أسس محمد علي الأسرة العلوية في مصر وأرسى خلال حكمه أسس النهضة الحديثة، وانتقل بمصر من الاضمحلال الذي سيطر عليها خلال حكم العثمانيين إلى مشارف العصر الحديث، وارتقى بها إلى رتب الدول المتقدمة. أدرك محمد علي بعبقريته الفطرية الفذة أن السبيل لبناء النهضة هو الارتقاء بالعلوم والإدارة والصناعة والزراعة، فأنشأ المدارس الحديثة وأرسل البعثات العلمية وأعاد تنظيم الجيش والإدارة الحكومية وشيد دور الصناعة بأنواعها والتي تركزت بمنطقة السبتية، كما أقام الجسور والقناطر وحفر الترع. واهتم محمد علي بالقاهرة فأمر بتنظيم وتوسيع وتنظيف وإنارة شوارعها، وأزال الأنقاض المحيطة بها وردم بها بركها، وكون في عام 1834 مجلساً للإشراف على تجميل القاهرة، كما استقدم الفنانين والعمال المهرة من فرنسا وإيطاليا وتركيا لبناء القصور واشترط عليهم تعيين أربعة من المصريين مع كل منهم ليتعلموا حرفتهم، ومن أشهر القصور التي شيدها قصر الجوهرة وقصر القبة وقصر الحرم وقصر الأزبكية وقصر النيل، وقام أيضاً ببناء جامعه بالقلعة، والذي تم تصميمه على غرار مسجد السلطان أحمد بالآستانة.:9:216 وفي أبريل 1847 انتقلت ولاية مصر من محمد علي إلى إبراهيم باشا، والذي اهتم بتقوية الجيش والأسطول ونظم جمعية الحقانية لتنظيم سير القضايا، وشيد قصر الروضة والقصر العالي، وفي عهده تم ردم بركة الأزبكية تماماً وحولت إلى متنزه ضخم. وفي عهد عباس باشا الأول منح امتياز إنشاء خط سكك حديدية بين القاهرة والإسكندرية للبريطانيين عام 1851، وأنشئ حي العباسية في صحراء شمال شرق القاهرة عام 1849 بغرض إقامة ثكنات عسكرية، كما أقام فيها سراي الباشا أو «سراي الحصوة» ومدرسة حربية ومستشفى. عقب وفاة عباس الأول آل حكم مصر إلى سعيد باشا، فافتتح في عهده خط السكك الحديدية بين القاهرة والإسكندرية عام 1854، وأنشئت المحطة الرئيسية للسكك الحديدية بباب الحديد عام 1856، وبوفاته انتقل حكم مصر إلى إسماعيل باشا عام 1863.:9:10

#### عصر الخديوي إسماعيل

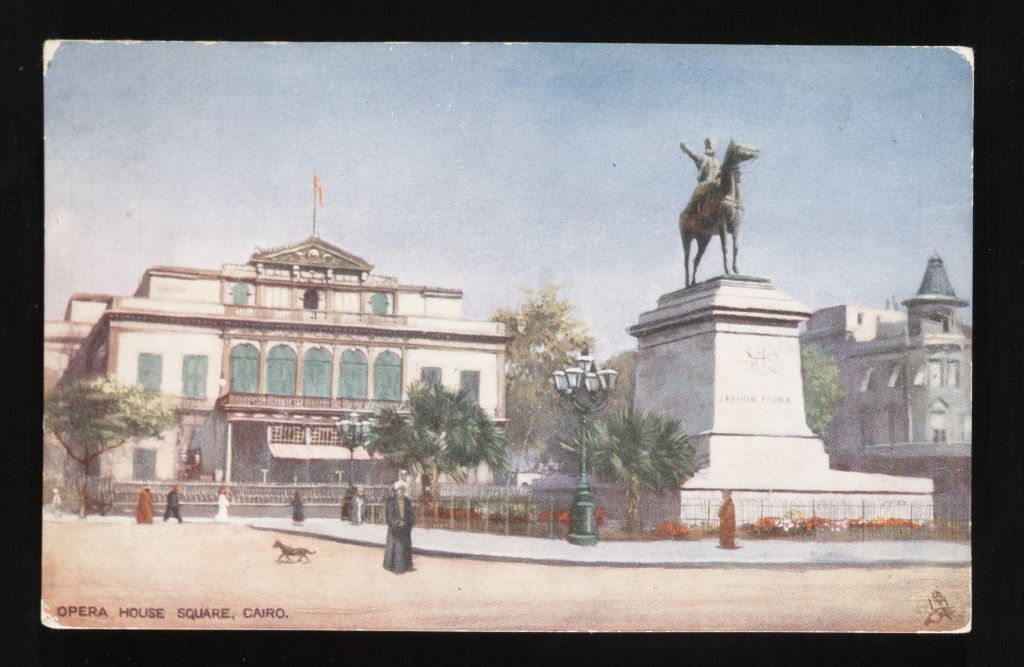
دار الأوبرا القديمة

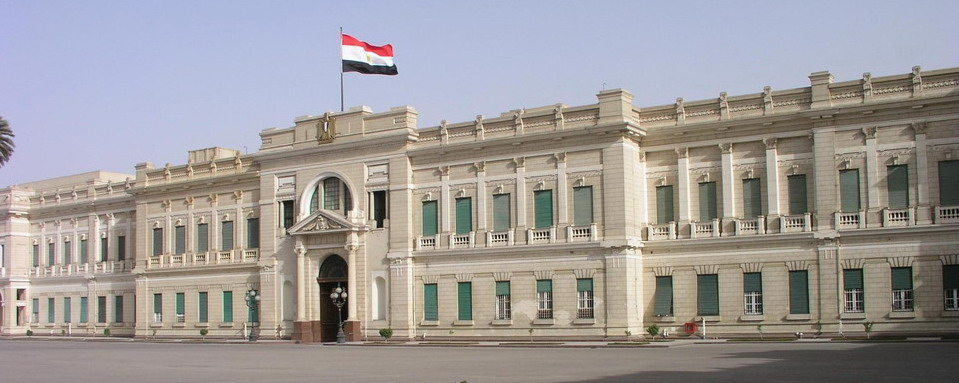
قصر عابدين

يعود لقب القاهرة الخديوية إلى أول حاكم لمصر يحمل هذا اللقب وهو الخديوي إسماعيل، والذي تولى عرش مصر في 18 يناير 1863، فمنح القاهرة وجهاً جديداً متألقاً، وحدد معالمها الحضارية من خلال إنجازات بقيت محفورة على جدران مبانيها وشوارعها الحديثة.:11 كانت القاهرة عند تولي إسماعيل باشا عرش مصر يبلغ تعدادها 270 ألف نسمة وتمتد من منطقة القلعة بسفح المقطم شرقاً إلى مدافن الأزبكية وميدان العتبة والمناصرة غرباً، وساد على أحيائها الانحلال العمراني مما أثار حماس إسماعيل باشا لصنع ثورة عمرانية بعاصمة البلاد ترقى بها إلى مصاف العواصم الأوروبية، ولتكون «باريس الشرق»، فطلب إسماعيل باشا من الإمبراطور نابليون الثالث أن يقوم هاوسمان المهندس العالمي بتخطيط القاهرة على غرار التخطيط الجديد لباريس، واستغرق إعداد وتصميم وتنفيذ المشروع خمس سنوات، وفي عام 1872 افتتح الخديوي إسماعيل شارع محمد علي «القلعة»، كما شق شارع «كلوت بك» عام 1875، وأنشأ دار الأوبرا، والكتب خانة، وكان من أهم القصور التي شيدت خلال تلك الحقبة قصر عابدين، الذي بدأ إنشاؤه في غام 1863، وأصبح مقر الحكم بدلاً من القلعة في عهد الخديوي إسماعيل، ويعود اسم القصر إلى أنه بني مكان قصر «عابدين بك»، وطلب إسماعيل باشا الاحتفاظ باسم عابدين للقصر وميدانه. وفي فترة لاحقة أنشئ كوبري قصر النيل وكوبري أبو العلا ليصلا القاهرة بجزيرة الزمالك والجيزة، وأدخل خط الترام إلى شوارع القاهرة عام 1896 لربط العتبة الخضراء بالعباسية.:14:21

#### القاهرة المعاصرة

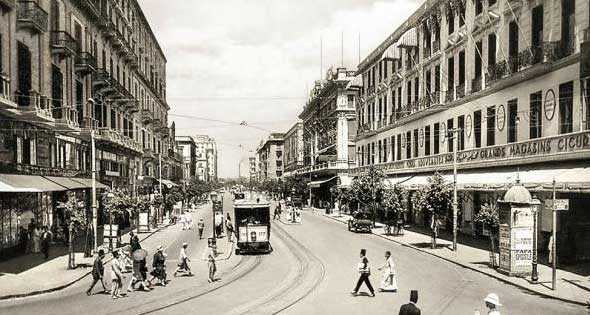
القاهرة في حقبة العشرينيات

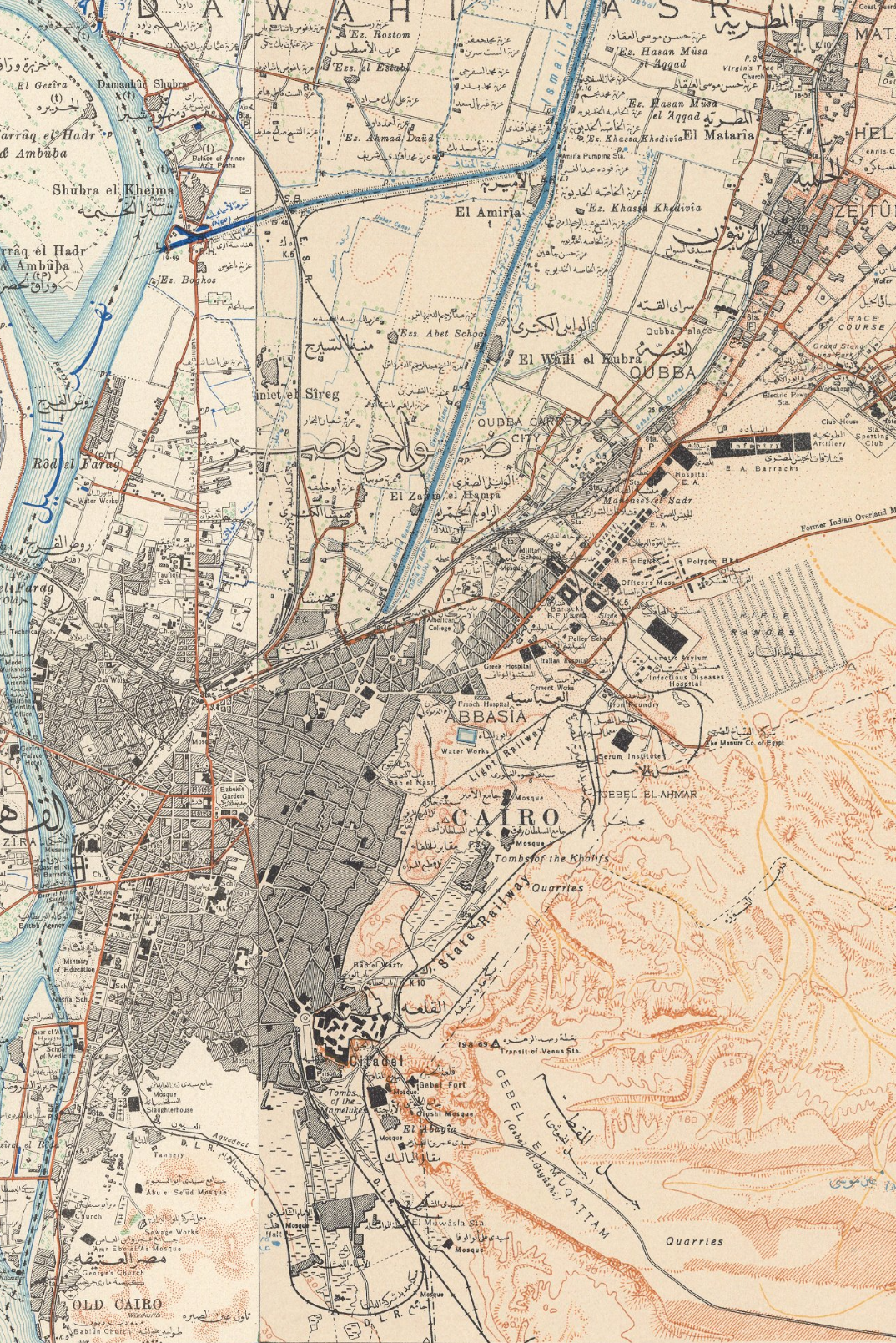
خريطة للمدينة من سنة 1911

في بداية القرن العشرين شهدت مدينة القاهرة تطوراً هائلاً نتيجة قدوم رجال الأعمال الأجانب، وتم إنشاء العديد من الوكالات والمحال التجارية والتي أصبحت فيما بعد علامات تجارية شهيرة مثل جروبي وغيره، كذلك شهدت توسعاً من خلال ربط شبرا بالقاهرة عام 1902، وربط حي الظاهر بالسيدة زينب وغرب الأزبكية عام 1903، وبدأ نمو حي الفجالة وحي التوفيقية، كما بدأ إنشاء حي جاردن سيتي عام 1906، وتعمير حي الزمالك عام 1905، وبدأ العمل في ضاحية مصر الجديدة عام 1906، أما ضاحية المعادي فنشأت عام 1907.:14:21
وخلال ثورة 1919 كانت القاهرة هي مركز الاحتجاجات والتي كانت تتخذ من بيت سعد زغلول (بيت الأمة) مقراً لها، وعقب الثورة والانتهاء من تأسيس بنك مصر أصبحت القاهرة مركز ومقر للعديد من الشركات والمشروعات المصرية التي نشأت واحدة تلو الأخرى، وبلغت القاهرة في العشرينيات مستوى عال من الرقي والتحضر، ففي عام 1921 تم اختيارها لتنظيم مؤتمر القاهرة الذي جمع العديد من قادة أوروبا والشرق الأوسط لبحث تداعيات الحرب العالمية الأولى، كذلك في عام 1925 حصلت على وسام أجمل وأنظف مدينة في دول حوض البحر المتوسط باعتبارها مدينة الأناقة في تصميم مبانيها ونظافة شوارعها وانتظام حركة المرور بها.

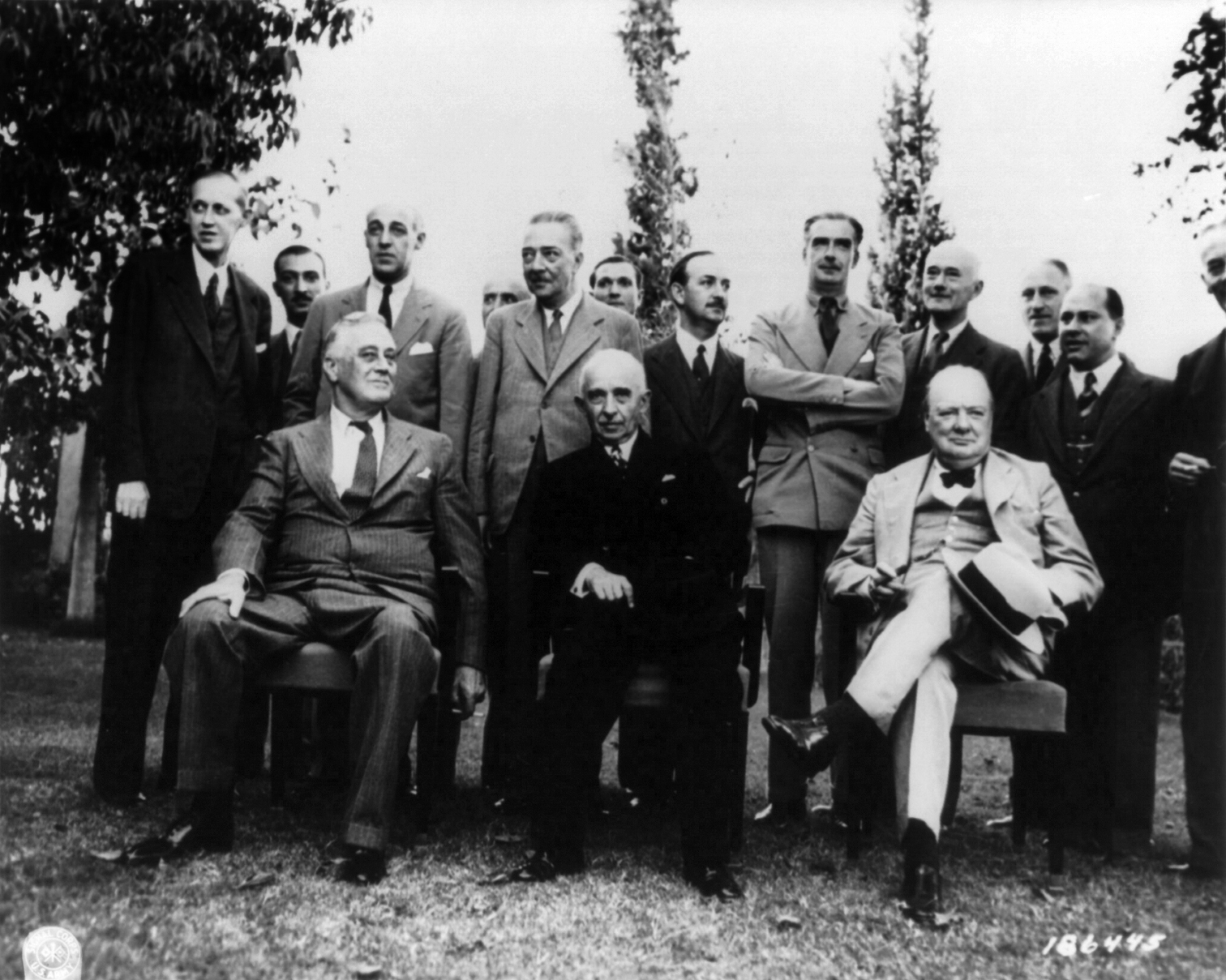
صورة لقادة الحلفاء أثناء مؤتمر القاهرة 1943

وفي نوفمبر 1943 أثناء الحرب العالمية الثانية، شهدت القاهرة اجتماع قادة الحلفاء في مؤتمر القاهرة والذي حضره الرئيس فرانكلين روزفلت وونستون تشرشل والقائد الصيني تشان كاي شيك ورئيس وزراء تركيا عصمت إينونو، وكان المؤتمر بمثابة نقطة فارقة بصدور إعلان القاهرة الذي تم التوقيع عليه يوم 27 نوفمبر 1943 ونص على نشر قوات في فرنسا وضرورة انسحاب اليابان من المقاطعات الصينية، واستمرار المعارك حتى الاستسلام غير المشروط.

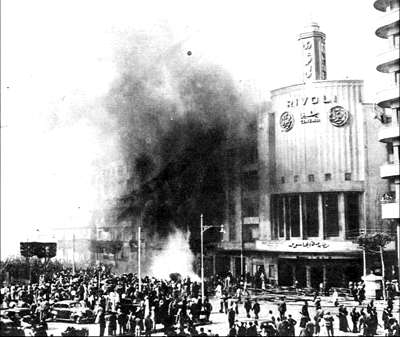
حريق القاهرة

وفي 26 يناير 1952 عقب وقوع موقعة الإسماعيلية يوم 25 يناير بين القوات البريطانية وقوات الشرطة المصرية، قام مجهولون بإشعال حرائق في مدينة القاهرة التهمت الكثير من الأماكن العامة والفنادق والسينيمات والمحلات تجارية والمكاتب، كما أسفرت عن عشرات الضحايا. أدت تلك الأحداث إلى استقالة وزارة الوفد ذات الشعبية الجماهيرية، وتولى الوزارة علي ماهر باشا، وأعلنت الأحكام العرفية في البلاد، وتلاها في يوليو قيام الضباط الأحرار بالتحرك كبداية لأحداث ثورة 23 يوليو، وكانت القاهرة محطة فاصلة في تلك الأحداث، بالرغم من أن الملك فاروق وحاشيته كانوا بالإسكندرية، إلا أن حصار قصر عابدين والاستيلاء على القيادة العامة للجيش المصري تسبب في رضوخ الملك فاروق لمطالب الحركة، ووافق على مغادرة البلاد في 26 يوليو والتنازل عن العرش لابنه.:31
وعقب حرب 1967 ونتيجة للمعارك تم إجلاء سكان محافظات القناة (بورسعيد، الإسماعيلية، السويس)، وكانت القاهرة من أكثر المحافظات استقبالاً للنازحين والتي كانت بأعداد كبيرة، تسببت في اندلاع الأزمة العقارية وقتها وارتفاع أسعارها بشكل متزايد، وترتب عليها ظهور العديد من المناطق السكنية مثل منشأة ناصر وغيرها.

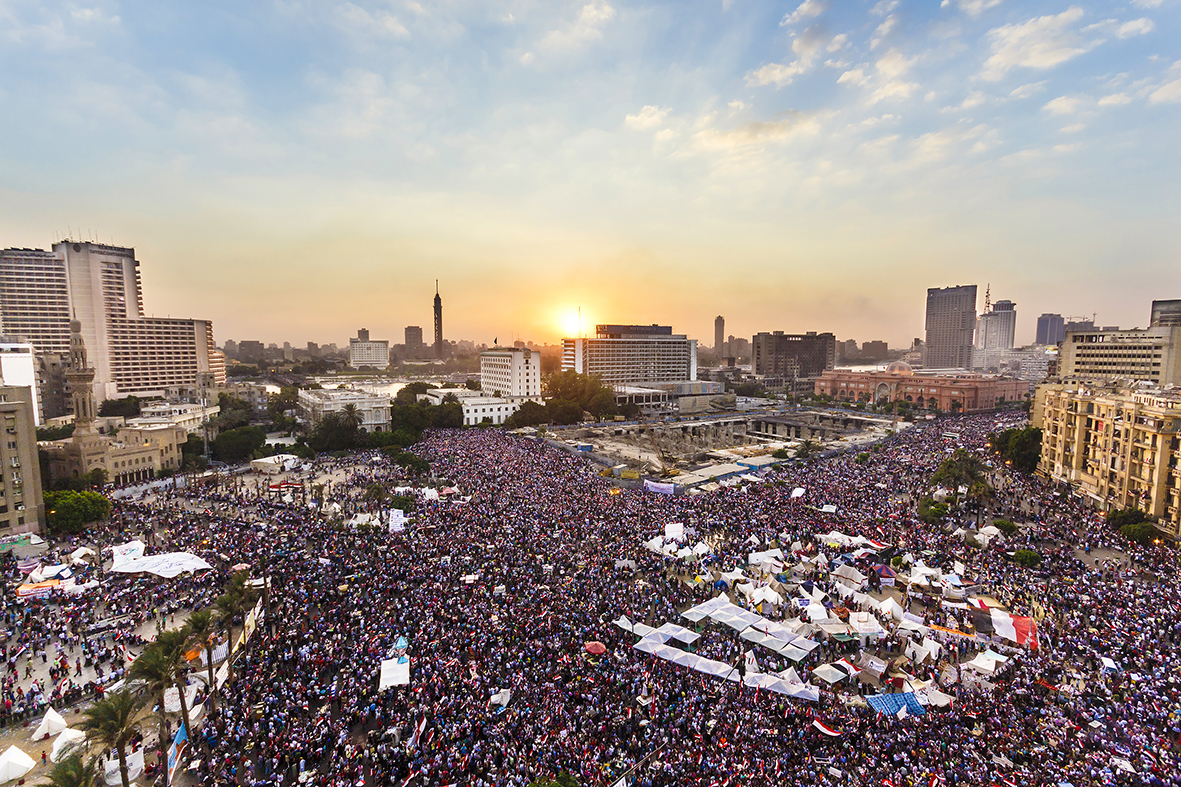
المظاهرات المعارضة لمحمد مرسي

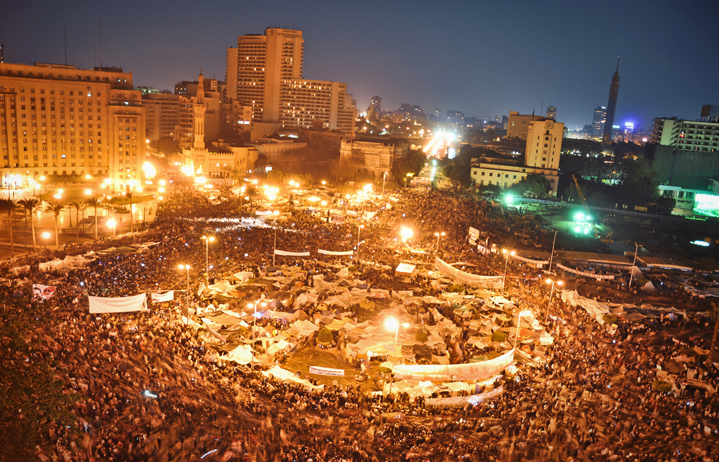
ميدان التحرير أثناء ثورة 25 يناير

وفي أعقاب حرب أكتوبر وبداية عصر الانفتاح الاقتصادي شهدت القاهرة موجة هجرة واسعة من سكان الأقاليم بغرض التعليم أو العمل، وترتب عليها تغير ديموغرافيا المدينة عما كانت عليه، حيث بدأت عمليات هدم القصور القديمة لبناء أبنية سكنية وكذلك شهدت فترة الثمانينات والتسعينيات أوسع عمليات التعدي والبناء على الأراضي الزراعية، مما ترتب عليها فقدان القاهرة معظم مساحاتها الخضراء. شهد الربع الأخير من القرن العشرين مرحلة بناء المدن الجديدة، فبعد إنشاء مدينة نصر في عهد ناصر ومدينة 15 مايو ومدينة السلام في عهد السادات، شهد عهد مبارك إنشاء القاهرة الجديدة ومدينة بدر والشروق، وشهد أيضاً تشغيل مترو الأنفاق وإنشاء الطريق الدائري ليكون أكبر طريق بري يربط القاهرة الكبرى ببعضها.
في 25 يناير 2011 انطلقت مجموعة من التظاهرات والاحتجاجات الشعبية ذات الطابع الاجتماعي والسياسي، وكان ميدان التحرير بالقاهرة أبرز أماكن هذه المظاهرات حيث شهد أعداداً وصفت بالمليونية، كما شهدت القاهرة أيضاً أحداث لاحقة مثل أحداث مسرح البالون، أحداث ماسبيرو، أحداث محمد محمود، أحداث مجلس الوزراء، أحداث العباسية.
وعقب تولي محمد مرسي رئاسة الجمهورية اتخذ عدة إجراءات وأصدر قرارات أثارت ضده احتجاجات ومظاهرات، كان أبرزها أحداث قصر الاتحادية مما أسفر عن وقوع ضحايا، وفي 30 يونيو 2013 خرجت مظاهرات حاشدة من المعارضين لحكم محمد مرسي في الميادين المصرية وعلى رأسها ميدان التحرير مطالبين بانتخابات رئاسية مبكرة ورحيل النظام.

## توسعات المدينة

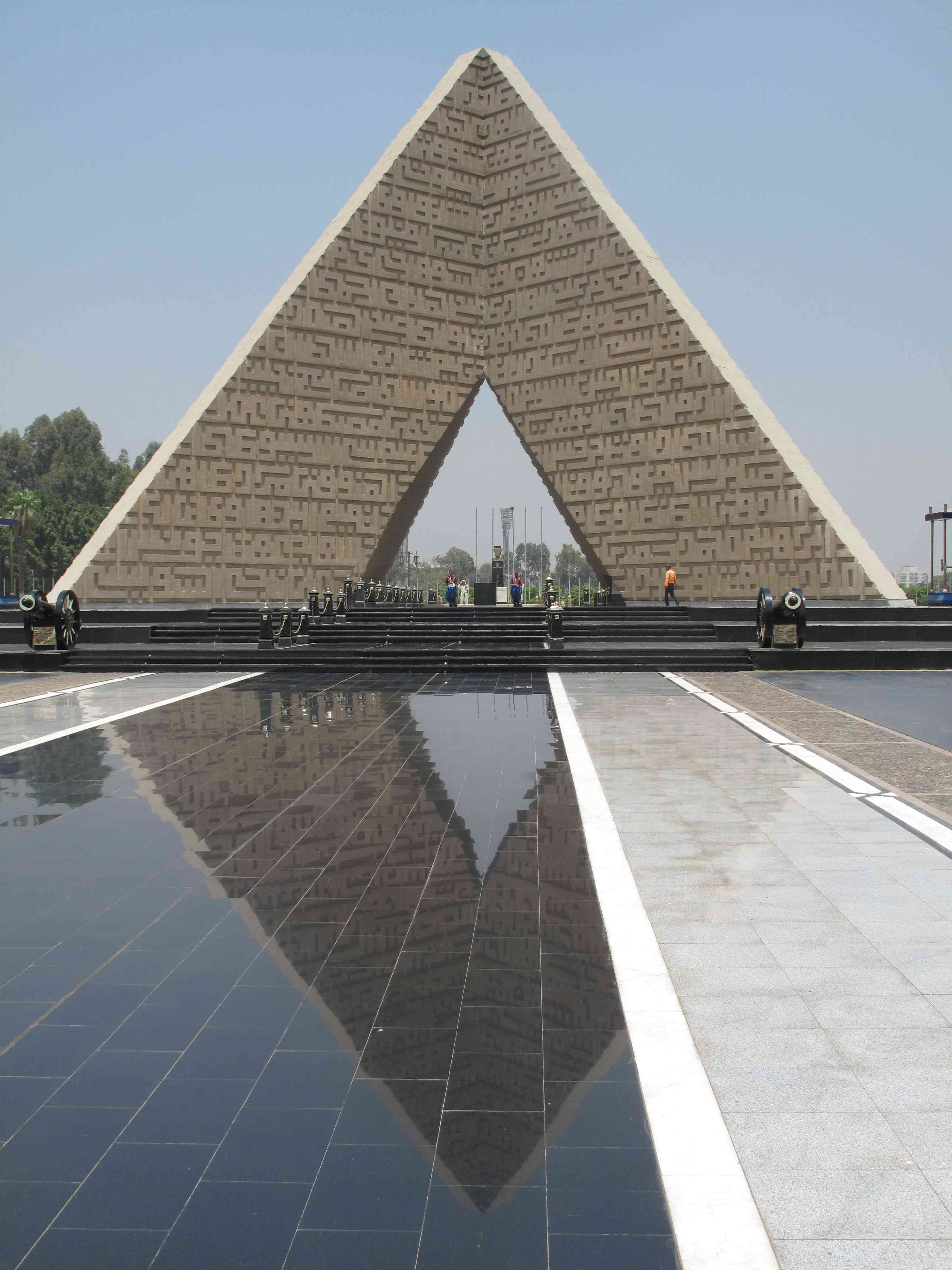
نصب الجندي المجهول بمدينة نصر

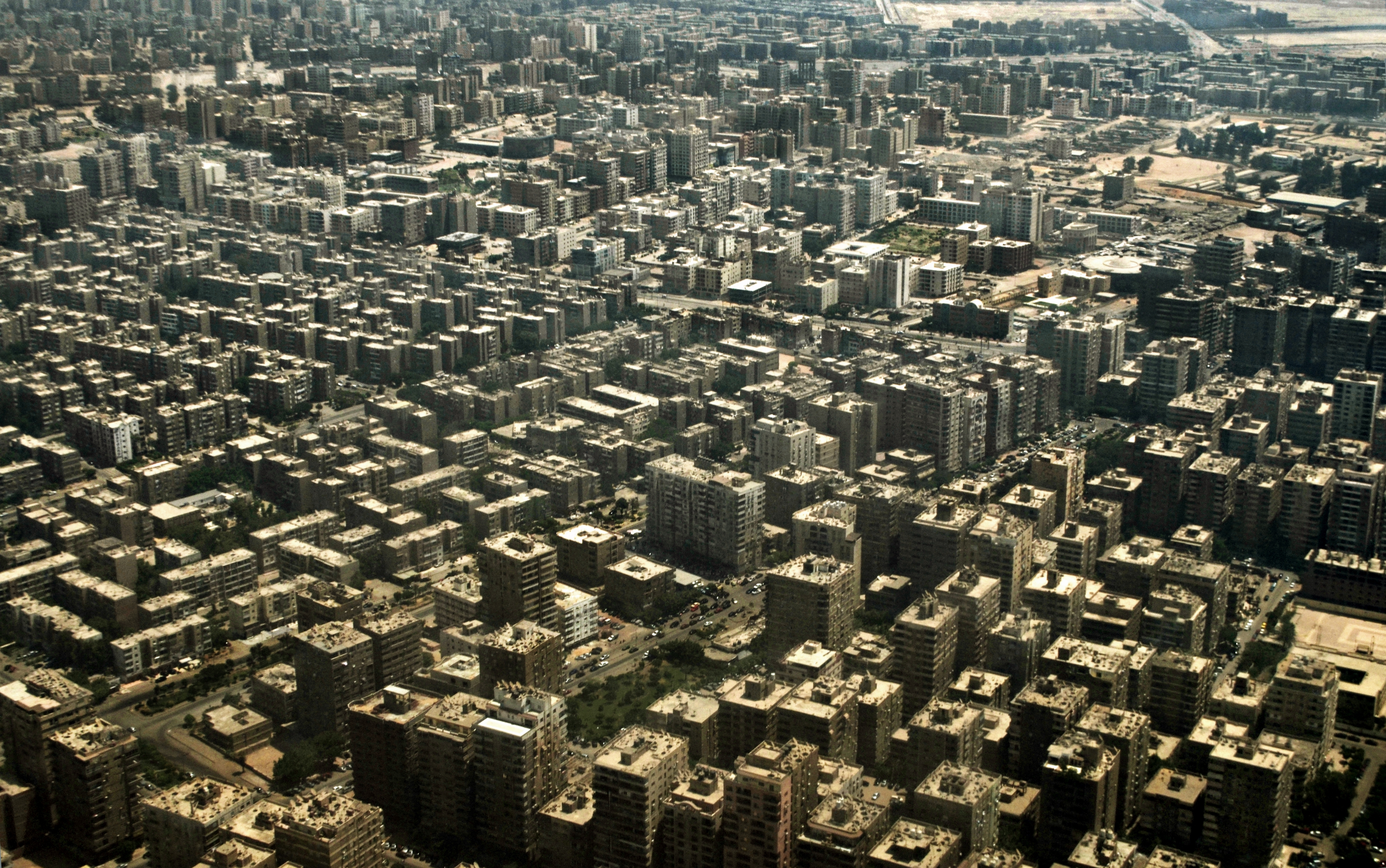
هليوبوليس

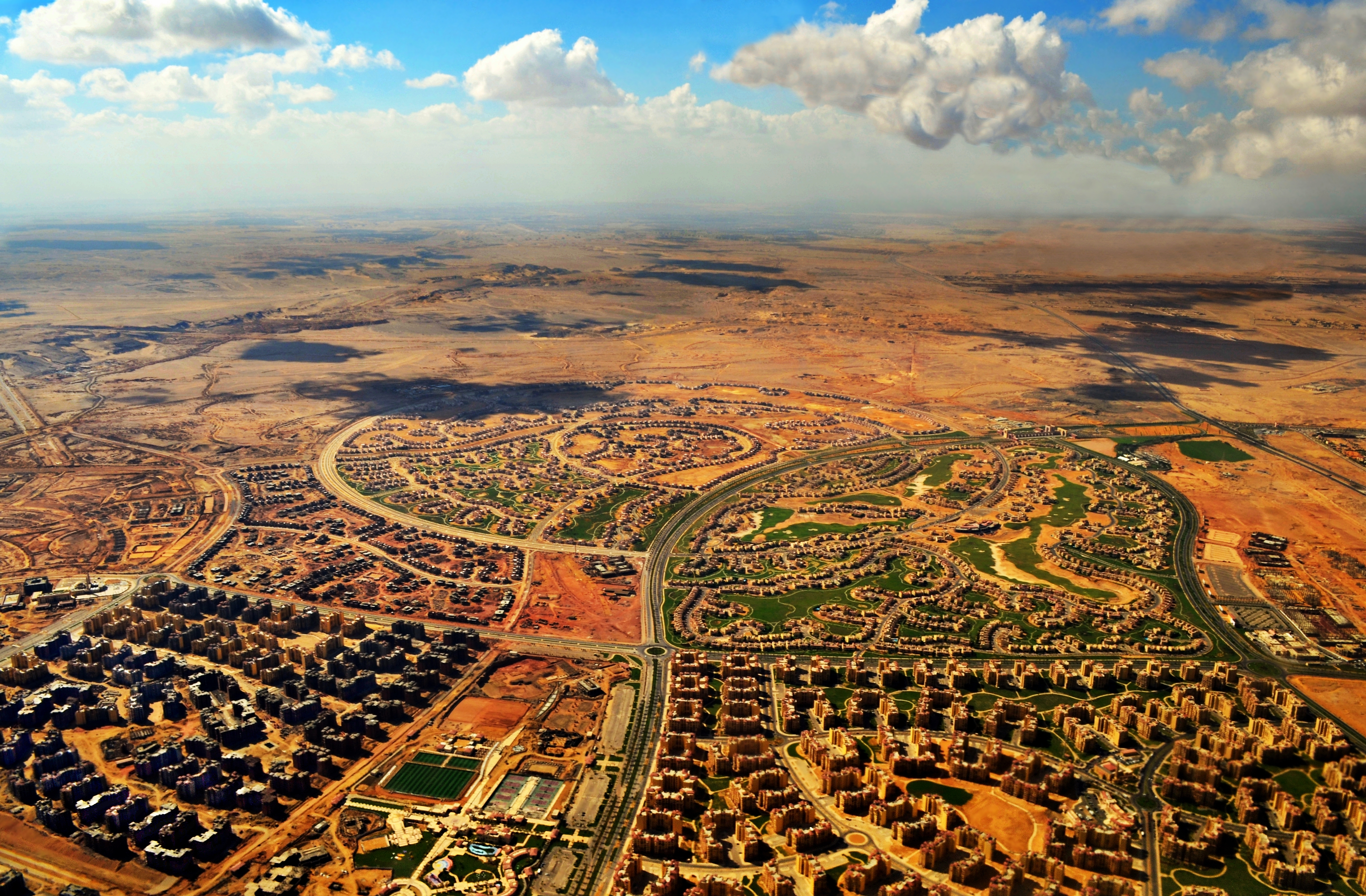
مدينتي بالقاهرة الجديدة

اعتمدت الحكومة المصرية خطة إستراتيجية قومية لغزو الصحراء وإقامة مجتمعات عمرانية جديدة خارج وادي النيل ودلتاه لتكون مراكز حضارية ومناطق جذب سكاني واقتصادي بهدف إعادة توزيع السكان والأنشطة المختلفة توزيعاً متوازناً على أنحاء جمهورية مصر العربية، وبدأت تلك المشاريع خلال العهد الملكي مع إنشاء ضاحية مصر الجديدة «هليوبوليس» التي تعد أهم التجارب على مستوى العالم في مجال إنشاء المدن الجديدة خلال النصف الأول من القرن العشرين، والتي تعود فكرة إنشائها إلى عام 1905، واستوحي تخطيطها من المدن الحدائقية التي شيدت في أوروبا نهاية القرن التاسع عشر، فكان انتشار الفراغات الحضرية الكبيرة والشوارع المستقيمة المتسعة والتي خططت في هيئة حي عمراني راق يضاهي الأحياء الأوروبية.:6:1 وفي أعقاب ثورة 23 يوليو 1952 أنشئت مدينة نصر بقرار من الرئيس جمال عبد الناصر بهدف التوسع العمراني في المنطقة الصحراوية شمال شرق القاهرة وخصوصاً شرق حي العباسية بعيداً عن الأراضي الزراعية، وأعطى إشارة البدء لإنشاء مدينة متكاملة بأسلوب حضاري راق وطريقة عمرانية متميزة أطلق عليها «مدينة نصر». نفذ التخطيط الأولي والتصاميم المعمارية لمشروع المدينة المهندس المعماري سيد كريم، على مساحة تصل لأكثر من 250 كم مربع وتمتد في الشرق من طريق مصر/السويس حتى الكيلو 51 وتقاطعه مع طريق القطامية، وفي الغرب من شارع صلاح سالم وفي الشمال حي مصر الجديدة وفي الجنوب المقطم. وفي عام 1978 بدأ إنشاء مدينة 15 مايو التي تعد إحدى مدن الجيل الأول من المجتمعات العمرانية الجديدة التي قامت بإنشائها وزارة الإسكان والتي تعود تسميتها نسبة إلى ثورة التصحيح في 15 مايو 1971، ويربط مدينة 15 مايو بالقاهرة طريقان رئيسيان هما كورنيش النيل وطريق الأوتوستراد، وبدأت في استقبال سكانها بعد عامين فقط من البدء في تنفيذها. وفي عام 1979 صدر قرار إنشاء مدينة القاهرة الجديدة والتي توسعت بأحيائها المعروفة الأمل والرحاب ومدينتي والتجمع الأول والثالث والخامس.
وفي عام 1982 صدر قرار رئيس مجلس الوزراء بإنشاء مدينة بدر بطريق القاهرة/السويس على مساحة 18454.43 فدان، منها 7018 فدان مناطق سكنية، و2173 فدان مناطق خدمية. وفي عام 1995 صدر قرار جمهوري بإنشاء مدينة الشروق على مساحة 16.11 ألف فدان منها 9200 فدان كتلة عمرانية، أضيف إليها 5302 فدان عام 2015.

## الجغرافيا والسكان

### الموقع
تقع القاهرة على جوانب جزر نهر النيل في شمال مصر، مباشرة جنوب شرق النقطة التي يترك فيها نهر النيل واديه محصوراً فيِ الصحراء منقسماً إلى فرعين داخل منطقة دلتا النيل المنخفضة. بني الجزء الغربي على نموذج مدينة باريس مِن قبل حاكم مصر الخديوي إسماعيل في منتصف القرن التاسع عشر، والذي تميز بالأحياء الواسعة والحدائق العامة والمناطق المفتوحة. أما القسم الشرقي الأقدم للمدينة فتوسع بشكل عشوائي على مدى القرون، وامتلأ بالطرقِ الصغيرة والمباني المزدحمة. بينما يمتلئ غرب القاهرة بالبنايات الحكومية والهندسة المعمارية الحديثة، وأصبح الجزء الأهم في القاهرة، ويحوي النصف الشرقي الآثار التاريخية للمدينة على مر العصور لما يوجد به من مساجد وكنائس عتيقة ومباني أثرية ومعالم قديمة، كما توسعت المدينة شرقاً بإنشاء حي مدينة نصر الذي يعتبر من أكبر أحياء القاهرة.

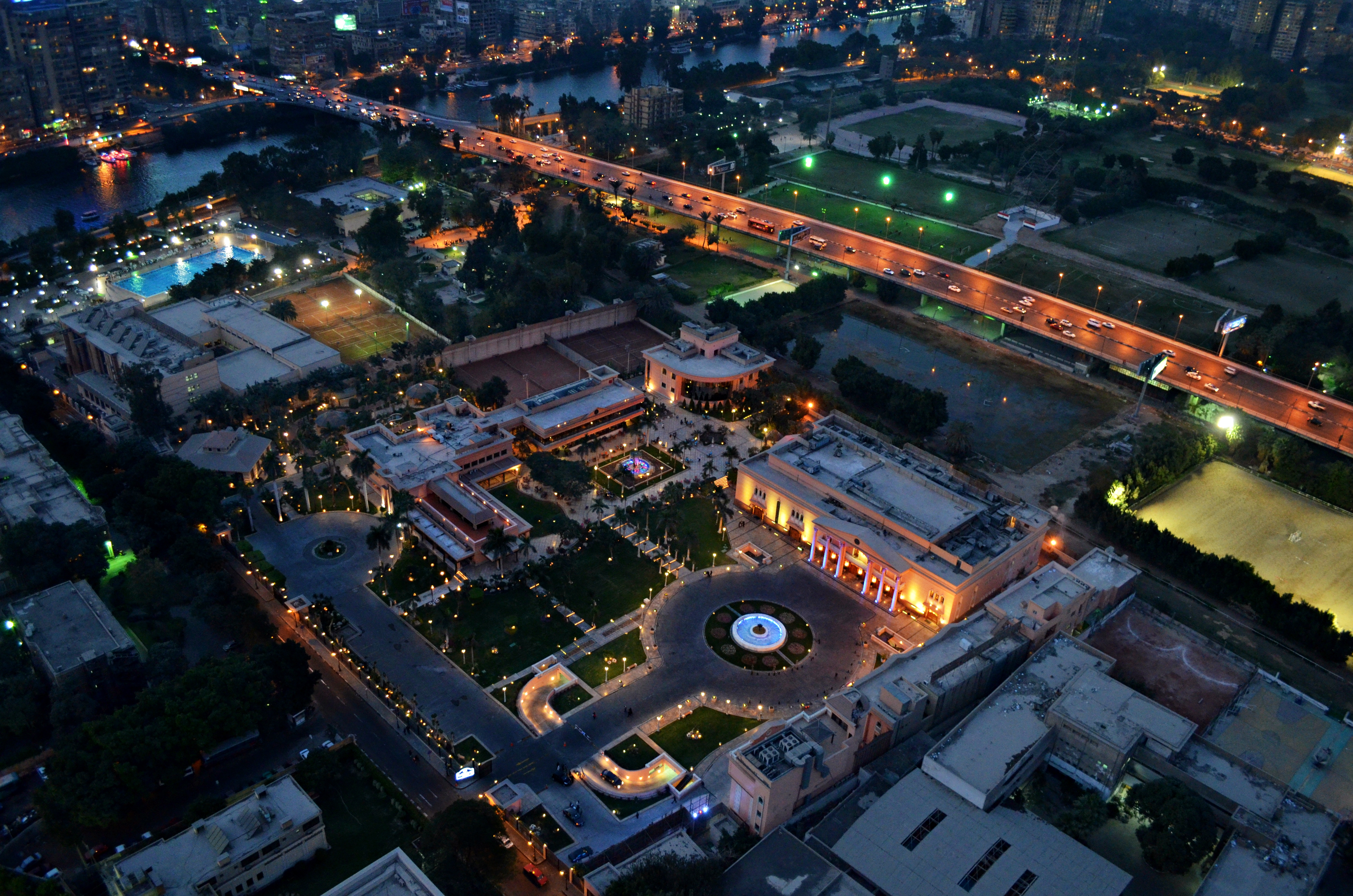
جزيرة الزمالك بحي غرب

### التقسيم الإداري
تنقسم المدينة إلى أربع مناطق رئيسية هي:
- المنطقة الشرقية وتضم 9 أحياء هي: (أول السلام، ثان السلام، المرج، عين شمس، المطرية، مصر الجديدة، النزهة، غرب مدينة نصر، شرق مدينة نصر).[49]
- المنطقة الغربية وتضم 9 أحياء هي: (الوايلي، باب الشعرية، منشأة ناصر، عابدين، الموسكي، الأزبيكة، بولاق، وسط، غرب).[49]
- المنطقة الشمالية وتضم 8 أحياء هي: (الزيتون، حدائق القبة، الأميرية، الزاوية الحمراء، الشرابية، الساحل، شبرا، روض الفرج).[49]
- المنطقة الجنوبية وتضم 11 حي هم: (السيدة زينب، مصر القديمة، الخليفة، المقطم، البساتين، دار السلام، المعادي، طره، حلوان، التبين، 15 مايو).[49]

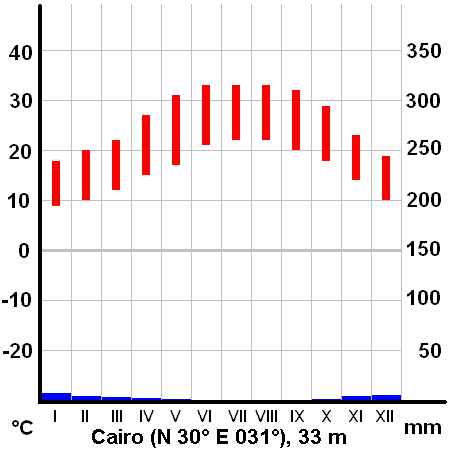
درجات الحرارة بالقاهرة

### المناخ
يتصف مناخ القاهرة بالاعتدال معظم أيام السنة ويتراوح المعدل اليومي لدرجة الحرارة خلال فصل الصيف بين 22 درجة مئوية و34 درجة مئوية في حين يتراوح المعدل اليومي خلال فصل الشتاء بين 18 درجة مئوية و9 درجة مئوية. ويمكن اعتبار أن هناك موسمين خلال العام صيف ساخن من مايو إلى أكتوبر، وشتاء معتدل من نوفمبر إلى أبريل، ويتميز مناخ القاهرة أيضاً بأنه جاف جداً، ويسقط المطر بكثافة منخفضة خلال فصل الشتاء، وترتفع مستويات الرطوبة خلال الصيف، وأحياناً تتعرض القاهرة لهبوب بعض الرياح الساخنة المحملة بالغبار خلال الفترة الممتدة بين شهري مارس ويونيو وتعرف باسم رياح الخماسين.
| البيانات المناخية لـلقاهرة, مصر                                                                            | البيانات المناخية لـلقاهرة, مصر | البيانات المناخية لـلقاهرة, مصر | البيانات المناخية لـلقاهرة, مصر | البيانات المناخية لـلقاهرة, مصر | البيانات المناخية لـلقاهرة, مصر | البيانات المناخية لـلقاهرة, مصر | البيانات المناخية لـلقاهرة, مصر | البيانات المناخية لـلقاهرة, مصر | البيانات المناخية لـلقاهرة, مصر | البيانات المناخية لـلقاهرة, مصر | البيانات المناخية لـلقاهرة, مصر | البيانات المناخية لـلقاهرة, مصر | البيانات المناخية لـلقاهرة, مصر |
| الشهر | يناير                           | فبراير                          | مارس                            | أبريل                           | مايو                            | يونيو                           | يوليو                           | أغسطس                           | سبتمبر                          | أكتوبر                          | نوفمبر                          | ديسمبر                          | المعدل السنوي                   |
| --- | ------------------------------- | ------------------------------- | ------------------------------- | ------------------------------- | ------------------------------- | ------------------------------- | ------------------------------- | ------------------------------- | ------------------------------- | ------------------------------- | ------------------------------- | ------------------------------- | ------------------------------- |
| الدرجة القصوى °م (°ف)                                                                                      | 31 (88)                         | 36 (97)                         | 40 (104)                        | 42 (108)                        | 44 (111)                        | 48 (118)                        | 44 (111)                        | 42 (108)                        | 44 (111)                        | 41 (106)                        | 37 (99)                         | 33 (91)                         | 48 (118)                        |
| متوسط درجة الحرارة الكبرى °م (°ف)                                                                          | 18.9 (66.0)                     | 20.4 (68.7)                     | 23.5 (74.3)                     | 28.3 (82.9)                     | 32 (90)                         | 33.9 (93.0)                     | 34.7 (94.5)                     | 34.2 (93.6)                     | 32.6 (90.7)                     | 29.2 (84.6)                     | 24.8 (76.6)                     | 20.3 (68.5)                     | 27.73 (81.91)                   |
| المتوسط اليومي °م (°ف)                                                                                     | 13.6 (56.5)                     | 14.9 (58.8)                     | 16.9 (62.4)                     | 21.2 (70.2)                     | 24.5 (76.1)                     | 27.3 (81.1)                     | 27.6 (81.7)                     | 27.4 (81.3)                     | 26 (79)                         | 23.3 (73.9)                     | 18.9 (66.0)                     | 15 (59)                         | 21.38 (70.48)                   |
| متوسط درجة الحرارة الصغرى °م (°ف)                                                                          | 9 (48)                          | 9.7 (49.5)                      | 11.6 (52.9)                     | 14.6 (58.3)                     | 17.7 (63.9)                     | 20.1 (68.2)                     | 22 (72)                         | 22.1 (71.8)                     | 20.5 (68.9)                     | 17.4 (63.3)                     | 14.1 (57.4)                     | 10.4 (50.7)                     | 15.76 (60.37)                   |
| أدنى درجة حرارة °م (°ف)                                                                                    | −1 (30)                         | −2 (28)                         | 0 (32)                          | 3 (37)                          | 10 (50)                         | 10 (50)                         | 17 (63)                         | 14 (57)                         | 16 (61)                         | 11 (52)                         | 2 (36)                          | −2 (28)                         | −2 (28)                         |
| الهطول مم (إنش)                                                                                            | 5 (0.2)                         | 3.8 (0.15)                      | 3.8 (0.15)                      | 1.1 (0.04)                      | 0.5 (0.02)                      | 0.1 (0.00)                      | 0 (0)                           | 0 (0)                           | 0 (0)                           | 0.7 (0.03)                      | 3.8 (0.15)                      | 5.9 (0.23)                      | 24.7 (0.97)                     |
| متوسط أيام هطول الأمطار (≥ 0.01 mm)                                                                        | 3.5                             | 2.7                             | 1.9                             | 0.9                             | 0.5                             | 0.1                             | 0                               | 0                               | 0                               | 0.5                             | 1.3                             | 2.8                             | 14.2                            |
| متوسط الرطوبة النسبية (%)                                                                                  | 59                              | 54                              | 53                              | 47                              | 46                              | 49                              | 58                              | 61                              | 60                              | 60                              | 61                              | 61                              | 55.75                           |
| ساعات سطوع الشمس الشهرية                                                                                   | 217                             | 232                             | 279                             | 300                             | 310                             | 360                             | 372                             | 341                             | 300                             | 279                             | 240                             | 186                             | 3٬416                           |
| المصدر #1: المنظمة العالمية للأرصاد الجوية (UN), Climate Charts for mean, yearly temperatures and humidity |                                 |                                 |                                 |                                 |                                 |                                 |                                 |                                 |                                 |                                 |                                 |                                 |                                 |
| المصدر #2: Voodoo skies and Bing Weather for record temperatures, BBC Weather for sunshine                 |                                 |                                 |                                 |                                 |                                 |                                 |                                 |                                 |                                 |                                 |                                 |                                 |                                 |

### السكان
بلغ عدد سكان القاهرة بنهاية عام 2018 9.7 مليون نسمة بنسبة 10.6% من إجمالي تعداد سكان مصر. لتكون بذلك أكثر مدن مصر المأهولة بالسكان، وأكثرها ازدحاماً بما تحتويه من هيكل عرقي وبنية أساسية ووظائف محلية ودولية متعددة، كما ينزح إليها الآلاف يومياً من المحافظات بسبب عملهم داخل القاهرة أو إنجاز المصالح الشخصية أو العلاج نتيجة لتركز الاستثمارات والأجهزة الحكومية وكبرى المستشفيات بها.

#### اللغة
يتحدث سكان القاهرة اللغة العربية، إلا أن العربية المحكية في القاهرة تختلف عن تلك المحكية في مصر الوسطى والعليا، والعربية المصرية هي الأهم بين أشكال العربية الحديثة المحكية في المنطقة، ومرد ذلك أساسا أن صناعة السينما المصرية ومركزها القاهرة هي الأكبر في الوطن العربي ويتم عرض الأفلام المصرية في المنطقة العربية دون ترجمة أو دوبلاج. بخلاف الأخبار وما شابهها، كما أن الأفلام لا تسجل باستخدام الفصحى - لغة كتابة الوطن العربي بأسره - بل تستخدم اللغة المحكية للمنطقة، وبالتالي كانت اللهجة المستخدمة هي المصرية لمعظم هذه الأفلام، ولهذا السبب فإن العربية المصرية وخاصّة اللهجة القاهرية مفهومة في عموم المنطقة العربية. العربية الفصحى هي ومنذ السيطرة العربية على مصر في القرن السابع لغة الكتابة والأدب، ولا تستخدم القبطية إلا كلغة طقسية للكنيسة الأرثوذكسية القبطية، والقبطية هي استمرار للغة المصرية القديمة وتكتب بحروف مشتقة من اليونانية وهي غير محكية اليوم إلا كلغة مقدسة. كلغات أجنبية فإن الإنجليزية والفرنسية تستخدم كلغة نخبوية على نطاق ضيق.

#### الدين
الإسلام هو الدين الرسمي لمصر بما فيها مدينة القاهرة وذلك طبقاً للدستور المصري، ويعترف بحقوق أتباع الديانات الثلاث اليهودية والمسيحية والإسلام، وغالبية سكان المدينة من المسلمين من أهل السنة والجماعة، وأكثر الأقلية من المسيحيين الأرثوذكس، والأقليات الأخرى من طوائف مسيحية بجانب اليهود. أهم المؤسسات الدينية العاملة في الدولة هي الجامع الأزهر الذي يعتبر أحد أهم أعمدة الإسلام السني في العالم، كذلك تحتل الكنيسة القبطية الأرثوذكسية مكانة هامة باعتبارها كنيسة وطنية تمثل غالبية مسيحيي مصر، أما اليهود فليس لهم مؤسسة دينية ترعاهم لقلة عددهم ولكن يرعى شئونهم طائفة خاصة بديانتهم.

## الثقافة

### العمارة

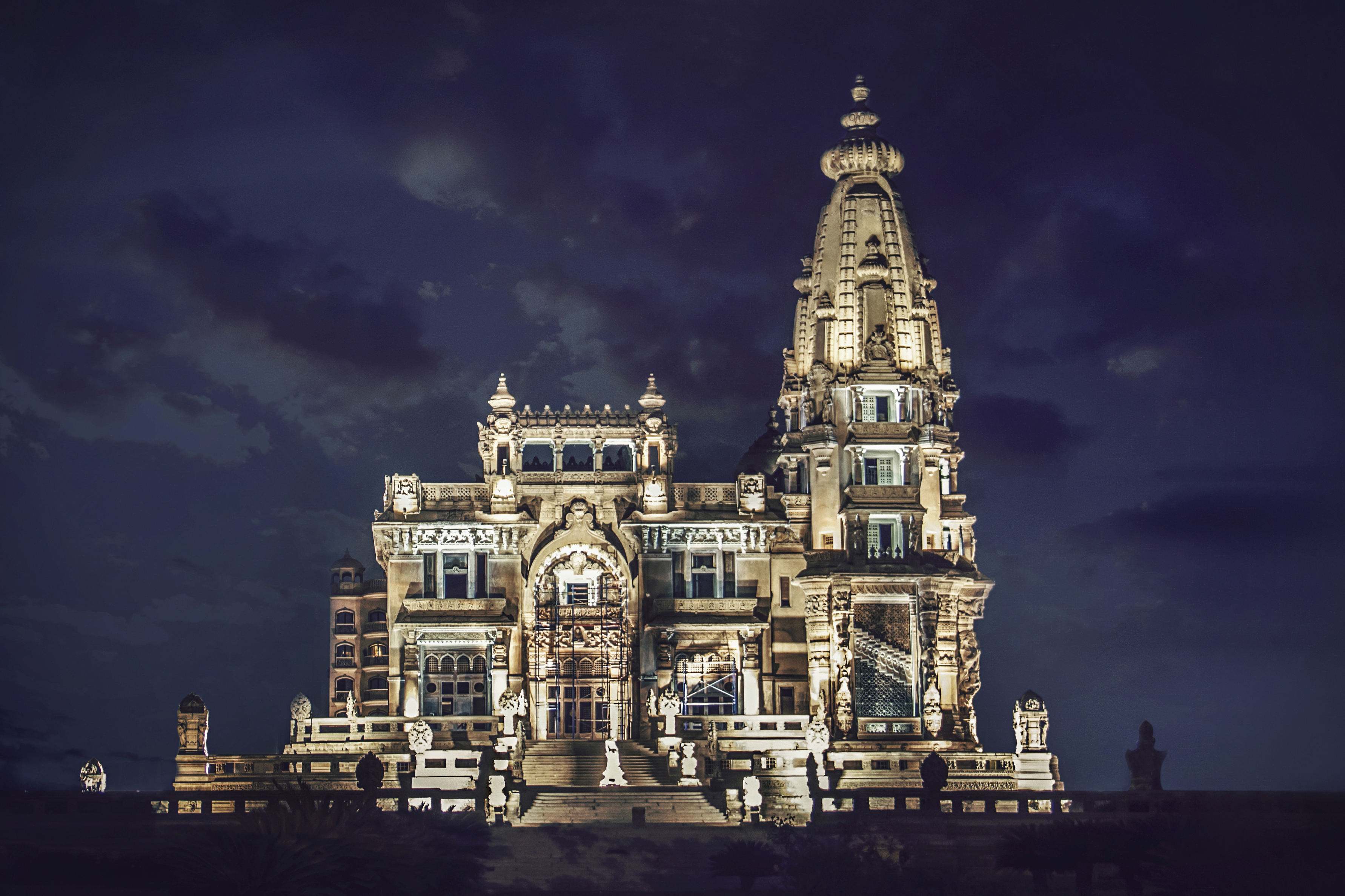
قصر البارون إمبان بمصر الجديدة

تتميز القاهرة كمدينة تاريخية بتراثها العريق واحتضانها لمجموعة فريدة من العمائر التي تعكس تطور العمارة الإسلامية بالمدينة على مدار ألف وثلاثمائة عام وأصبح الآن هذا التطور البنائي متحفاً مفتوحاُ للعمارة يعرض في ردهاته عمائر كل مرحلة من مراحل تقدم المدينة في حلقة متصلة من الأساليب المعمارية تتجلى في مبانيها كالمساجد والزوايا والمدارس والتكايا والقصور والدور والحمامات والأسبلة والقناطر والوكالات والخانات والأسواق فضلاً عن قلاعها وأسوارها وأبوابها.:10:9
استلهمت العمارة القاهرية المعاصرة أفكارها ومفرداتها من التراث المعماري المصري. ففي بدايات القرن العشرين اتجه بعض المعماريين إلى استعمال العناصر الشكلية للطراز الفرعوني مثل البوابات والأعمدة وقلدوها بالمواد والإنشاءات الحديثة، وفي فترة التسعينيات استلهم الطراز الفرعوني في التصميم من خلال نقل مفردات المعبد الفرعوني إلى واجهات المبنى، والتركيز على استخدام الشكل الهرمي كما في نصب الجندي المجهول بمدينة نصر. فيما استلهم بعض المعماريين تصميماتهم من التراث المعماري الإسلامي، وظهرت لذلك عدة شواهد في النصف الأول من القرن العشرين مثل معهد الموسيقى العربية بشارع رمسيس (1929) ومبنى جمعية المهندسين المصرية بنفس الشارع (1935)، وفي فترة الثمانينيات والتسعينيات بدأت تظهر نماذج لإعادة هذا الفكر المعماري منها مبنى مركز الدراسات التخطيطية والمعمارية بمصر الجديدة، ومبنى قاعة النيل للفنون التشكيلية بالجزيرة، والمباني العالية في أبراج مركز التجارة العالمي بكورنيش النيل، والذي يعطي دلالة واضحة على إمكانية الاستفادة من التراث الإسلامي مع معطيات العمارة المعاصرة والتي تركز على استخدام المباني العالية خاصة في المدن الكبرى كأحد المحددات الاقتصادية نظرا لارتفاع أسعار الأراضي.

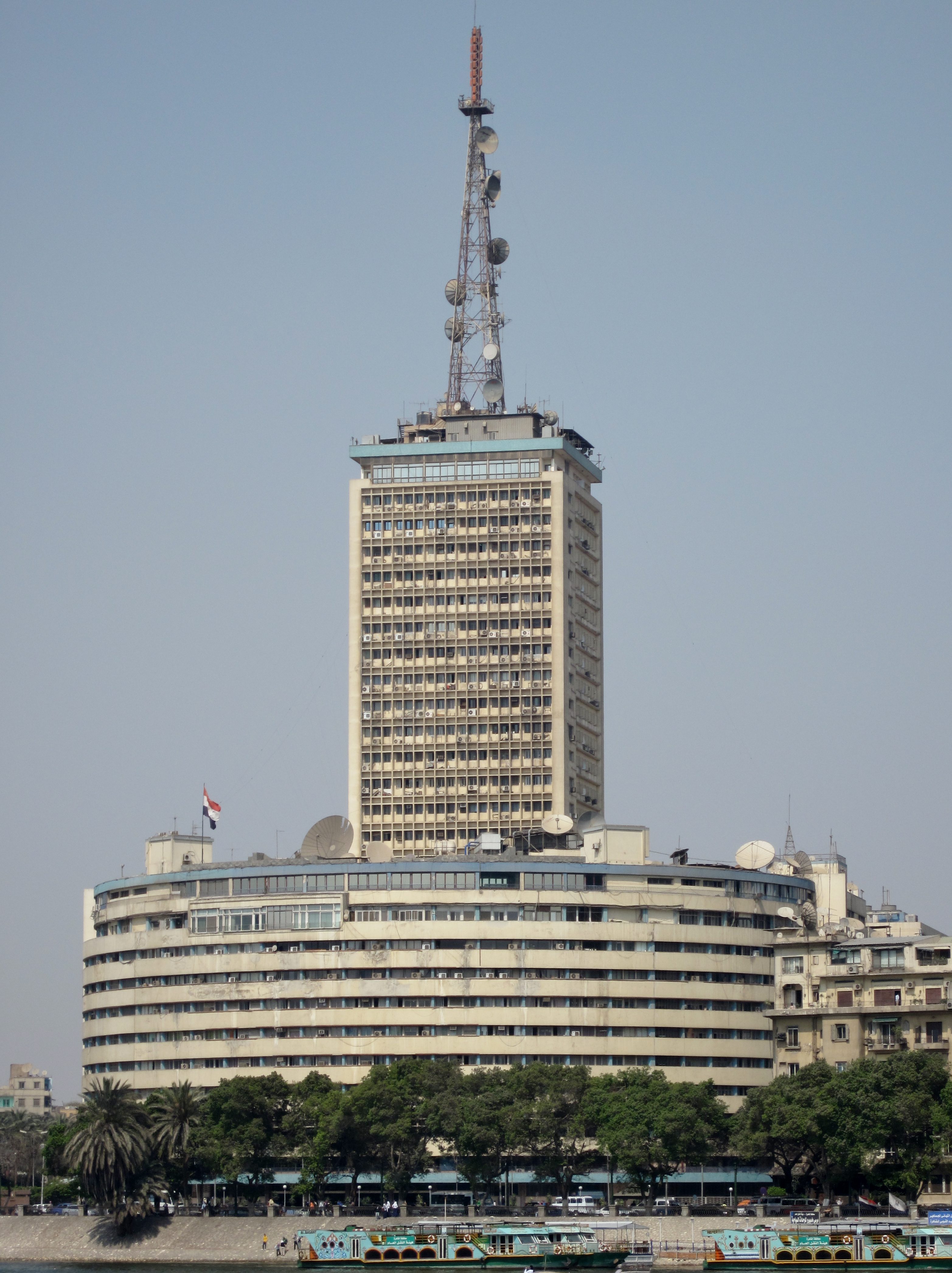
مبنى الإذاعة والتليفزيون المصري

### الإعلام
تصدر الصحف المصرية الرئيسية الرسمية وغير الرسمية من القاهرة، ومنها مؤسسة الأهرام أعرق المؤسسات الصحفية في مصر وتصدر عنها جريدة الأهرام اليومية والأهرام إيبدو وجريدة المساء ومجلة العربي ومجلات أخرى، ودار أخبار اليوم والتي يصدر عنها جريدة الأخبار اليومية وأخبار اليوم الأسبوعية والعديد من المجلات، ودار التحرير ويصدر عنها جريدة الجمهورية، ويصدر أيضا في القاهرة العديد من الصحف الخاصة مثل جريدة المصري اليوم وجريدة الوفد والدستور وروز اليوسف وغيرها، وكذلك يوجد بالقاهرة مقر وكالة أنباء الشرق الأوسط، وهي وكالة الأنباء الرئيسية في مصر. والقاهرة هي مقر قنوات مبنى الإذاعة والتلفزيون بماسبيرو الذي تنطلق منه القنوات الإذاعية والتلفزيونية الحكومية.

### الفنون
تزخر القاهرة بالفنانين التشكيليين والنحاتين والمبدعين الفنيين المتواجدين بها بصفة دائمة، وتعد مركزاً للفنون بمختلف أنواعها والأمسيات والندوات الثقافية والعروض المسرحية والسينمائي، وهي واحدة من المدن المبدعة المسجلة في قائمة اليونسكو للمدن المبدعة في مجال الفنون والحرف منذ 2017م، وتتمثل أبرز مظاهر الفنون في القاهرة في دار الأوبرا المصرية أو المركز الثقافي القومي بجزيرة الزمالك والذي تم تشييده كمنحة من الحكومة اليابانية لنظيرتها المصرية وبنيت الدار على الطراز الإسلامي وتم افتتاحها في 10 أكتوبر 1988 كدار بديلة لدار الأوبرا الخديوية التي بناها الخديوي إسماعيل عام 1869 واحترقت في 28 أكتوبر 1971 بعد أن ظلت منارة ثقافية لمدة 102 عام.

### المطبخ
المطبخ القاهري هو رأس المطبخ المصري البسيط المتنوع، الذي يعطى للخبز فيه الأولوية ويُطلق عليه العيش باللهجة القاهرية كمرادف للفظ الحياة، ويُعد طبقيّ الفول والطعمية من أشهر عناصر الفطور القاهري. كذلك يُعد الكشري والمسقعة والمحشي والملوخية والفتة والكوارع والأرز بأنواعه من أبرز الأطباق الرئيسية. كما أن الشاي والقهوة وعصير القصب والعرقسوس والسوبيا من أكثر المشروبات شعبية في المدينة.

## الاقتصاد

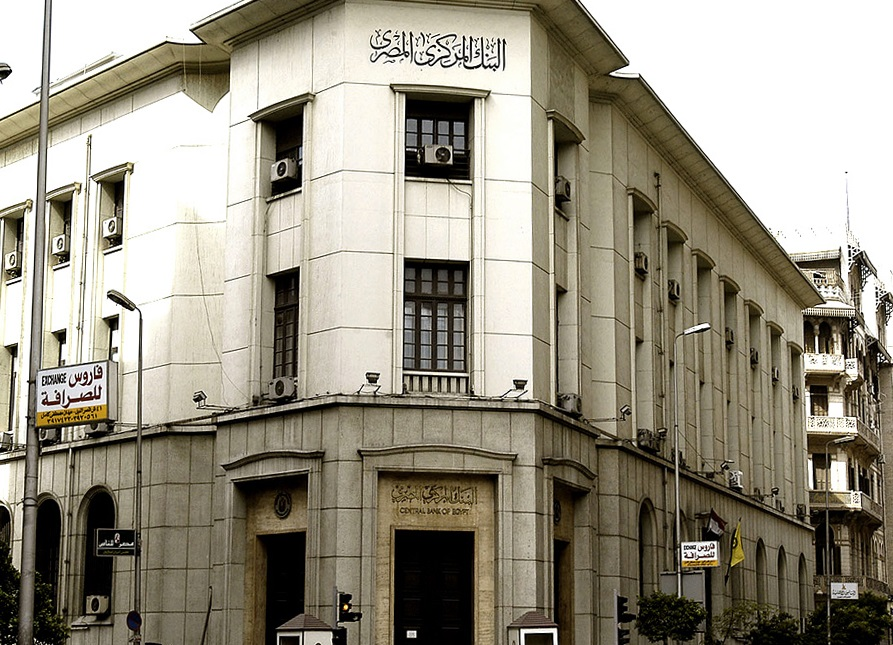
البنك المركزي المصري

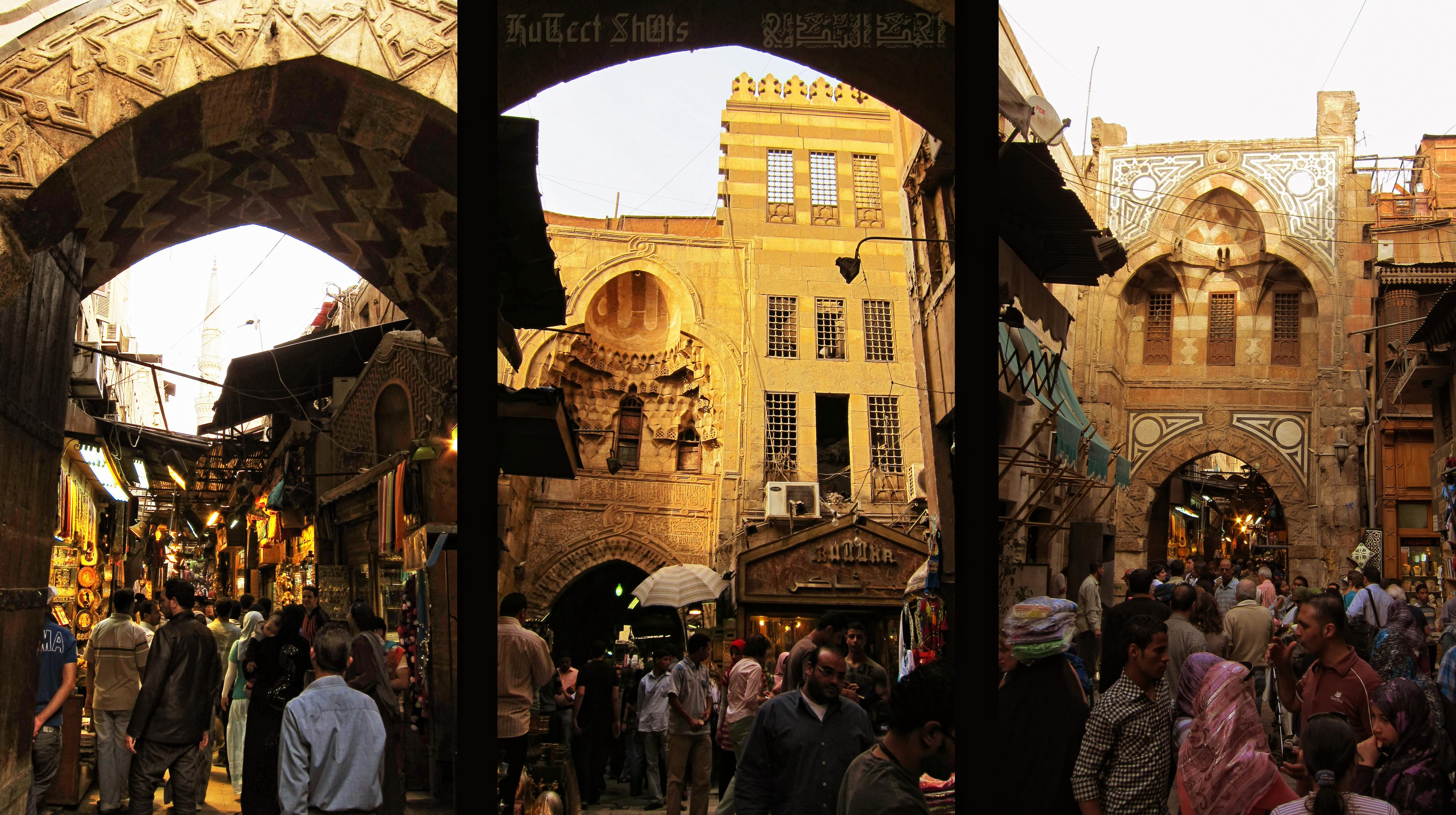
خان الخليلي

القاهرة هي مركز مصر الاقتصادي، كونها عاصمة البلاد وأكثر المدن المصرية المأهولة بالسكان، وأقواها من حيث البنية التحتية، وبها تقع مقرات الشركات الكبرى، مركز التجارة العالمي، البورصة المصرية، البنك المركزي المصري، البنوك الرئيسية، وزارة التجارة والصناعة، وزارة الاستثمار، وزارة التعاون الدولي، وهي المقر الإقليمي للمنظمة العربية للتنمية الصناعية والتعدين واختارتها المنظمات والمؤسسات الدولية كمقر لمكاتبها الإقليمية في مصر مثل مؤسسة التمويل الدولية، البنك الدولي، برنامج الأمم المتحدة الإنمائي، منظمة العمل الدولية، صندوق النقد الدولي، منظمة الأمم المتحدة للتنمية الصناعية، منظمة الأقطار العربية المصدرة للبترول، مجلس الوحدة الاقتصادية العربية. كما تضم عدة مناطق صناعية هي شق الثعبان على مساحة 1000 فدان، جنوب حلوان على مساحة 7 فدان، القطامية على مساحة 71 فدان، الروبيكي على مساحة 1629 فدان. بخلاف مراكز الصناعة اليدوية المتمثلة في مركز الحرف التقليدية بالفسطاط الذي يضم بين طياته ورشاً لأنشطة عديدة لفن النجارة من تطعيم بالصدف والأرابيسك، وفن الزجاج المعشق بالجبس والحلي والخيامية والخزف. بجانب أسواق التحف والتذكارات والعطور الشهيرة بخان الخليلي الذي يعد أشهر الخانات الإسلامية في العالم، ويقع في القاهرة الفاطمية على مشارف شارع المعز لدين الله، ويتخلله شبكة من الأسواق التقليدية وورش المقتنيات والمشغولات القضية والنحاسية والمذهبة والجلدية والخشبية والورقية. وفي عام 2009 احتلت القاهرة المركز السابع ضمن أبرز 50 مدينة مؤهلة لتقديم خدمات تكنولوجيا المعلومات بنظام التعهيد.

### السياحة

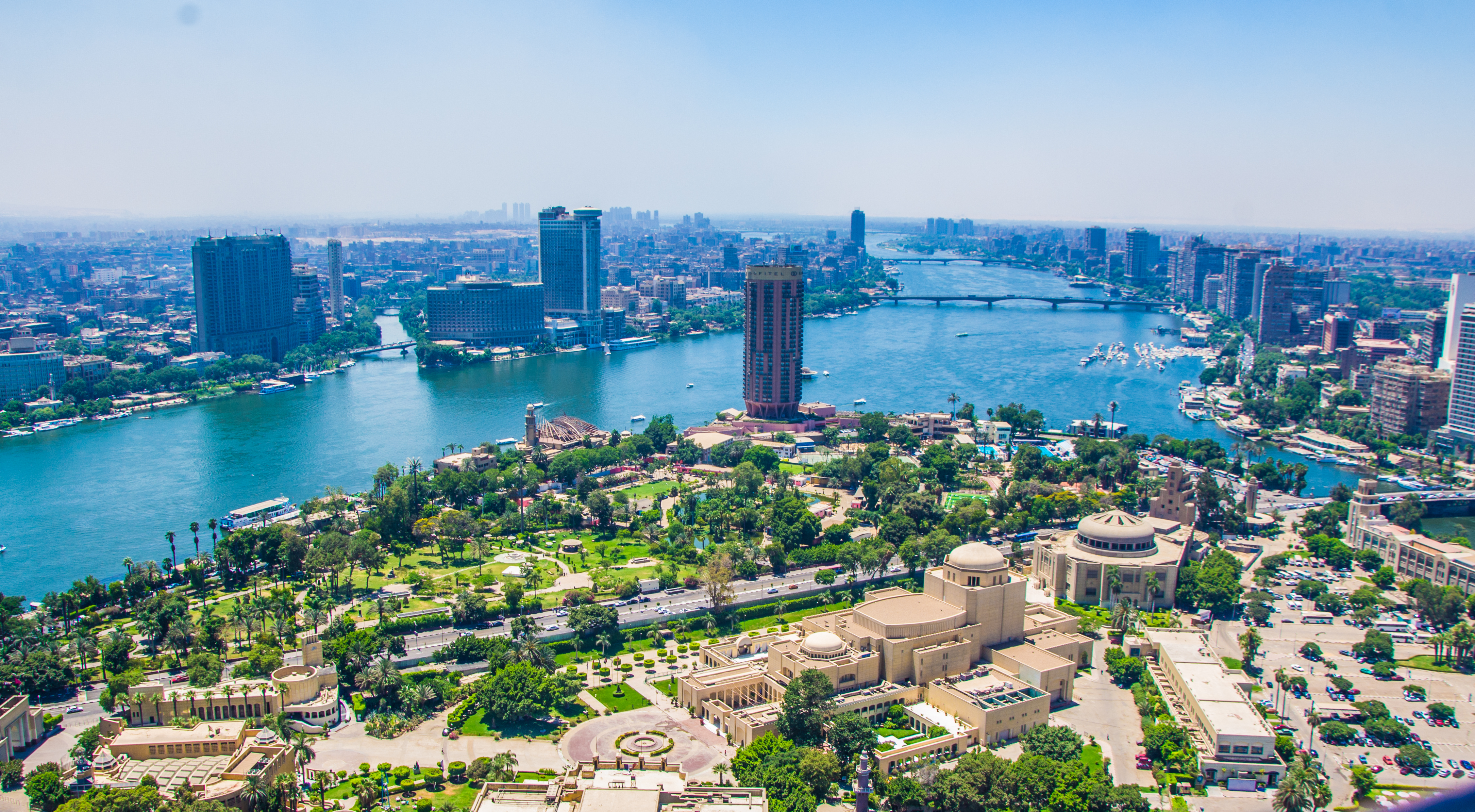
منظر عام لأحد أحياء المدينة

القاهرة مدينة سياحية من الطراز الأول حيث تتعدد بها جميع المظاهر السياحية التي قد يحتاج إليها أي زائر، فبها العديد من المواقع الأثرية التي تعود لعصر الفراعنة، وأسوار المدينة القديمة التي ترجع إلى العصر الإسلامي، والمواقع الأثرية الإسلامية والمسيحية واليهودية الموجودة منذ دخول الأديان المختلفة لمصر.
كما ينتشر بالمدينة مناطق التسوق الشهيرة، والعشرات من القصور والمساجد والكنائس والبوابات التاريخية والمباني العريقة من مختلف العصور بالإضافة للأماكن الثقافية والفنية والمسارح وغيرها، وينتشر بها أعداد كبيرة من الفنادق وأماكن الإقامة بمختلف أنواعها ودرجاتها.
وتزخر كذلك بالمحميات الطبيعية البعيدة عن زحام قلب المدينة، والتي تبرز كمزارات باعثة على الهدوء والراحة والتأمل في الطبيعية. بخلاف التمتع برحلات نهر النيل الذي بني على ضفتيه درة ما تملكه المدينة من منشآت معمارية حديثة.

#### السياحة الترفيهية

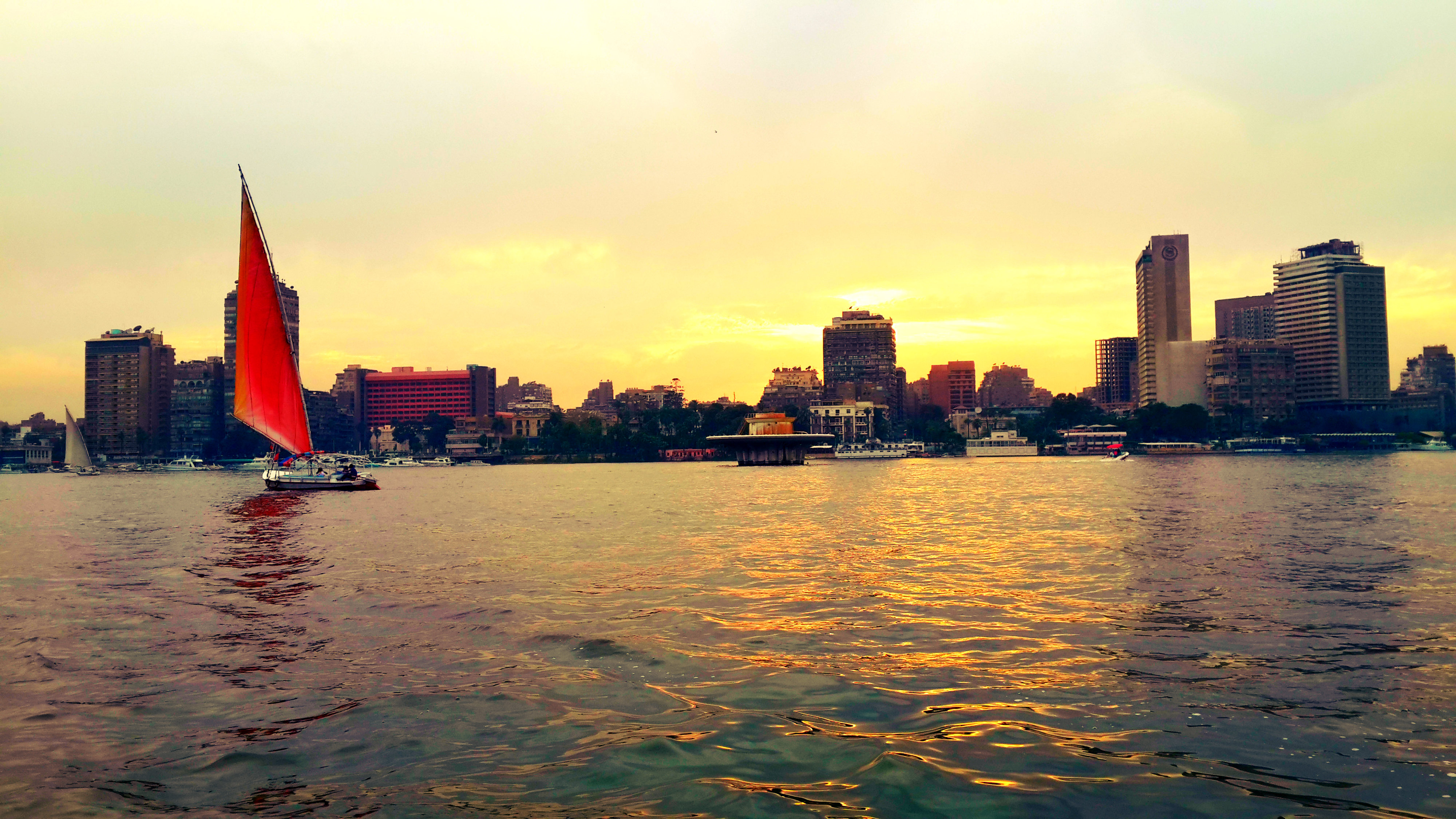
نهر النيل

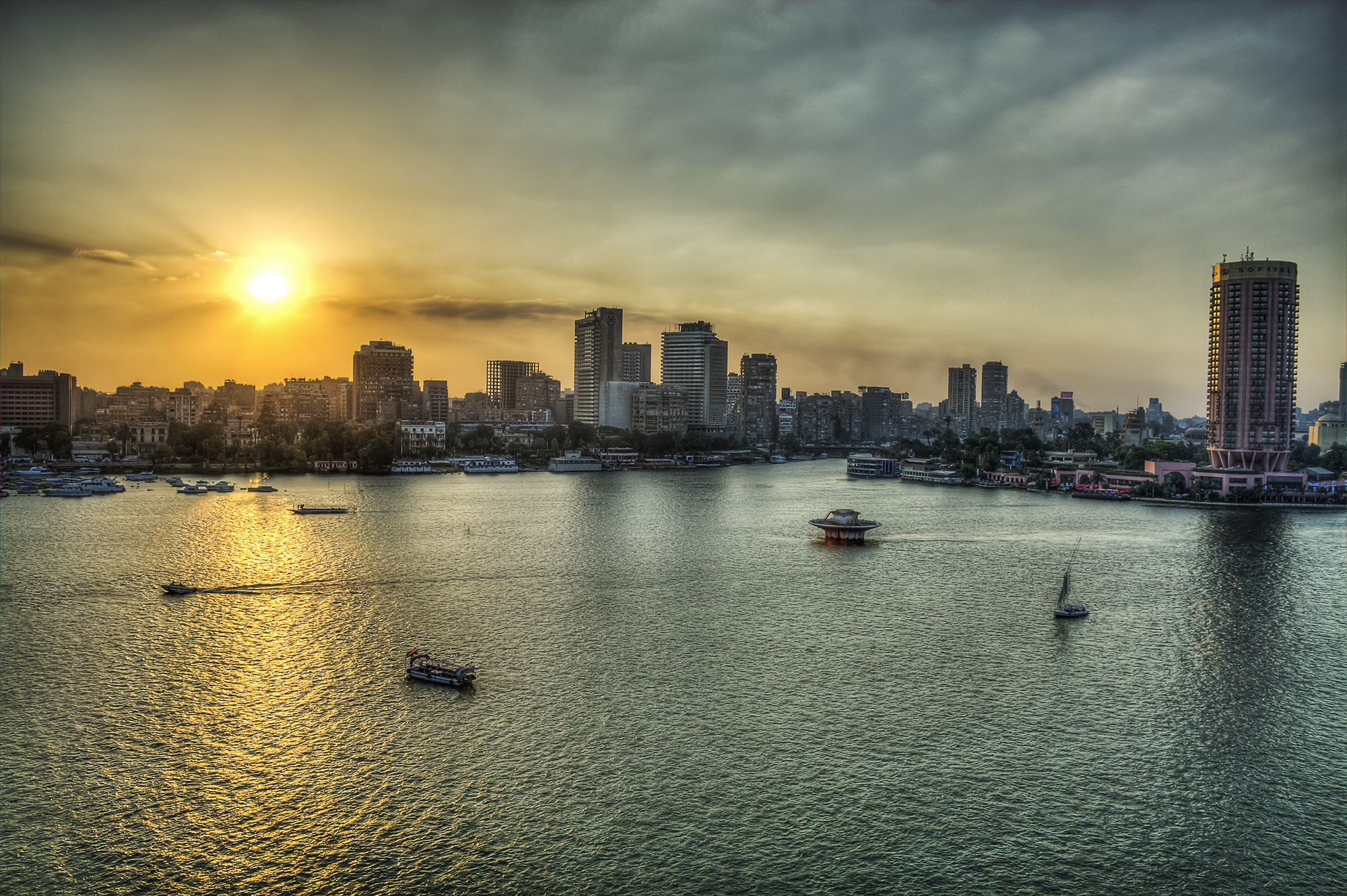
نهر النيل

القاهرة موقع لعدة مزارات سياحية ترفيهية هامة تضم حدائق ترفيهية على مساحات شاسعة يقبل عليها الكبار والصغار على حد سواء ومنها حديقة الأزبكية، الحديقة الدولية، حديقة الفسطاط،  والحديقة اليابانية بحلوان والتي تحتوي على بعض التماثيل التي ترمز لحقب تاريخية مختلفة، مثل تمثال زهرة اللوتس، تماثيل أفيال الشرق التي تحرس المكان، تمثال وجه الحياة وهو لامرأة تغمض عينيها مع ابتسامة خجل تعكس فكرة تقديس الشرق للمرأة، و48 تمثالاً لتلاميذ «شيبة» يجلس ليعلمهم الديانة البوذية أمام البحيرة الكبيرة، تمثال الحكمة الثلاثية وهو لثلاثة قرود تحث الإنسان على عدم التدخل في شؤون الغير «لا أسمع لا أرى لا أتكلم»، بالإضافة إلى بحيرة اللوتس وكشك الموسيقى والأشجار. ويأتي على رأس متنزهات القاهرة حديقة الأزهر التي تعد أحد أضخم حدائق القاهرة وواحدة من أكبر وأجمل حدائق العالم. تقع على مساحة 80 فدان كانت تستغل في الماضي كمقلب للقمامة والمخلفات لمدة تزيد على ألف عام. تم الإعلان عن المشروع في عام 1984 وافتتحت للزائرين في عام 2005 حيث استغرق إنشاؤها أكثر من 7 أعوام بتكلفة إجمالية تزيد على 100 مليون جنيه تحملتها مؤسسة أغاخان للعمارة الإسلامية.
كما يبرز برج القاهرة كأحد معالم المدينة الحديثة والذي صممه المهندس نعوم شبيب، وتم بناؤه على شكل زهرة اللوتس المصرية من الخرسانة المسلحة خلال الفترة من 1956 وحتى 1961. يقف البرج على قاعدة من أحجار الجرانيت الأسواني التي سبق أن استخدمها المصريون القدماء في بناء معابدهم ومقابرهم، ويصل ارتفاعه إلى 187 متر وهو أعلى من الهرم الأكبر بالجيزة بحوالي 43 متر، ويتكون من 16 طابقاً، وتستغرق رحلة الوصول إلى قمة البرج 45 ثانية داخل المصعد للوصول إلى نهايته. يقع البرج في قلب القاهرة على جزيرة الزمالك بنهر النيل. ويوجد بقمته مطعم سياحي على منصة دوارة تسمح لرواد المطعم بمشاهدة معالم القاهرة من كل الجوانب. وتكتسب الرحلات النيلية شعبية متزايدة لدى السائحين بنوعيها ما بين رحلات بسيطة على ظهر مراكب خشبية عتيقة أو رحلات تتسم بالرفاهية على متن سفن عصرية.

#### السياحة البيئية

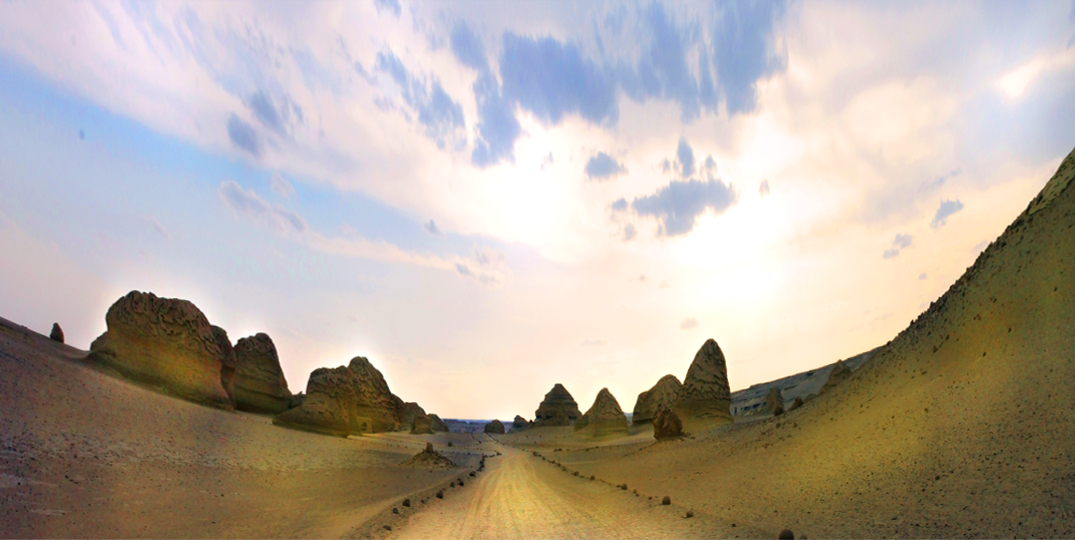
محمية وادي دجلة

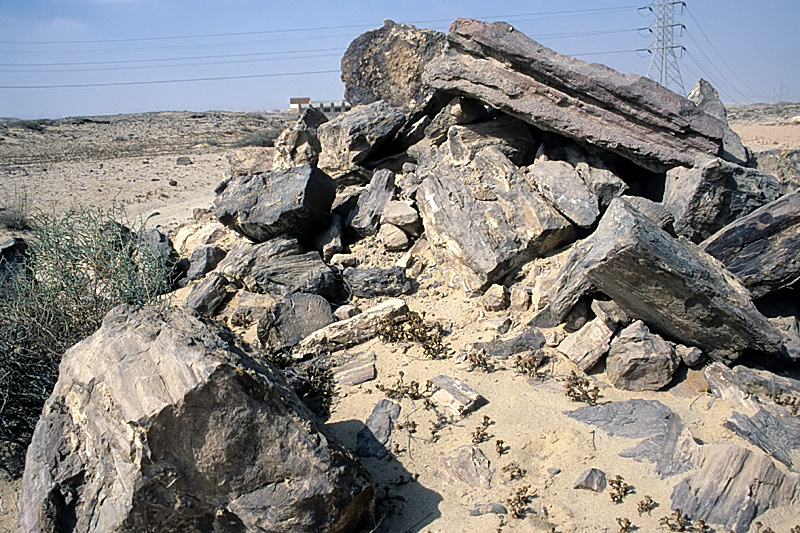
محمية الغابة المتحجرة

بعيداً عن صخب وزحام القاهرة تظهر المحميات الطبيعية بالمدينة كأحد المزارات البارزة التي تبعث على الراحة والهدوء، وتتمثل في محمية وادي دجلة التي تقع شرق ضاحية المعادي بالصحراء الشرقية، والتي تبلغ مساحتها حوالي 60 كم مربع، وهي محمية غنية بالحفريات، وتتميز باحتوائها على العديد من الكائنات الحية الحيوانية مثل الغزلان، الأرانب الجبلية، الثعلب الأحمر، الفأر ريشي الذيل، إضافة إلى أنواع عديدة من الحشرات، فضلاً عن تسجيل ما يقارب الـ 18 نوع من الزواحف، و12 نوع من الطيور الممثلة لبيئة الصحراء الشرقية المقيمة والمهاجرة. وعلى بعد 18 كم من شرق ضاحية المعادي تقع محمية الغابة المتحجرة والتي تمثل كنزاً جيولوجياً وتراثاً إنسانياً، حيث تضم الغابة أشجاراً تحتفظ بسيقانها وفروعها بكامل التفاصيل متناثرة على مساحة 7 كم مربع تحولت إلى أشجار من حجارة. ووقع هذا التحول الطبيعي منذ العصر الاليجوسين أي منذ نحو 35 مليون سنة وتعد هذه الغابة الكثيفة من الأشجار المتحجرة نتاجاً طبيعياً للعصر الذي بدأت الأنهار تدخل فيه إلى مصر من الجنوب. كما توجد بالمحمية بعض تكوينات الأيوسين الأعلى وتحتوي على بعض الحفريات اللافقارية وعمرها يرجع إلى 60 مليون سنة. وفي حلوان ينبع أحد أشهر العيون المائية في مصر وهي «عين حلوان»، والتي كانت مقصداً لأهالي وسكان القاهرة بسبب كمية مائها المعدني الكبريتي المعالج للكثير من الأمراض الجلدية والذي يعد من أغنى العناصر الشفائية الطبية، بالإضافة إلى مناخ حلوان الجاف الذي يهيئ جواً مناسباً للاستشفاء من أمراض عديدة أهمها الأمراض الجلدية والروماتيزمية والمفصلية.

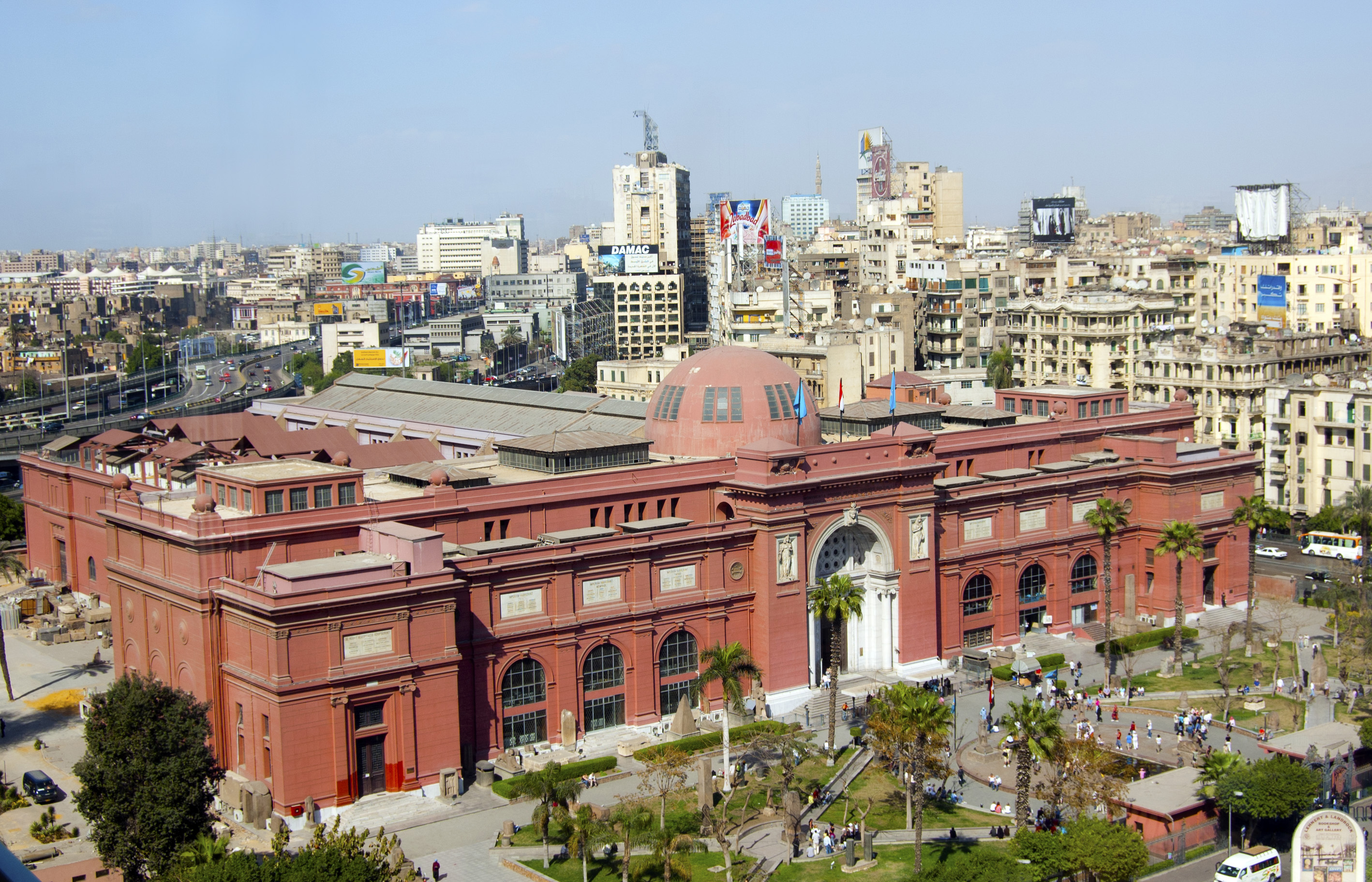
المتحف المصري بالتحرير

#### السياحة الثقافية
تعد السياحة الثقافية في القاهرة أحد أهم عوامل الجذب السياحي إذ تمتلك المدينة مجموعة من الآثار المتنوعة صنعت من مناطق كاملة متاحف مفتوحة وساهمت في نشأة متاحف مصرية ذات مكانة عالمية، وكانت مصدر إلهام عشرات الكتب والروايات مثل ثلاثية نجيب محفوظ التي تعد أفضل رواية عربية، كما تبرز مدينة أون الفرعونية بمنطقة عين شمس بمعالمها الأثرية التي من أهمها مسلة الملك سنوسرت الأول «مسلة المطرية». كما تنتشر المتاحف بأرجاء المدينة وعلى رأسها المتحف المصري بالتحرير، متحف الفن الإسلامي، المتحف القبطي، متحف الفن المصري الحديث، قصر المنيل، متحف الحضارة بالفسطاط، متحف الشمع بحلوان، متحف سكك حديد مصر، متحف القصر العيني، متحف بيت الأمة، متحف جاير أندرسون، متحف المركبات الملكية ببولاق، متاحف قلعة صلاح الدين (قصر الجوهرة، المتحف الحربي، متحف الشرطة)، متاحف قصر عابدين (متحف الأسلحة، متحف الأوسمة والنياشين، متحف الفضيات، متحف هدايا رئاسة الجمهورية، متحف الوثائق التاريخية).

#### السياحة الدينية

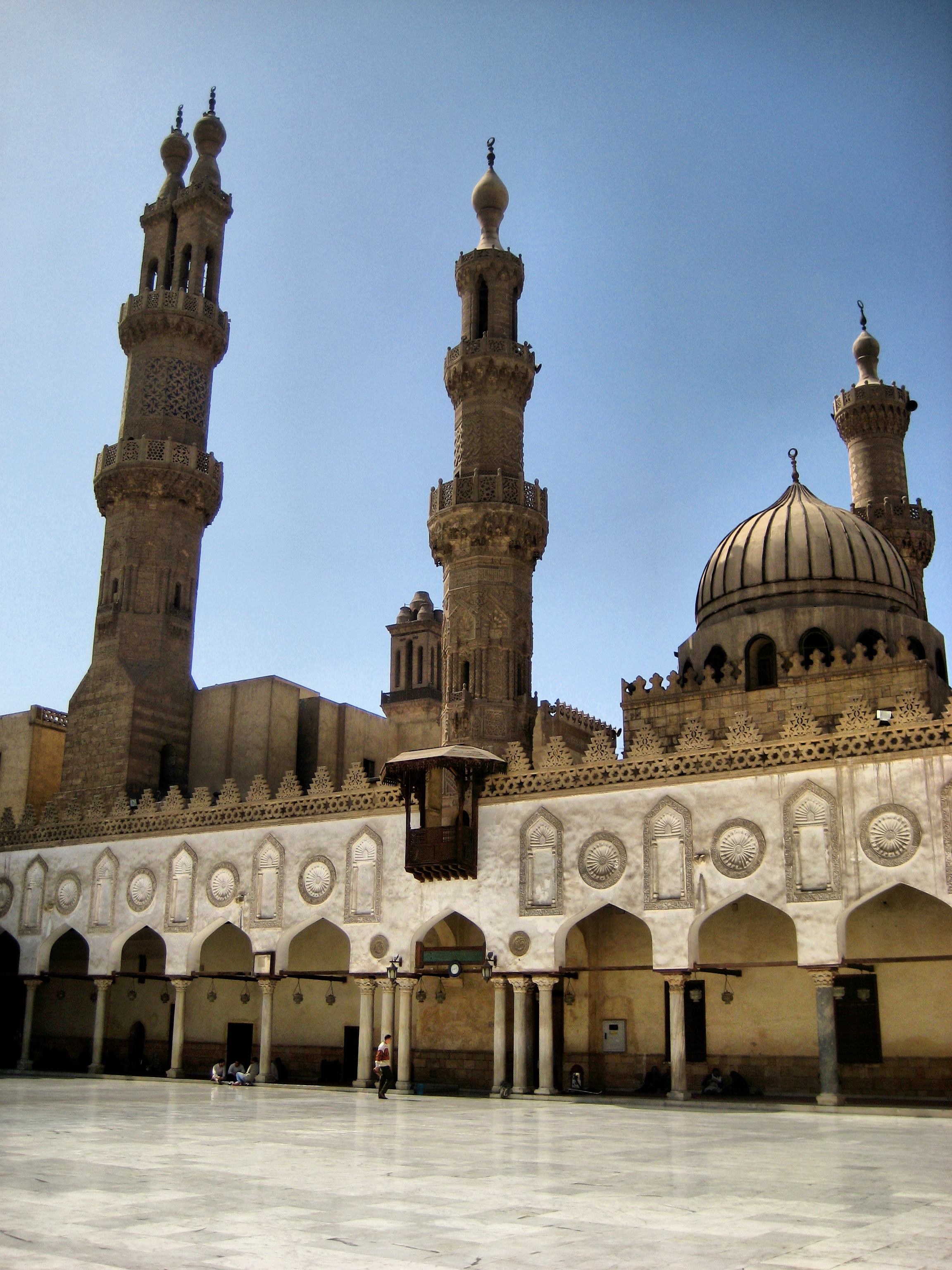
الجامع الأزهر

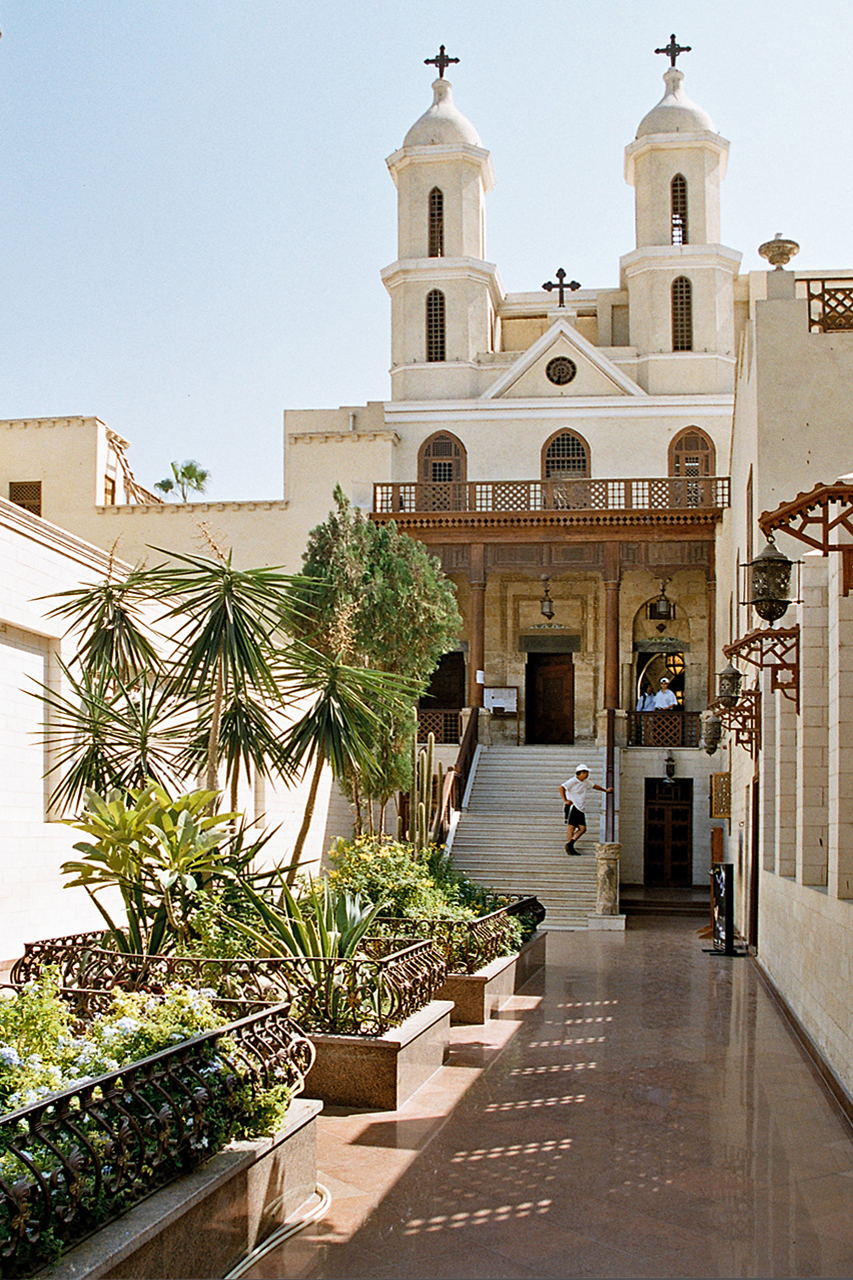
الكنيسة المعلقة

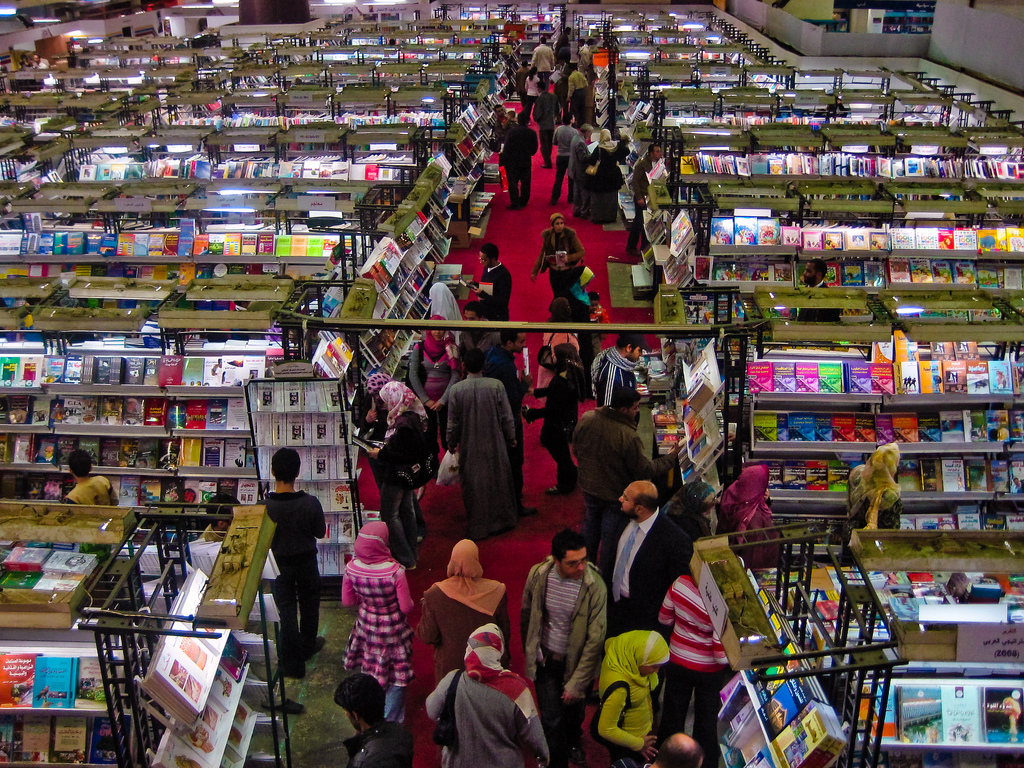
معرض القاهرة الدولي للكتاب

تزخر القاهرة بعدد ضخم من الأماكن الدينية المقدسة سواء اليهودية أو المسيحية أو الإسلامية والتي يفد إليها مئات الزائرين فيما يعرف بالسياحة الدينية، وتنتشر بربوعها آثار ومقدسات الديانات السماوية الثلاث، فمنها المعالم الإسلامية التاريخية مثل الجامع الأزهر، مسجد ابن طولون، مسجد الظاهر بيبرس، جامع الأقمر، مسجد السلطان حسن، جامع سنان باشا، مسجد عمرو بن العاص وضريحه، مسجد محمد بك أبو الذهب، مسجد الحاكم بأمر الله، مسجد المؤيد شيخ، مسجد السلطان برقوق، مسجد قايتباي، مسجد قلاوون، مسجد الغوري، مسجد صرغتمش، مسجد محمد علي، مسجد الرفاعي، مسجد الحسين، مسجد السيدة زينب، مسجد السيدة رقية، مسجد السيدة عائشة، مسجد السيدة فاطمة، مسجد السيدة سكينة، مسجد السيدة نفيسة، مسجد الإمام الشافعي.
والعديد من البيوت والقلاع التي تسجل تاريخ مصر الإسلامي ومنها بيت السحيمي، بيت الهراوي، بيت السناري، بيت زينب خاتون، بيت الست وسيلة، بيت الكريتلية، بيت جمال الدين الذهبي، بيت محمود محرم، قلعة صلاح الدين، أبواب أسوار القاهرة القديمة، ولعل أشهرها باب الفتوح الذي كانت تخرج منه الجيوش في طريقها للفتوحات، ثم تعود وتدخل القاهرة وهي منتصرة من باب النصر، وباب زويلة الذي سمي نسبة إلى قبيلة زويلة، واشتهر بتعليق رؤوس أعداء البلاد عليه سواء المهددين لها من الخارج أو المتآمرين عليها من الداخل.
وكذلك المواقع المسيحية القديمة التي تسجل مسار العائلة المقدسة مثل كنيسة القديس سيرجيوس التي لجأت إليها العائلة المقدسة أثناء لجوئها إلى مصر، الكنيسة المعلقة، كنيسة بربارة، كنيسة البازيليك، الكاتدرائية المرقسية بالعباسية، والعديد من الأديرة والكنائس الأثرية الأخرى. كما يقع على أرضها عدة مواقع ذات دلالة دينية يهودية مثل كنيس بن عزرا، كنيس موسى بن ميمون، كنيس حاييم كابوسي، كنيس شعاري شمايم، كنيس بار يوحاي.

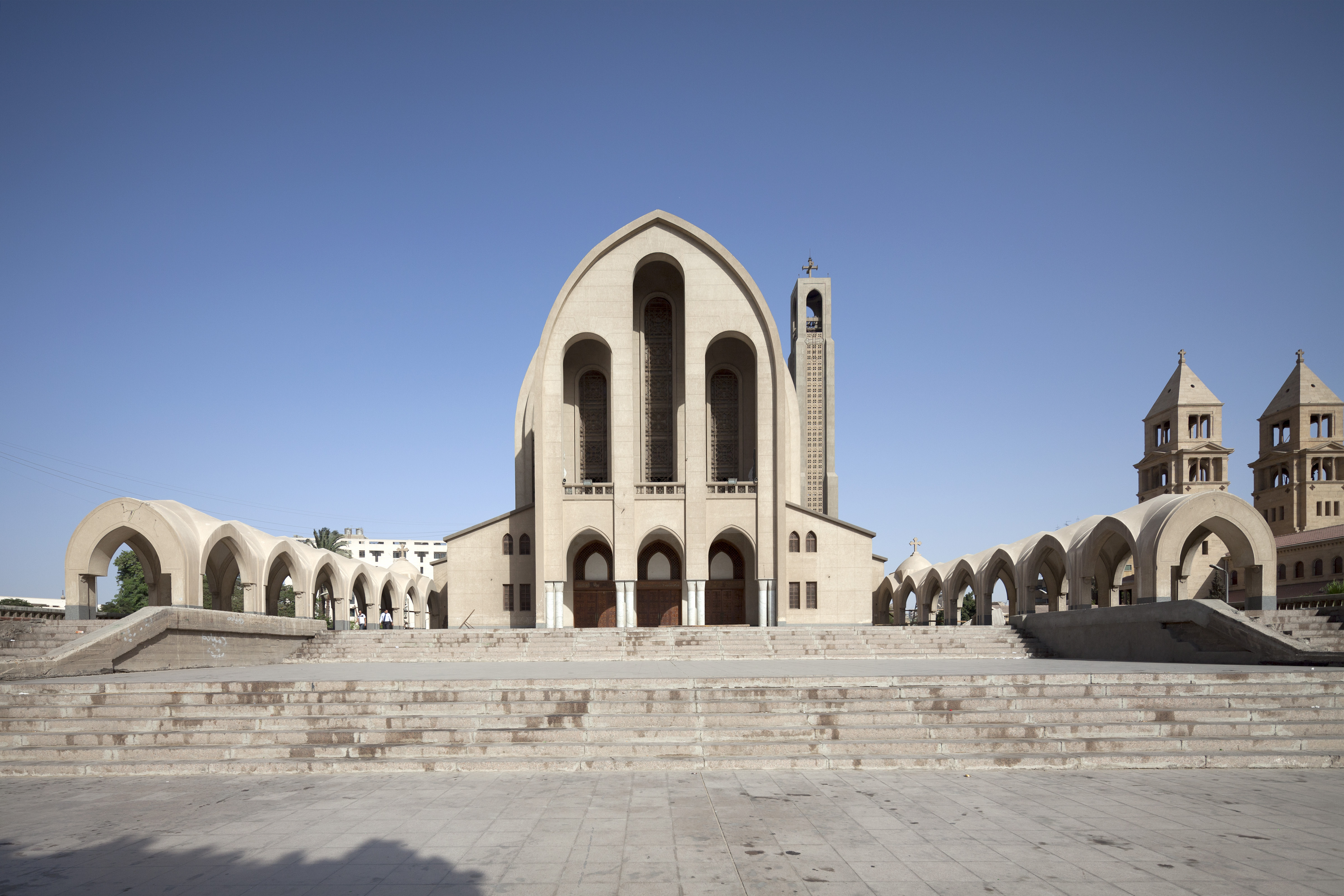
الكاتدرائية المرقسية
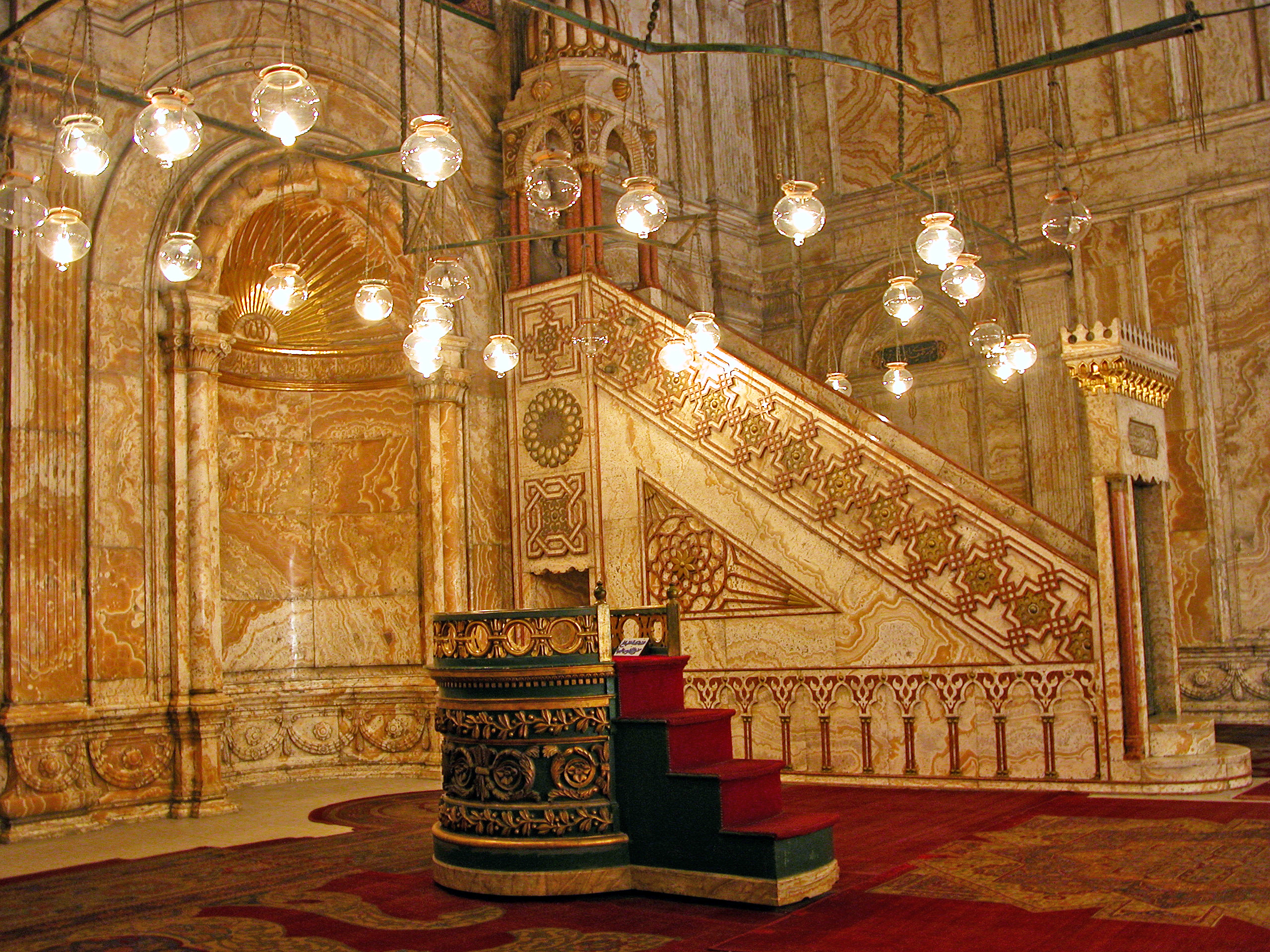
مسجد محمد علي
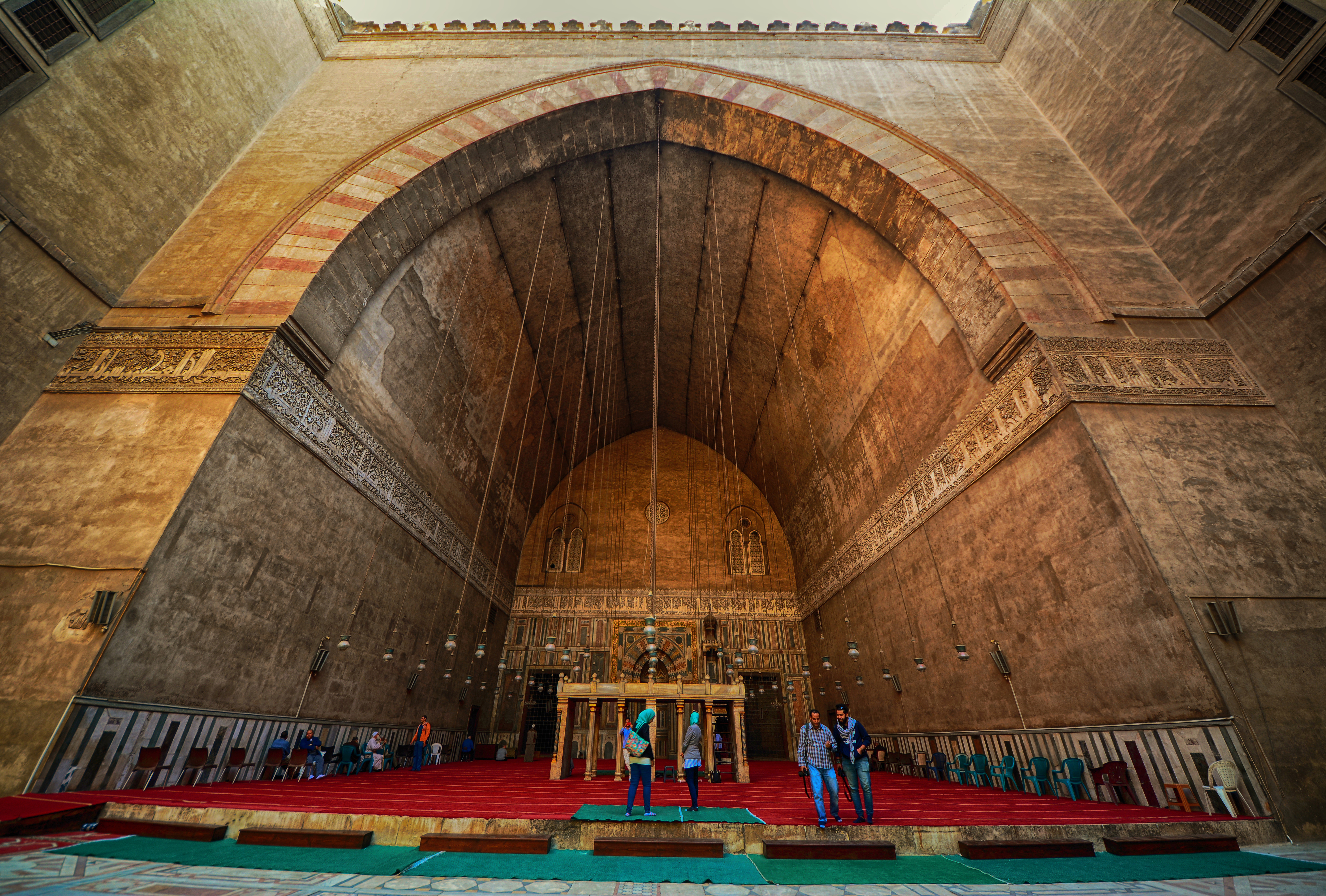
مسجد السلطان حسن
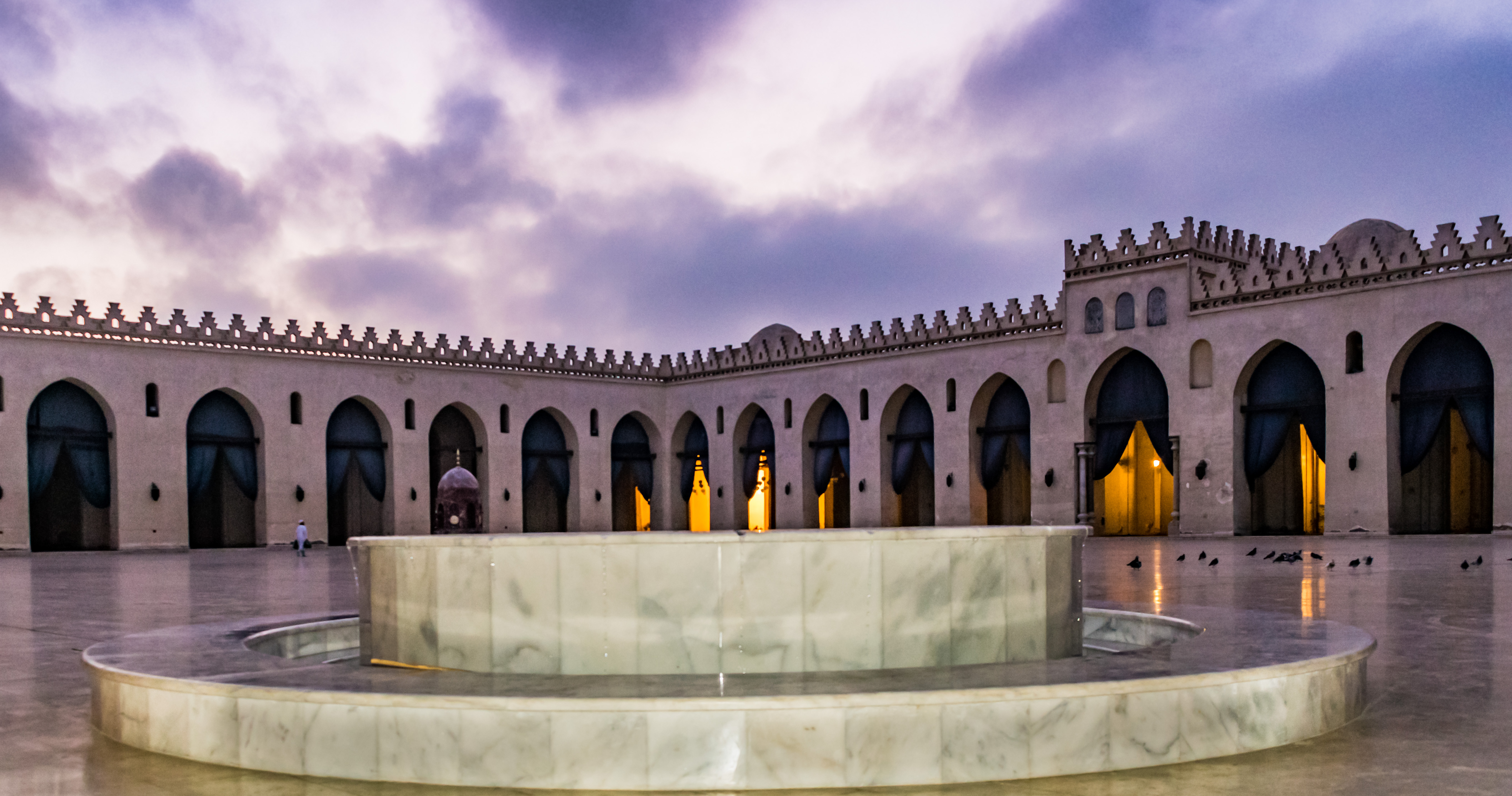
مسجد الحاكم بأمر الله
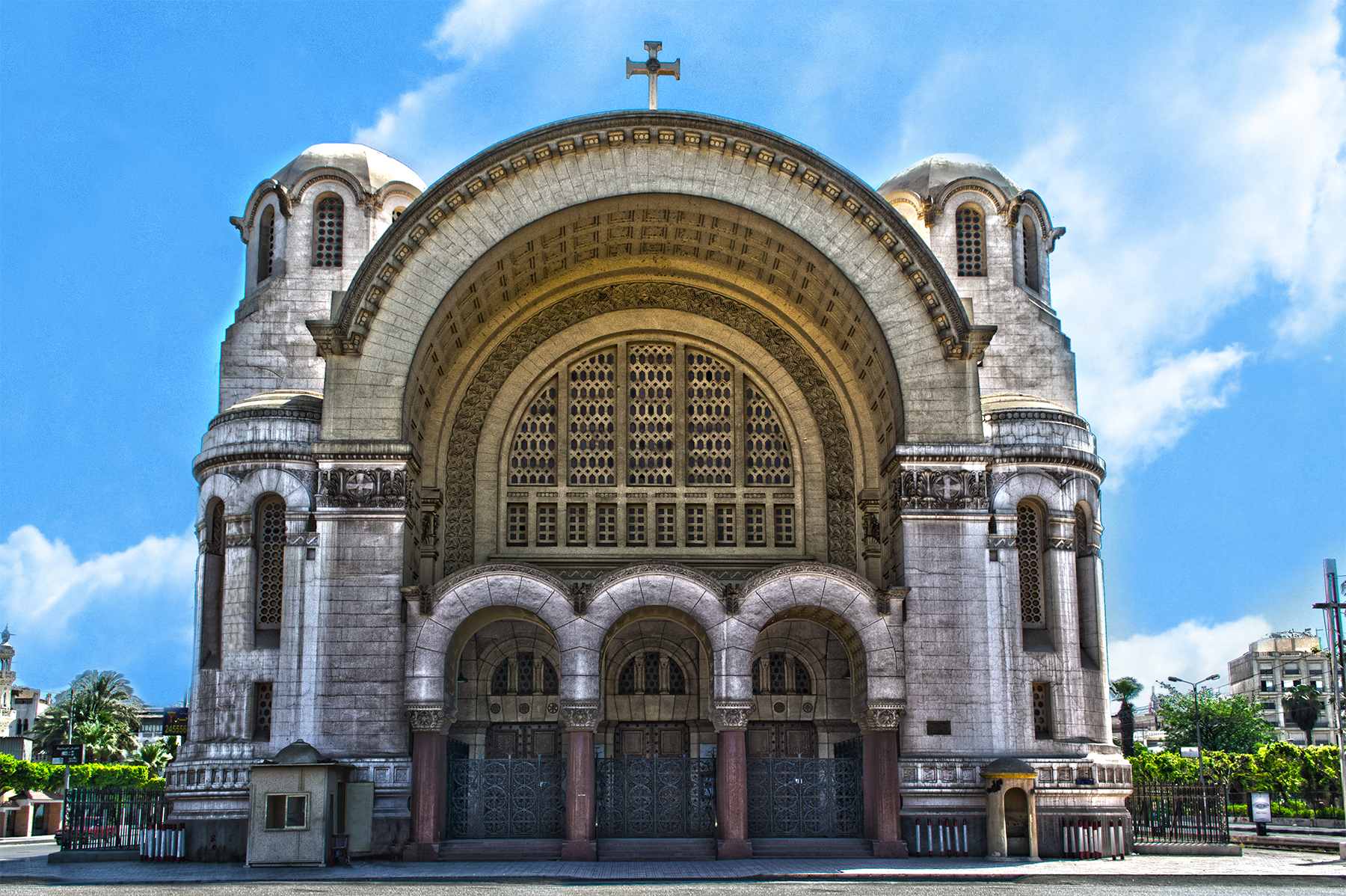
كنيسة البازيليك

#### سياحة المهرجانات والمؤتمرات
تمثل سياحة المهرجانات والمؤتمرات والمعارض نمطاً سياحياً هاماً لمدينة القاهرة، وتحظى فعاليتها بإقبال جماهيري من الداخل والخارج، وذلك بقصد تحقيق عدة أهداف منها الترويج السياحي وتنويع مفردات الجذب السياحي، وتشجيع أنشطة التسوق، ورعاية الأحداث الفنية.
وتأتي القاهرة على رأس المدن المصرية التي تستضيف المؤتمرات والمعارض الدولية لما يتوافر بها من مراكز دولية للمؤتمرات تتمتع بإمكانيات فنية وتكنولوجية وتجهيزات حديثة، وإمكانية فندقية عالية المستوى تعمل على راحة ضيوف المدينة، ومن أهم تلك التجمعات معرض القاهرة الدولي للكتاب، مهرجان القاهرة الدولي للأغنية الشعبية، مهرجان القاهرة السينمائي الدولي، مهرجان القاهرة الدولي للمسرح التجريبي، مهرجان القاهرة للإعلام العربي، مهرجان عيد وفاء النيل.

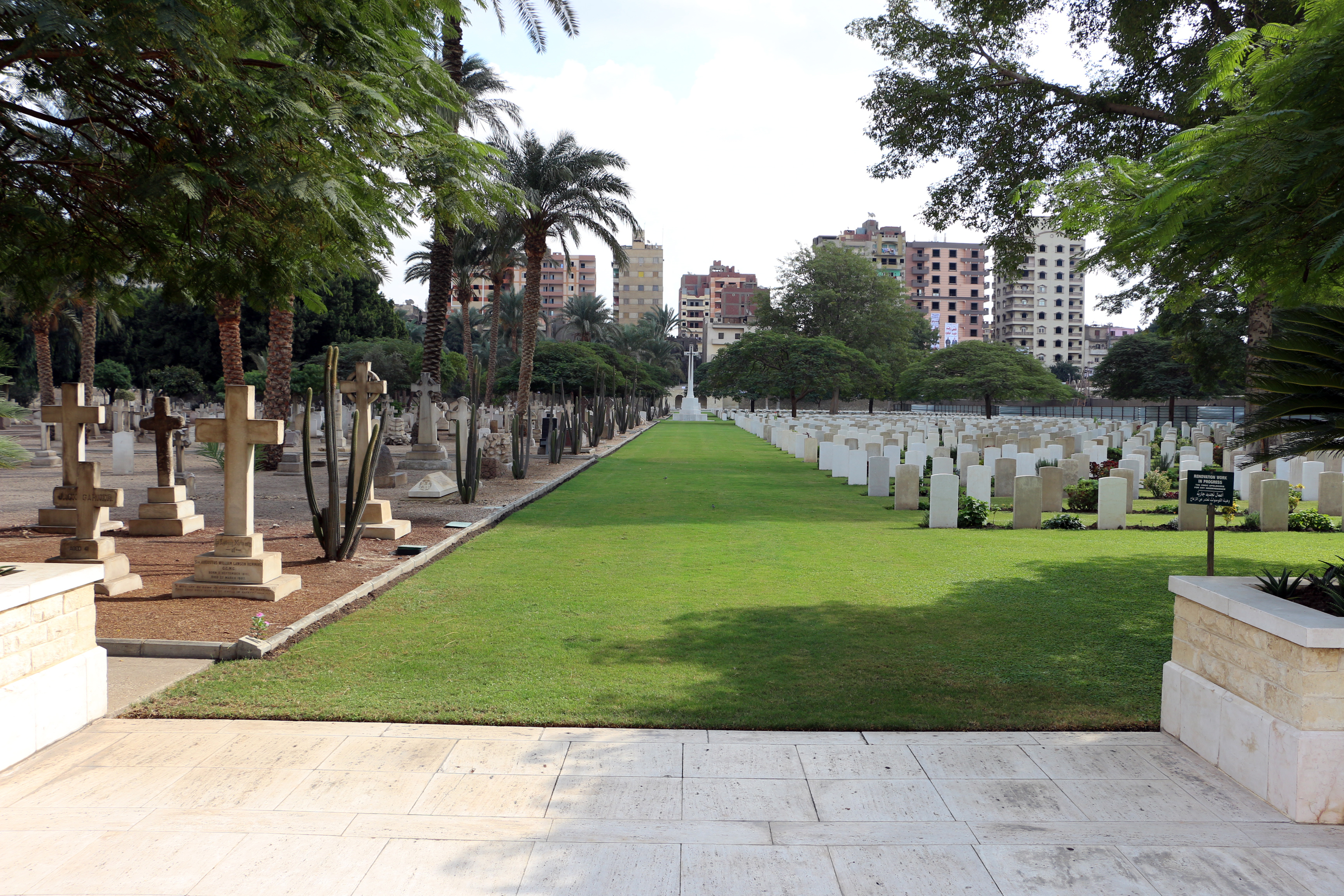
مقابر الكومنولث بالقاهرة

#### سياحة زيارة المقابر
تقع في مصر 16 مقبرة لمقابر الكومنولث منتشرة بمحافظات القاهرة، الإسكندرية، مطروح، بورسعيد، الإسماعيلية، السويس، أسوان. وتشرف عليها هيئة الكومنولث وهي منظمة تشرف على 23 ألف موقع منتشرة في 154 دولة لرفات ضحايا الحروب العالمية.
تحظى المقابر باهتمام الآلاف من أحفاد ضحايا الحربين العالمية الأولى والثانية بالعالم ممن يهتمون بزيارتها تخليداً لذكرى أجدادهم. يأتي نصيب القاهرة في مقبرتين تقع الأولى بالقرب من شارع صلاح سالم وصممها السير روبرت لوريمر، والثانية في هليوبوليس وصممها هربرت ورثينجتون.

#### مواقع التراث العالمي

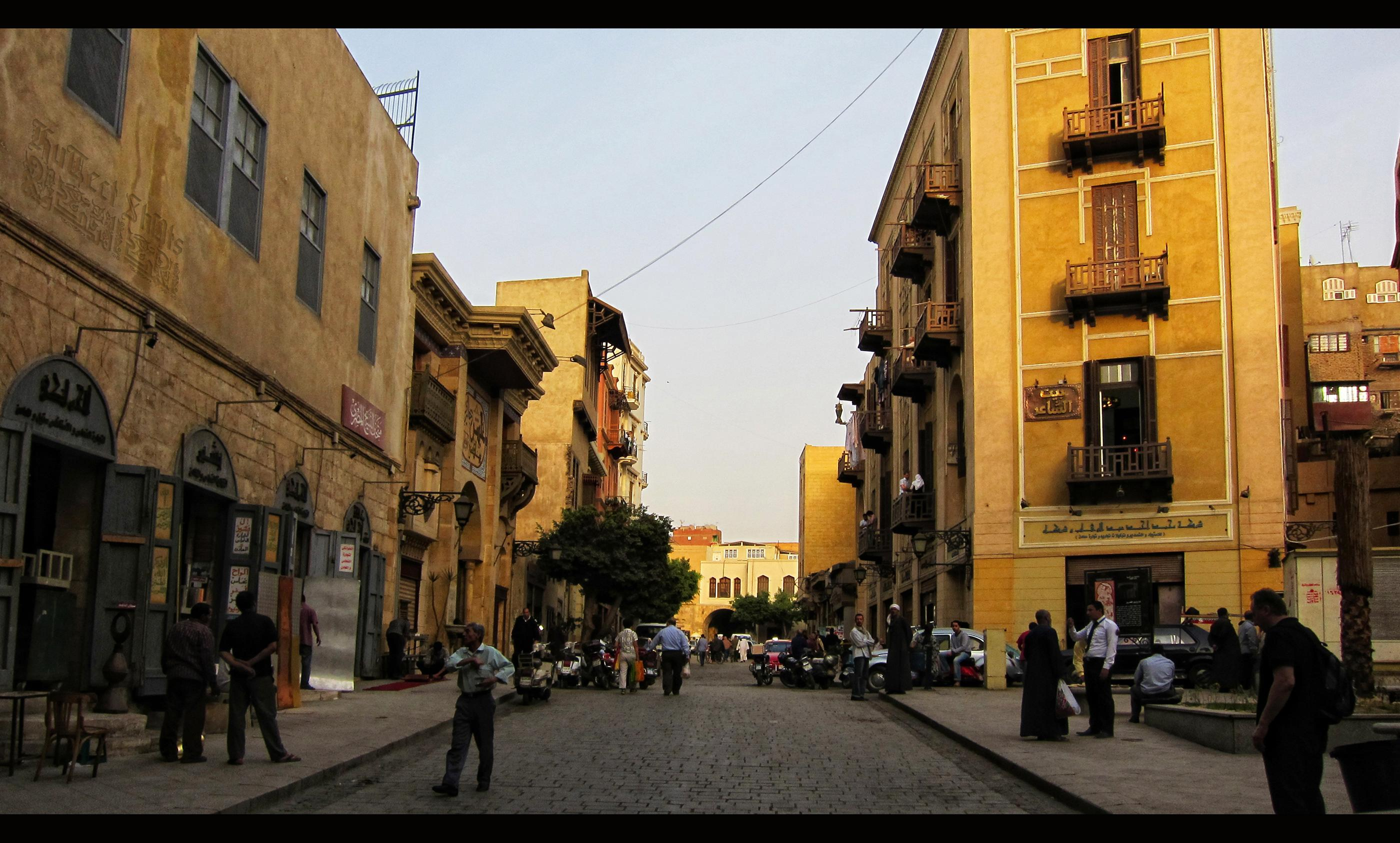
شارع المعز بالقاهرة الفاطمية

تعد القاهرة القديمة إحدى أقدم مدن العالم الإسلاميّة بما تضمه من جوامع ومدارس وحمامات وينابيع. تأسست المدينة في القرن العاشر وأصبحت مركزاً للعالم الإسلامي ووصلت لعصرها الذهبي في القرن الرابع عشر. وقررت لجنة اليونسكو إدراجها ضمن قائمة التراث العالمي في عام 1979. تضم القاهرة التاريخية أنواعاً من العمائر رفيعة الطراز مثل المدارس والوكالات والخنقاوات والأسبلة والحمامات والبيوت والقصور الأثرية مثل بيت السحيمي وقصر الأمير بشتاك، والأسواق مثل خان الخليلي والصاغة والنحاسين، والأحياء العتيقة مثل التربيعة والخيامية وتحت الربع، ويحيط بها أسوار وبوابات مثل باب النصر وباب الفتوح والتي كانت تغلق قديماً في المساء لحفظ الأمن والنظام.
كما تحتضن المدينة عدداً ضخماً من المساجد القديمة منها جامع عمرو بن العاص الذي يعد أول بناء أقيم في الفسطاط، وجامع ابن طولون الذي يعتبر ثالث مسجد أنشئ في مصر بعد جامع عمرو بن العاص وجامع العسكر وبدأ بناءه عام 876 وأتم تشييده في عام 879، فيما يعد الجامع الأزهر أول عمل معماري فاطمي عاصر تأسيس القاهرة وظل باقياً حتى اليوم وأنشأه جوهر الصقلي قائد المعز لدين الله فبدأ العمل في بنائه عام 970 وانتهى من تأسيسه عام 972، وفي عهد الخليفة الظافر بأمر الله شيد مسجد الحسين عام 1154.

## البنية التحتية

### التعليم

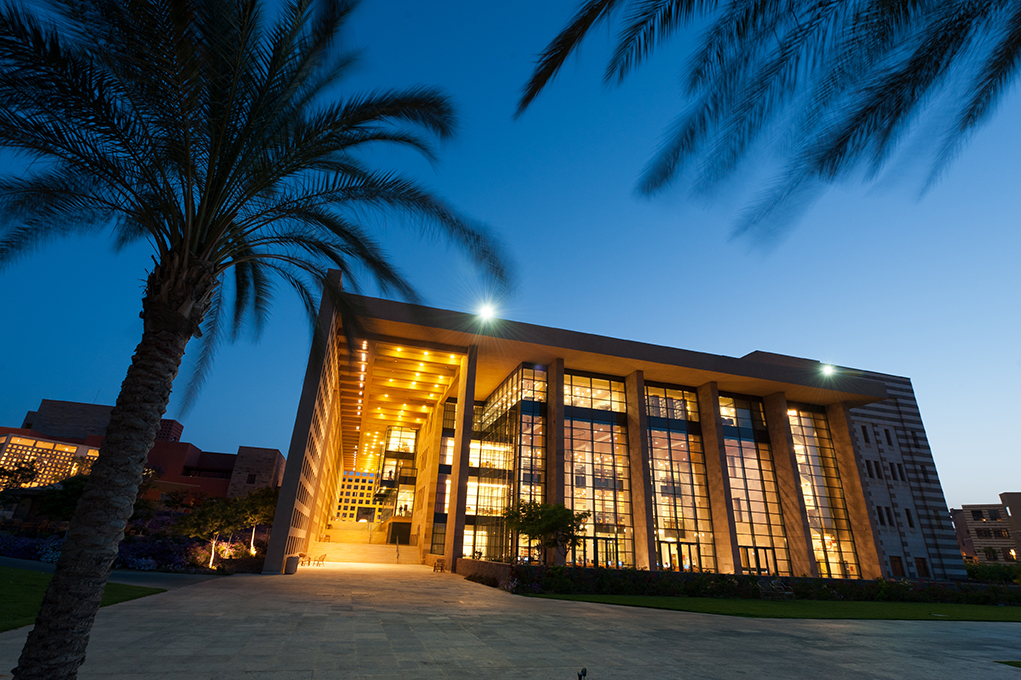
مكتبة الجامعة الأمريكية بالقاهرة الجديدة

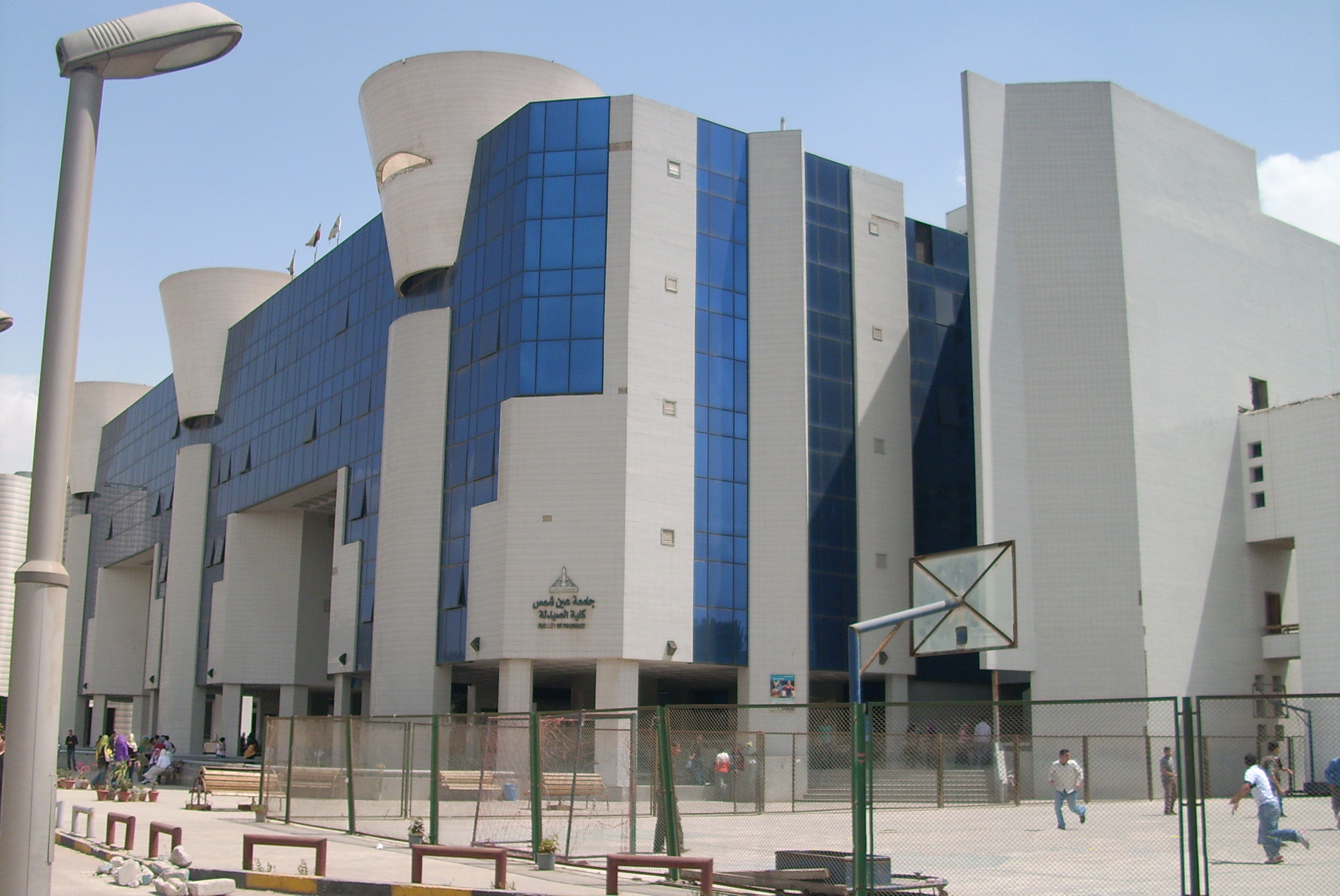
كلية الصيدلة بجامعة عين شمس

كانت القاهرة منذ فترة طويلة محور التعليم والخدمات التعليمية ليس فقط لمصر ولكن أيضاً للعالم الإسلامي قاطباً. وبالقاهرة العدد الأكبر من المدارس والجامعات والمعاهد بين مدن مصر، ومرجع ذلك هو عدد سكانها الضخم. ولا يختلف التعليم في القاهرة عن التعليم في باقي أنحاء مصر، فهو تقريباً بنفس الجودة. يوجد بجانب المدارس الحكومية العديد من المدارس الخاصة التي تدرس مناهج مشابهة للمناهج في المدارس الحكومية ولكنها أقل في أعداد الطلاب وأكثر كفاءة من المدارس الحكومية الرسمية نظراً للدعم المالي المتوفر، وهناك مدارس اللغات التي تدرس نفس المناهج باللغات الإنجليزية أو الفرنسية أو الألمانية وهي تسير على النظام التعليمي المتبع في هذه الدول، وهناك المدارس الدينية وعلى رأسها المدارس الأزهرية التي تتميز بذاتيتها في المناهج والزيادة في بعض المواد الدينية. وتعتبر القاهرة هي مهد تأسيس جامعة القاهرة كأول جامعة على النظم الحديثة، حيث تم إنشاؤها تحت اسم (الجامعة المصرية) في قصر جناكليس (بشارع القصر العيني) عام 1907 قبل أن يتم نقل الجامعة إلى مقرها الحالي بالجيزة، وتضم المدينة حالياً عدة جامعات متنوعة ما بين عريقة وحديثة النشأة منها جامعة حلوان، جامعة عين شمس، جامعة الأزهر، الجامعة الأمريكية، الجامعة الألمانية، الجامعة الفرنسية، الجامعة البريطانية، الجامعة الروسية، أكاديمية الشرطة، فرع الأكاديمية العربية للعلوم.

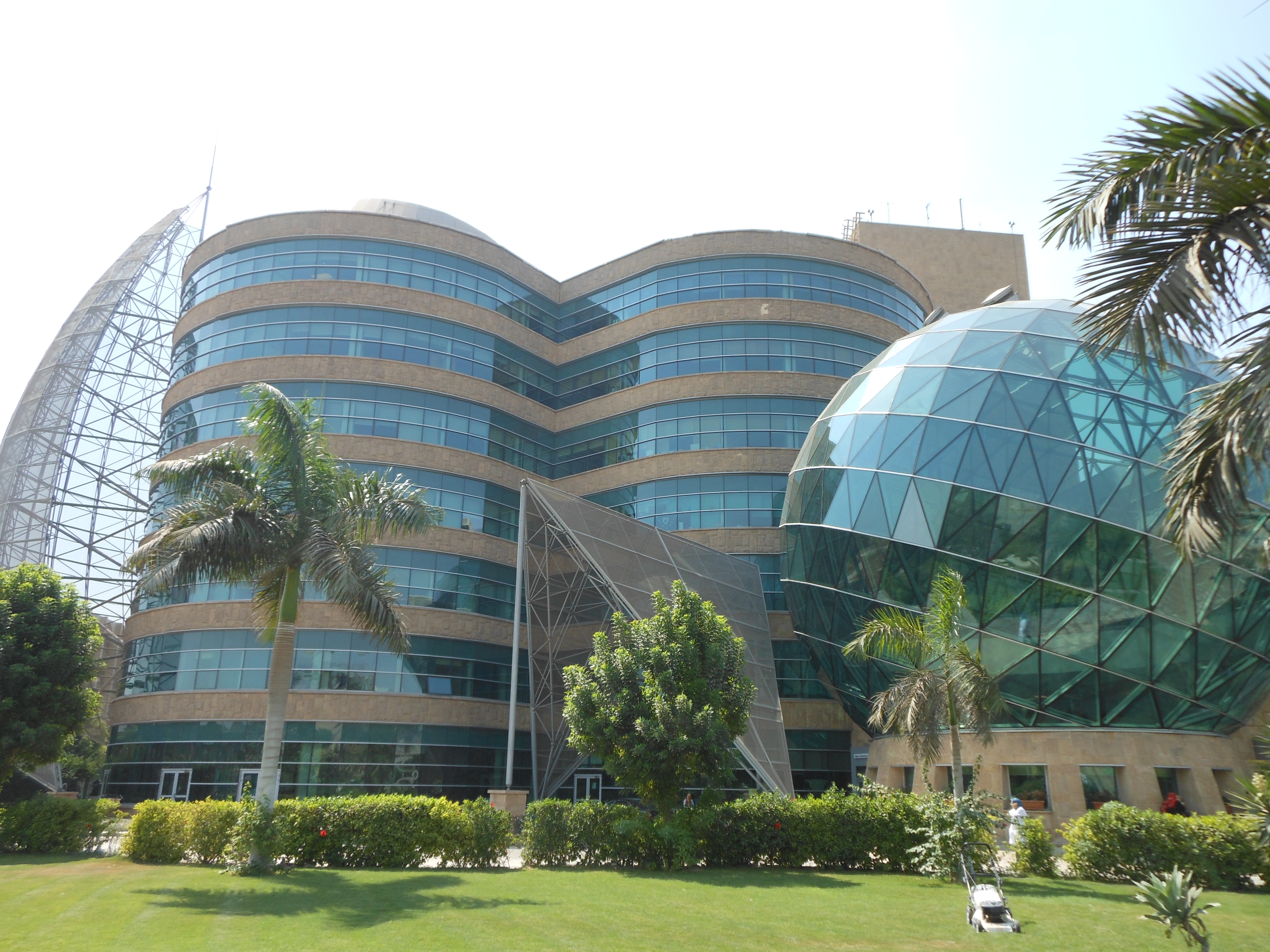
مستشفى سرطان الأطفال

| جامعة                                                | تاريخ التأسيس |
| ---------------------------------------------------- | ------------- |
| جامعة الأزهر                                         | 970–972       |
| جامعة القاهرة                                        | 1908          |
| الجامعة الأميركية بالقاهرة                           | 1919          |
| جامعة عين شمس                                        | 1950          |
| الأكاديمية العربية للعلوم والتكنولوجيا والنقل البحري | 1972          |
| جامعة حلوان                                          | 1975          |
| أكاديمية السادات للعلوم الإدارية                     | 1981          |
| الأكاديمية الحديثة في المعادي                        | 1993          |
| جامعة المستقبل بمصر                                  | 2006          |
| الجامعة الأهلية الفرنسية في مصر                      | 2002          |
| الجامعة الألمانية بالقاهرة                           | 2003          |
| الجامعة العربية المفتوحة                             | 2003          |
| الكلية الكندية الدولية                               | 2004          |
| الجامعة الحديثة للتكنولوجيا والمعلومات               | 2004          |
| الجامعة البريطانية في مصر                            | 2005          |

### الصحة
القاهرة موقع لمئات المستشفيات العامة والخاصة، ومن أشهر مستشفياتها الحديثة: عين شمس التخصصي، السلام الدولي، النزهة الدولي، دار الشفاء، دار الحكمة، كليوباترا، مستشفى العباسية للصحة النفسية، مستشفى الأمراض الصدرية بالعباسية، مستشفى 57357 لعلاج سرطان الأطفال بالمجان، المعهد القومي للكلى والمسالك البولية، ويضم شارع القصر العيني التاريخي عدة صروح صحية هي المعهد القومي للأورام، المعهد القومي لأبحاث الأمراض المتوطنة والكبد، المعهد القومي للتغذية، مستشفى قصر العيني. واختيرت المدينة أيضاً كمقر لأكبر مستشفيات إدارة الخدمات الطبية للقوات المسلحة المصرية ومنها المجمع الطبي للقوات المسلحة بكوبري القبة، المجمع الطبي للقوات المسلحة بالمعادي، مستشفى غمرة العسكري، مستشفى ألماظة العسكري، مستشفى الحلمية العسكري للعظام والتكميل، مستشفى العاملين المدنيين بالقوات المسلحة، مستشفى الجلاء لعائلات ضباط القوات المسلحة.

### الرياضة

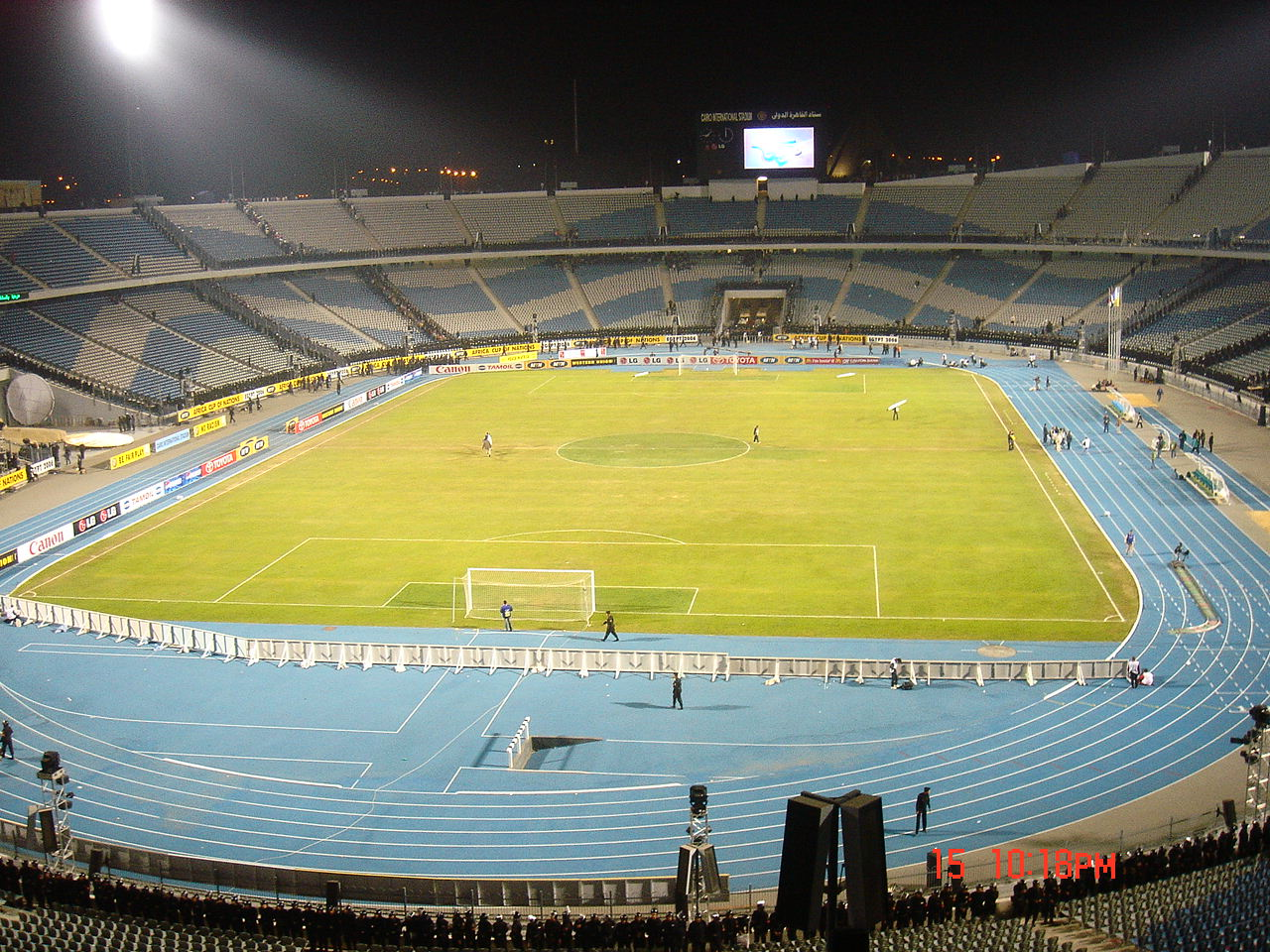
ملعب ستاد القاهرة الدولي

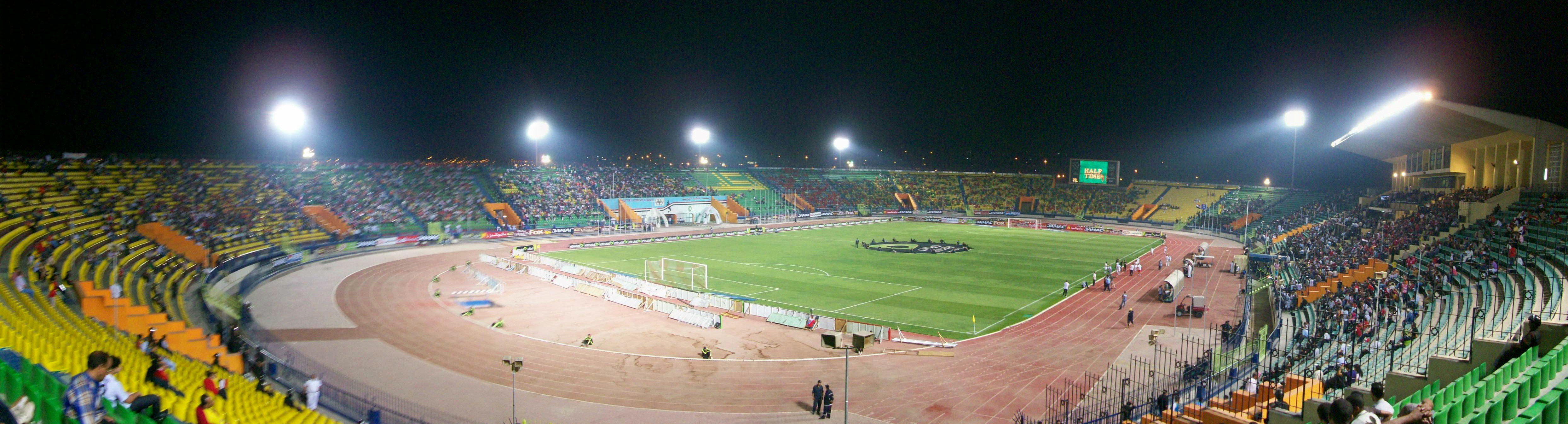
ملعب الكلية الحربية

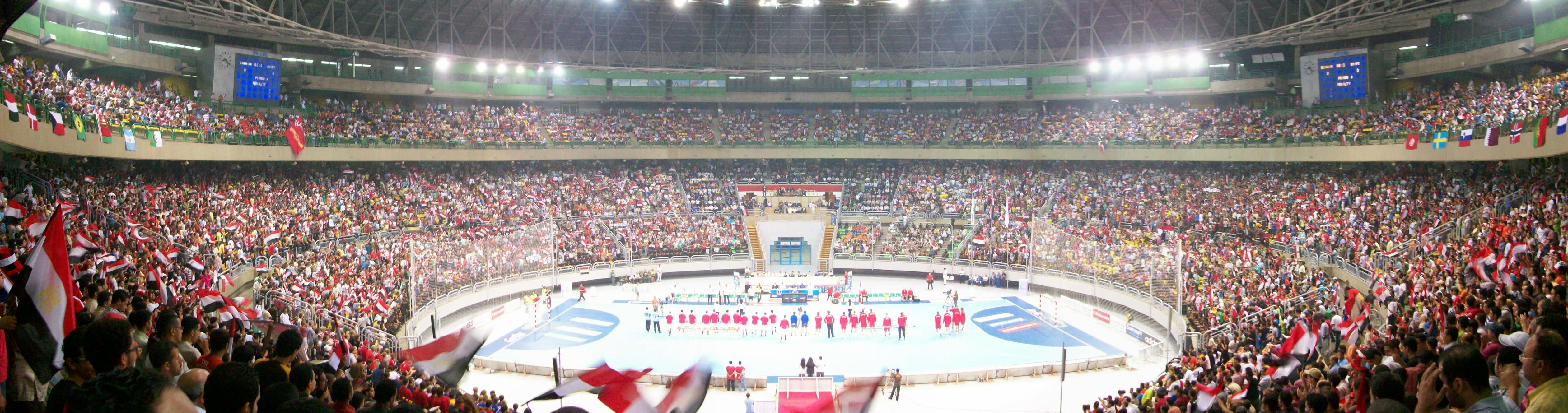
الصالة المغطاة باستاد القاهرة

يوجد بالقاهرة العدد الأكبر من الأندية الرياضية الموجودة في مصر وأكثرها شعبية، بالإضافة لأكبر عدد من الملاعب والصالات الرياضية لمختلف الألعاب. وقامت القاهرة بتنظيم العديد من البطولات والدورات الرياضية الأفريقية والشرق أوسطية والإسلامية والبحر متوسطية والعالمية ومن أبرزها كأس الأمم الأفريقية لكرة القدم 1986، دورة الألعاب الأفريقية 1991، بطولة العالم لكرة اليد للرجال 1999، بطولة العالم للأسكواش للرجال 2006، كأس الأمم الأفريقية لكرة القدم 2006، بطولة العالم لكرة اليد للرجال للأندية 2007، كأس العالم تحت 20 سنة لكرة القدم 2009، بطولة أفريقيا لكرة اليد للرجال 2010، بطولة أفريقيا لكرة اليد للسيدات 2010، بطولة أفريقيا لكرة اليد للرجال 2016، بطولة العالم لكرة السلة للشباب تحت 19 سنة 2017، كما ستستضيف كأس العالم لكرة اليد في عام 2021. من أشهر أندية القاهرة النادي الأهلي، نادي الزمالك، نادي الجزيرة، نادي الزهور، نادي هليوبوليس، نادي الشمس، نادي السكة الحديد، نادي المقاولون العرب، نادي النصر، وادي دجلة. ومن أهم الصروح الرياضية في القاهرة ستاد القاهرة الدولي الذي تأسس في عام 1955 واكتمل بناؤه عام 1960 وافتتحه الرئيس جمال عبد الناصر في احتفالات ثورة يوليو في نفس العام، وسمي باستاد ناصر، إلى أن غير الاسم الرئيس محمد حسني مبارك ويعد من أكبر الصروح الرياضية في الشرق الأوسط وأفريقيا وبه مجمع لألعاب الصالات الصالات، وفي عام 2015 احتل المركز الـ 26 في قائمة أفضل ملاعب العالم بناءً على عدة معايير أبرزها السعة الجماهيرية وتاريخ الإنشاء والهندسة المعمارية، وذلك بجانب ملاعب كرة القدم الشهيرة مثل ملعب الكلية الحربية، ملعب 30 يونيو «ستاد الدفاع الجوي».

### النقل والمواصلات
يصل محاور وأحياء ومناطق القاهرة ويربطها بباقي مدن ومحافظات مصر شبكة طرق ومواصلات ضخمة، يدار أغلبها باستخدام إشارات المرور الإلكترونية وتراقب بكاميرات المراقبة، وتخدم يومياً ملايين المواطنين. تضم تلك الشبكة عدة كباري وجسور بالإضافة إلى خطوط السكك الحديدية وقطارات الأنفاق جنباً إلى جنب الحافلات العامة وسيارات الأجرة. ويربط المدينة بباقي مدن العالم ميناء القاهرة الجوي الذي يعد المطار الأهم والأكبر في مصر.

#### ميناء القاهرة الجوي

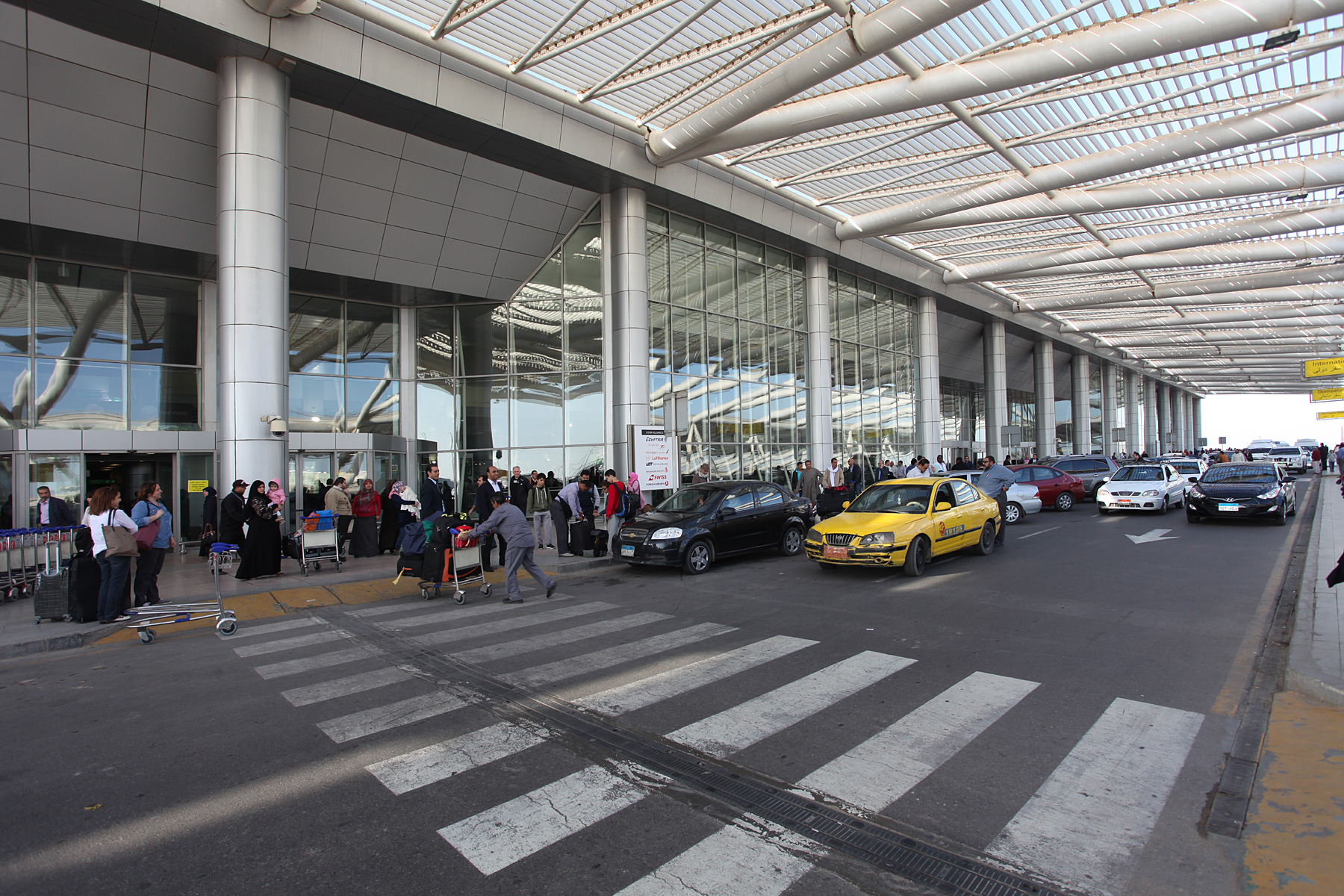
مبنى الركاب 3 بمطار القاهرة

ميناء القاهرة الجوي أو مطار القاهرة الدولي هو مطار دولي يقع على مسافة 22 كم شمال شرق مدينة القاهرة، وتبلغ مساحته حوالي 40 مليون متر مربع. يعود تاريخ إنشاء المطار إلى عام 1942 وافتتح بشكله الحديث في عام 1963، ويعتبر البوابة الجوية الرئيسية لمصر، فيما يعد ثاني أكبر مطار في قارة أفريقيا من حيث الحركة الجوية بعد مطار كيب تاون بجنوب أفريقيا. يمثل المطار حوالي 40% من الحركة الجوية بمصر ويرتبط بـ 91 مطار في مختلف أنحاء العالم من خلال خطوط الطيران المختلفة. تبلغ الطاقة الاستيعابية للمطار حالياً 22 مليون راكب سنوياً، ويستخدمه أكثر من 60 شركة طيران من مختلف دول العالم، وعشرة شركات للشحن الجوي، بالإضافة لرحلات الطيران العارض ويقوم على إدارته وتشغيله شركة ميناء القاهرة الجوي. اختير المطار كأفضل مطارات أفريقيا لعام 2006 من قبل اتحاد شركات الطيران الأفريقية وذلك من خلال استقصاء أجراه الاتحاد عن تطوير المطارات الأفريقية من حيث الأداء والبنية التحتية والتحديث المستمر. ازدادت أهمية المطار خاصة بعد انضمام شركة مصر للطيران إلى تحالف ستار وتحول مطار القاهرة إلى مطار محوري يربط بين أفريقيا والشرق الأوسط وأوروبا، وذلك لتجميع ركاب الترانزيت والانطلاق بهم إلى جميع مطارات العالم. يضم المطار ثلاثة مباني للركاب مبنى رقم (1) سعته 6 ملايين راكب/سنوياً، ومبنى رقم (2) سعته 3.5 مليون راكب/سنوياً، ومبنى رقم (3) سعته 11 مليون راكب/سنوياً، بالإضافة إلى مبنى الرحلات الموسمية وسعته مليوني راكب/سنوياً، كما يضم أربعة مدارج لإقلاع وهبوط الطائرات.

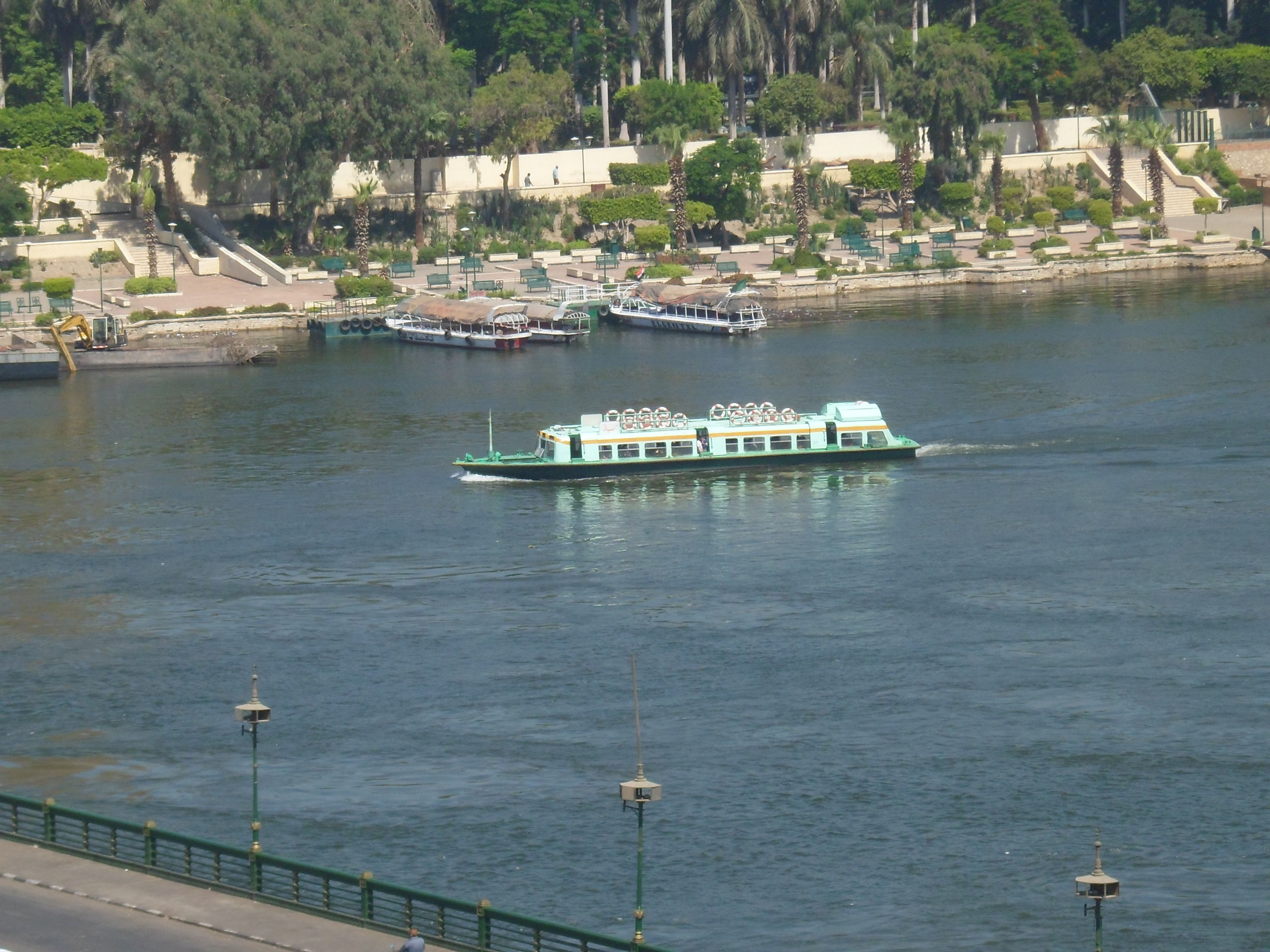
الأوتوبيس النهري

#### النقل النهري
بدأ استخدام الأوتوبيس النهري عام 1961 كوسيلة مواصلات ولأغراض الرحلات النيلية القصيرة، وفي 1 مارس 2016 تم افتتاح مشروع التاكسي النهري من القاهرة إلى المعادي، على أن يبدأ خط سير التاكسي النهري من مرسى نادي اليخت بكورنيش المعادي مروراً بثلاث محطات هي منيل الروضة، جاردن سيتي، وصولاً إلى التحرير كمرحلة أولى، بحيث يتم مد المشروع ليغطي باقي مناطق القاهرة الكبرى. يعمل التاكسي النهري حالياً بشكل تجريبي لأغراض نقل الركاب والسياحة والرحلات وذلك للحين الانتهاء من إجراءات ترخيص المراسي من محافظتي القاهرة والجيزة. وترتبط القاهرة بباقي محافظات مصر بعدة خطوط ملاحية نهرية تتمثل في خط القاهرة/أسوان، خط القاهرة/الإسكندرية، خط القاهرة/دمياط. تتمثل أهمية النقل النهري من منطلق أنه أكثر وسائل الانتقال أماناً لقلة الحوادث مقارنة بوسائل النقل الأخرى نظراً لانسيابية الحركة، ولعدم وجود تقاطعات مرورية كما أنه صديق للبيئة وكذلك يتمتع بمعدل استهلاك وقود منخفض والقدرة على نقل الشحنات ذات الأحجام الكبيرة والتي لا يمثل عنصر الوقت والسرعة أهمية كبيرة في نقلها.

#### السكك الحديدية

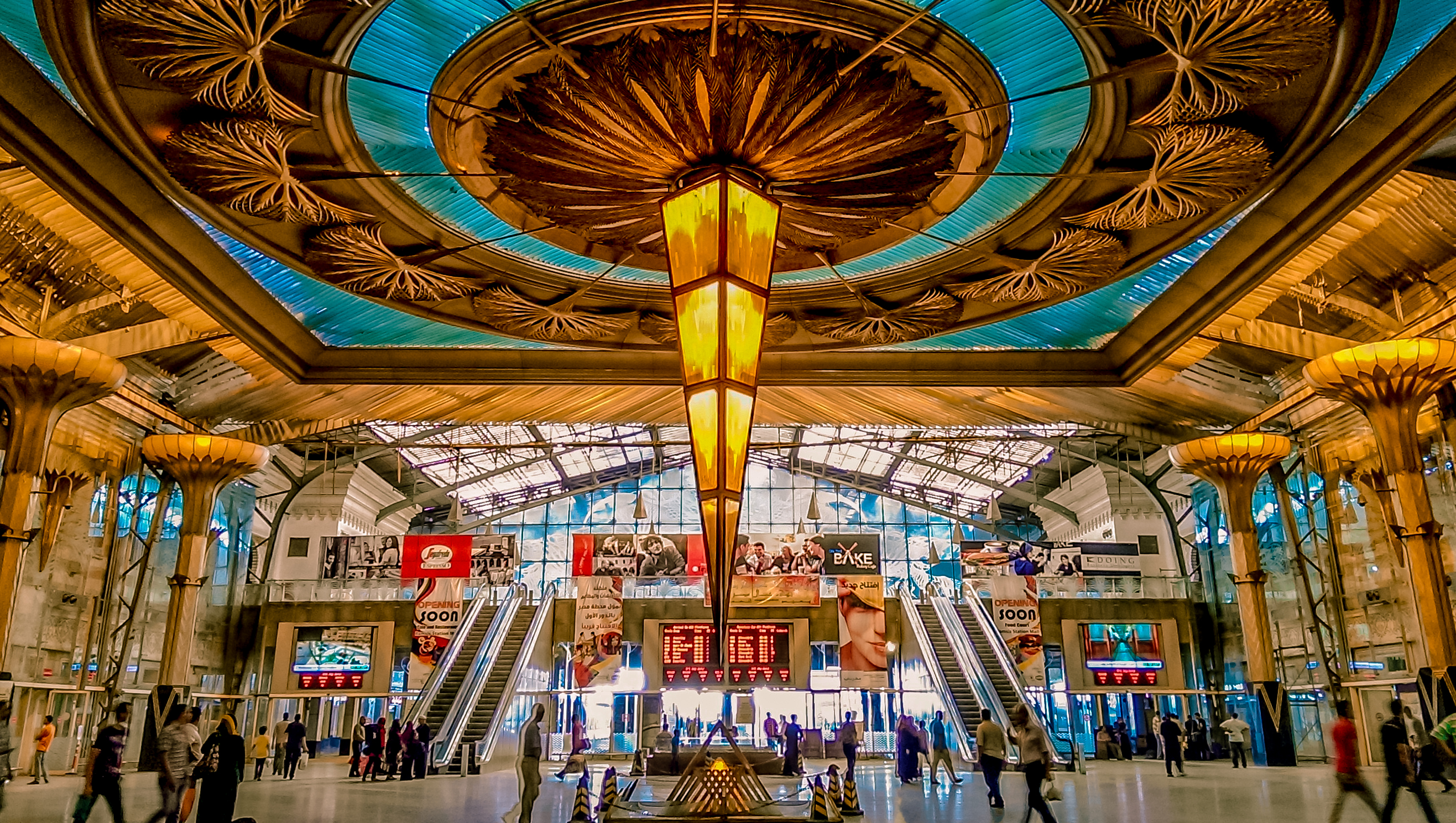
محطة مصر من الداخل ليلاً

تعتبر محطة سكك حديد القاهرة «محطة مصر أو محطة رمسيس أو محطة باب الحديد» من أقدم محطات السكك الحديدية الموجودة في العالم حيث تعد سكك حديد مصر هي أول خطوط سكك حديد يتم إنشاؤها في أفريقيا والشرق الأوسط والثانية على مستوى العالم بعد المملكة المتحدة حيث بدأ إنشاؤها في خمسينيات القرن التاسع عشر، وبدأ تشغيلها في عهد الخديوي إسماعيل، ويقوم على تشغيل المحطة الهيئة القومية لسكك حديد مصر التي تعرف اختصاراً باسم (س.ح.م) وهي شركة تمتلكها الحكومة المصرية بالكامل. خضعت المحطة إلى عملية تطوير شاملة على مرحلتين تضمنت ترميم واجهة المحطة الرئيسية التاريخية، وتجديد صالة كبار الزوار ومكتب شرطة السياحة ومكتب ناظر المحطة، بالإضافة للأرصفة الرئيسية الأربعة والساحة الخارجية للمحطة، وتم فتح عدد من المحلات التجارية ومكاتب لبعض البنوك ومول تجاري يضم أنشطة تجارية وخدمية وترفيهية ومقاهي بهدف زيادة عائدات المحطة السنوية، بالإضافة إلى إعادة تصميم البهو الرئيسي وتطوير صالة التذاكر لتصبح صالة إلكترونية، وزيادة القدرة الكهربائية للمحطة، وتم تزويد المحطة بماكينات لصرف تذاكر القطارات من خلال بطاقات الدفع مقدماً، مع إمكانية الحجز عن طريق الكمبيوتر وبطاقات الصرف الآلي، مما أدي إلى تقليل الزحام على شباك التذاكر. وتم إضافة نصب تذكاري في البهو الرئيسي للمحطة على هيئة هرم نصفه الأعلى مفرغ لرؤية هرم داخلي وآخر بلوري يضم قائمة بأسماء شهداء ثورة 25 يناير، وزودت المحطة ببوابات أمنية إلكترونية وشبكة مراقبة بالكاميرات. وصلت تكلفة تطوير المحطة إلى 160 مليون جنيه، وقام بإعداد المخطط العام والتصميمات والرسومات الهندسية للمشروع المركز الهندسي للخدمة العامة بكلية الهندسة بجامعة الإسكندرية.

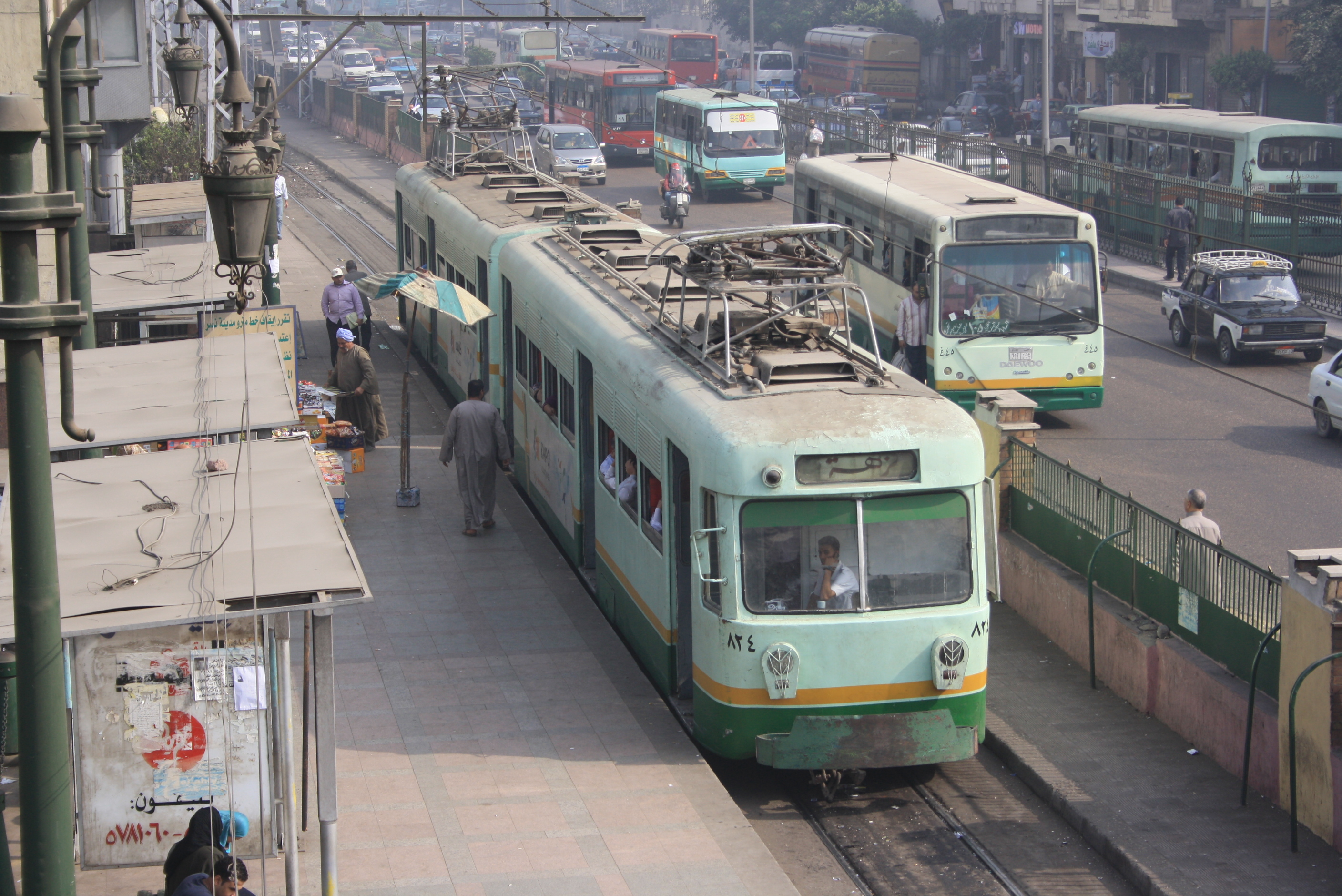
ترام القاهرة

#### الترام
يعود تاريخ ترام القاهرة أو ترام مصر الجديدة إلى ثمانينات القرن الماضي، حينما قرر البارون إمبان المهندس البلجيكي إنشاء مصر الجديدة، وكانت فكرته حينها بتدشين ترام يجوب الشوارع الفارغة ليجذب إليها المواطنين، وتولت شركة مصر الجديدة للإنشاء والتعمير مسئولية تعمير المدينة الجديدة وتوفير البنية التحتية من كهرباء ومياه وكذلك إدارة الترام. كان الترام يمر بـ 16 محطة وشهد انكماشاً في عدد المحطات حتى وصلت حالياً إلى 8 محطات فقط متمثلة في 3 خطوط. يعد الترام وسيلة مواصلات سهلة واقتصادية، ما يجعله الخيار الأنسب لمحدودي الدخل. وبين الحين والآخر تنتشر أخبار عن إلغاؤه بهدف توسيع الطرق التي يمر بها لتقليل معدل التكدسات المرورية، فيما تنفي المصادر الحكومية تلك الأخبار وتصرح بنيتها لتطويره وتحديث العربات لتقديم خدمة أفضل للمواطنين.

#### قطارات الأنفاق

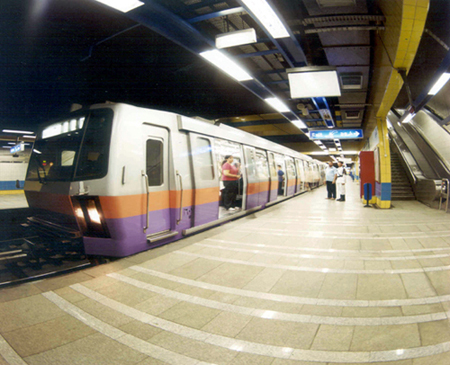
الخط الثاني

تحتل القاهرة المركز السابع عالمياً بين أكثر مدن العالم ازدحاماً مما دعا الحكومة المصرية لاتخاذ إجراءات موازية لتحسين شبكة المواصلات لكي تتماشى مع الزيادة السكانية بالمدينة وتستطيع أن تغطي متطلباتها، فبدأ التفكير في مشروع مترو الأنفاق كأحد حلول الأزمة المرورية بالعاصمة المصرية. بدء تنفيذ المرحلة الأولى من الخط الأول عام 1982، وانتهت في 1 أكتوبر 1987 والمرحلة الثانية في 12 أبريل 1989 ليربط المنطقة الصناعية وجامعة حلوان بالمنطقة التجارية بوسط القاهرة ومنطقة شمال شرق القاهرة، حيث وصل حتى المرج بطول 42.7 كم، ويرتبط الخط تبادلياً بخطوط السكك الحديدية الرئيسية للوجه القبلي والبحري عند محطة الشهداء (مبارك سابقاً) وبخط السويس / إسماعيلية عند محطة عين شمس وبخط المرج / شبين القناطر / قليوب عند محطة المرج، ويبلغ عدد محطات الخط 34 محطة منهم 5 محطات نفقية، وبقية المحطات سطحية. وبسبب الزيادة للسكانية ومشاكل النقل العام بدأت الحكومة المصرية التفكير في دعم مترو الأنفاق بإنشاء خط ثاني يربط القاهرة بمحافظتي الجيزة والقليوبية ويربط محطة سكك حديد شبرا الخيمة مع محطة سكك حديد الجيزة. فأنشئ الخط الثاني من محطة شبرا الخيمة إلى الجيزة مروراً بمحطة الشهداء «رمسيس» ومحطة السادات «التحرير» التبادلية أيضاً. وتلبية لمطالب النقل الكثيفة تم تنفيذ المرحلة الأولى والثانية والثالثة من الخط الثالث لمترو الأنفاق ليربط شرق القاهرة بغربها، مع تبادل الخدمة مع القطار الكهربائي الخفيف LRT في محطة عدلي منصور المركزية، ومع الخط الأول في محطة جمال عبد الناصر ومع الخط الثاني في محطة العتبة، وذلك بهدف خفض المرور السطحي لوسائل النقل الأخرى بما يعادل مليوني رحلة/يومياً، ووفر زمن الرحلات خلال العام بقدر 564 مليون ساعة لجميع وسائل النقل.

#### سيارات الأجرة
اشتهرت سيارات الأجرة بالقاهرة باللونين الأبيض والأسود. ثم أنشئ جهاز تاكسي العاصمة لإدخال سيارات حديثة إلى شوارع القاهرة تعمل إلى جانب التاكسي القديم وتستخدم تعريفة ركوب محددة، وتميزت تلك السيارات باللون الأصفر. وذلك حتى بدأت محافظة القاهرة مشروع إحلال وتبديل سيارات التاكسي القديم بأخري حديثة تتميز باللون «الأبيض» عن طريق جهاز تاكسي العاصمة، وبالتعاون بين محافظة القاهرة ووزارتي البيئة والمالية وعدد من الجهات التنفيذية. ويعتبر تاكسي لندن «الأسود» الذي ظهر في القاهرة عام 2010 من أفضل سيارات الأجرة بالمدينة، رغم ارتفاع أسعاره نسبياً، إلا أنه موجه في الأساس لخدمة السائحين ورجال الأعمال. وبسبب تطور الخدمات التقنية وانحدار خدمة التاكسي «الأبيض»، ظهرت في أواخر عام 2015 شركات تستخدم السيارات الخاصة في الأغراض التجارية لنقل الأفراد بأجر، وذلك باستخدام تطبيقات الأجهزة الذكية.

#### حافلات النقل العام
يقوم على تشغيل حافلات نقل الأفراد بالقاهرة هيئة النقل العام التابعة لمحافظة القاهرة والتي قامت منذ عام 2010 بالبدء في تحديث أسطولها من الحافلات وقامت بطرح أوتوبيسات جديدة اختير لها اللون الأحمر، وسحب الأوتوبيسات القديمة ذات اللون الأخضر والأخرى ذات اللون الأبيض. كما قامت بإدخال أوتوبيسات أخرى جديدة للخدمة في عام 2016، اختير لها اللون الأزرق. وفي عام 2015 تسلمت القاهرة 600 حافلة نقل عام مقدمة كمنحة من دولة الإمارات لتطوير أسطول هيئة النقل العام بالقاهرة بقيمة إجمالية 550 مليون جنيه، والتي روعي في تصنيعها التمتع بمواصفات الخدمة الشاقة وأن يتم تصنيعها بنسبة 50% في مصر والنصف الآخر في مصنع للحافلات بأبوظبي بالإمارات.

#### الطرق البرية

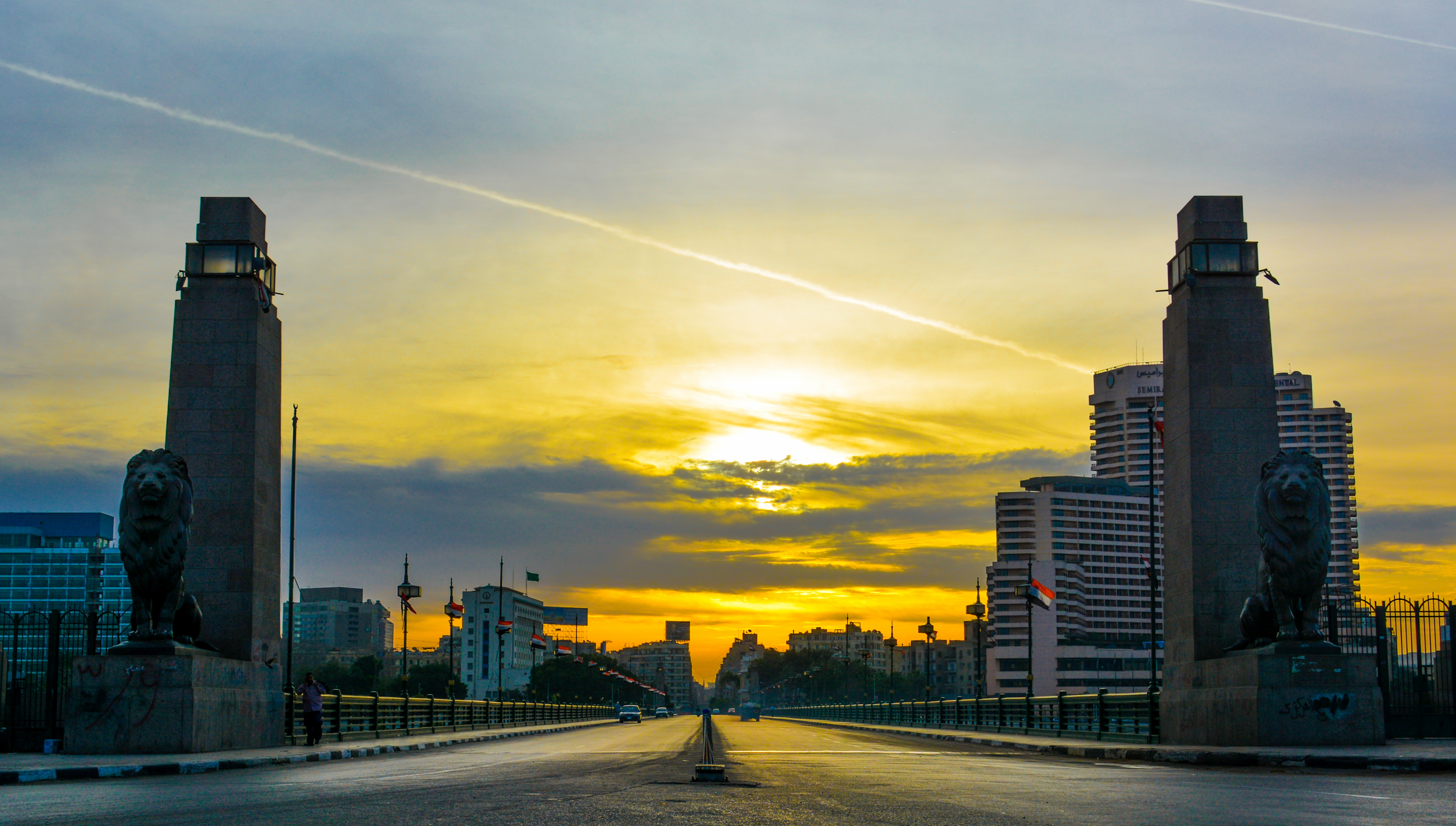
كوبري قصر النيل

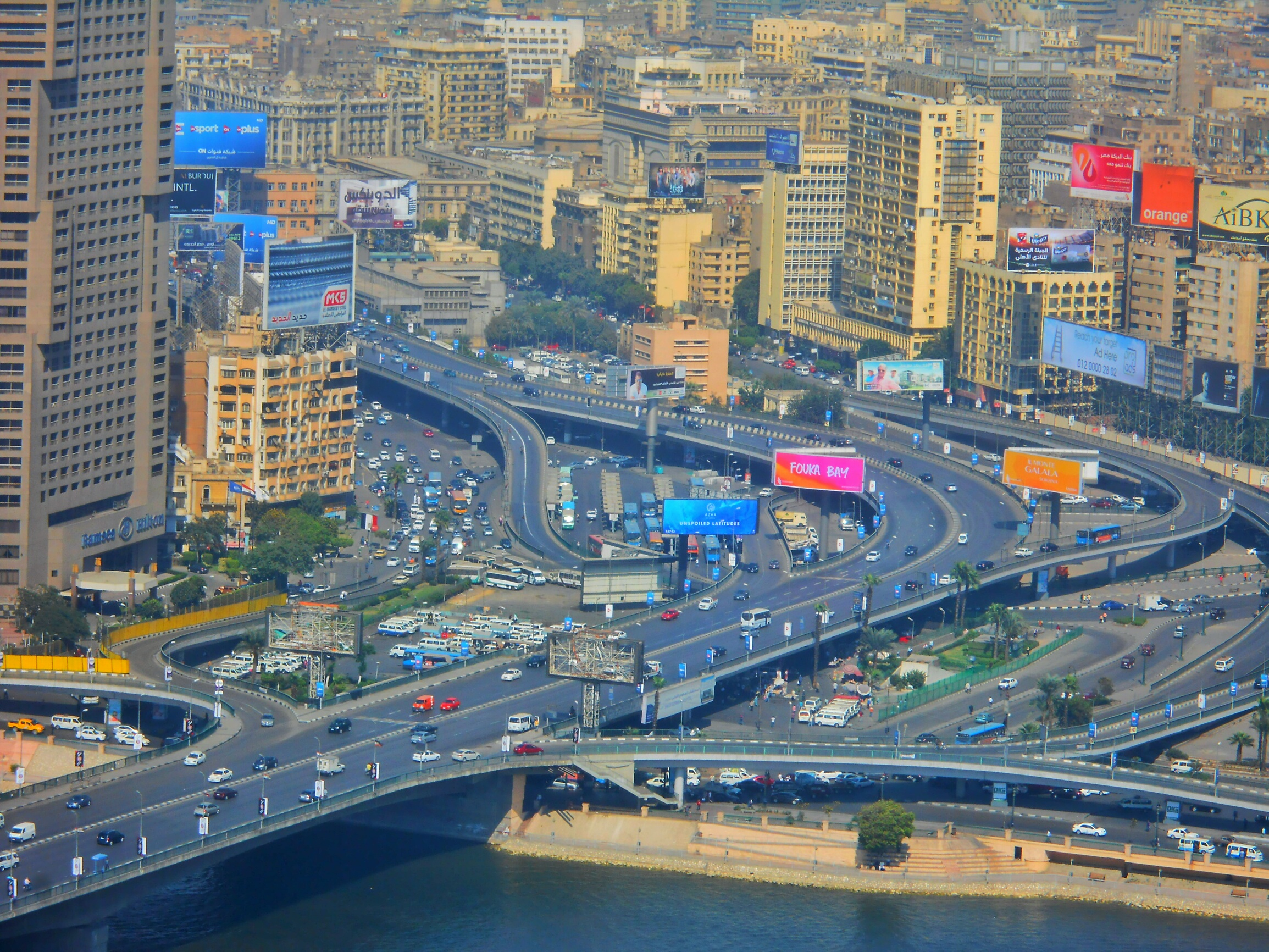
كوبري 6 أكتوبر

يربط مناطق القاهرة عدة محاور مرورية أشهرها الطريق الدائري وهو طريق محيطي أنشئ بهدف ربط محافظات القاهرة الكبرى، وتخفيف زحام السيارات داخل القاهرة وضواحيها حيث تصل الحركة المرورية عليه إلى أكثر من 100 ألف سيارة/يوم. بدأت وزارة الإسكان في إنشاء الطريق عام 1986 وتم الانتهاء منه بالكامل عام 2005 بطول إجمالي 100 كم. وكوبري أكتوبر الذي يتراوح عرضه بين 14 إلى 34 متر ويشمل 23 مطلع ومنزل بعرض 7 إلى 8 متر، يبدأ الكوبري من الدقي ويعبر نهر النيل ويمر بمنطقة غمرة حتى يصل إلى طريق النصر. وشارع صلاح سالم الذي يعد من أكبر وأطول شوارع القاهرة، حيث تصب فيه روافد من جميع أنحاء المدينة مما يجعله محوراً رئيسياً. وطريق النصر وشارع جسر السويس. ومن أشهر ميادين القاهرة الخديوية ميدان التحرير، ميدان رمسيس، ميدان العتبة، ميدان التوفيقية، ميدان طلعت حرب، ميدان عابدين، ميدان الفلكي، ميدان لاظوغلي، ميدان باب اللوق، ميدان مصطفي كامل، ميدان محمد فريد، ميدان الأوبرا. ومن ميادين القاهرة القديمة ميدان السيدة زينب، ميدان السيدة عائشة، ميدان السيدة نفيسة. ومن ميادين منطقة مصر الجديدة والقبة ميدان العباسية، ميدان حدائق القبة، ميدان روكسي، ميدان تريومف، ميدان المحكمة، ميدان الجامع، ميدان الكوربة، ميدان هليوبوليس. ومن ميادين مدينة نصر ميدان الساعة، ميدان رابعة العدوية.

#### المسافة بين القاهرة والمدن المصرية
فيما يلي جدول المسافة بالكيلومتر بين مدينة القاهرة وبعض المدن المصرية:
| المدن   | الإسكندرية | مرسى مطروح | السلوم | كفر الشيخ | دمياط | بورسعيد | العريش | طنطا | المنصورة | الإسماعيلية | الزقازيق | السويس | شبين الكوم | الفيوم | بني سويف | المنيا | أسيوط | سوهاج | الخارجة | قنا | الأقصر | أسوان | الغردقة | الطور |
| ------- | ---------- | ---------- | ------ | --------- | ----- | ------- | ------ | ---- | -------- | ----------- | -------- | ------ | ---------- | ------ | -------- | ------ | ----- | ----- | ------- | --- | ------ | ----- | ------- | ----- |
| القاهرة | 225        | 499        | 724    | 143       | 191   | 220     | 381    | 93   | 126      | 140         | 83       | 140    | 82         | 103    | 119      | 241    | 380   | 495   | 593     | 650 | 721    | 1202  | 529     | 450   |

## مشاكل المدينة

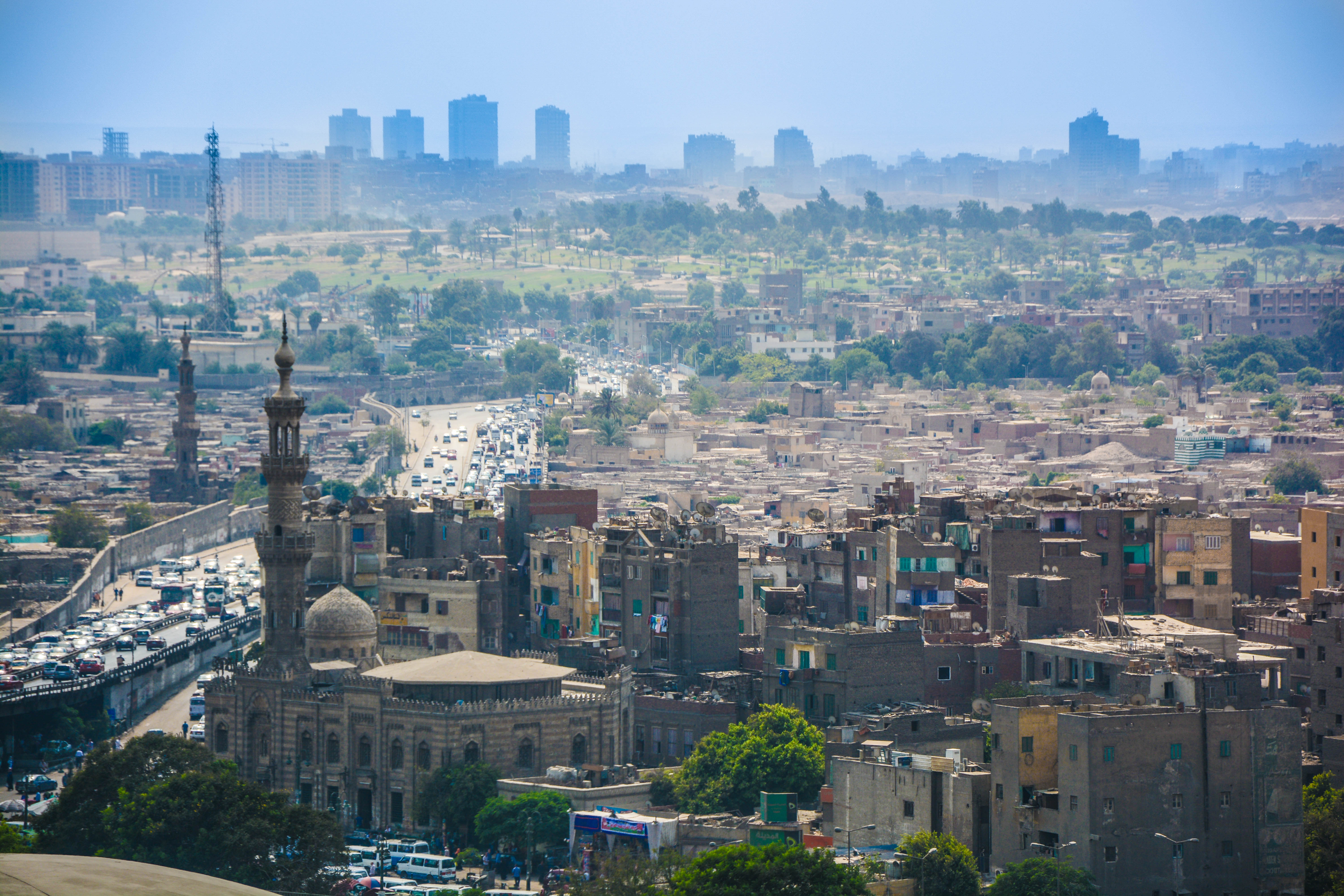
العشوائيات بين مساجد القاهرة القديمة

### العشوائيات
تعد مشكلة العشوائيات من مشكلات المدينة المعاصرة التي نمت أوضاعها مع الزيادة السكانية التي شهدتها المدينة منذ الستينات، وما صاحب ذلك من تغيرات اجتماعية واقتصادية أدت إلى استمرار تزايد معدلات الهجرة من الريف إلى القاهرة مما أسفر عن معدلات طلب متزايدة بسوق العقارات يقابلها نقص في عدد الوحدات السكنية المطروحة، فظهرت على السطح مشكلة المناطق العشوائية التي تنوعت ما بين مساكن الإيواء المؤقت، ومساكن وضع اليد المشيدة على أراضي مغتصبة، والمساكن المشيدة بتقاسيم غير معتمدة أو بدون تراخيص قانونية. ونتيجة لتفشي تلك الظاهرة بالقاهرة وعدة مدن مصرية أخرى، بدأت الحكومة المصرية في التعامل معها عن طريق عدة محاور منها التطوير من خلال موازنة الدولة، التطوير من خلال التعاون مع جهات دولية، التطوير من خلال التعاون مع الجمعيات الأهلية ورجال الأعمال والمجتمع المدني، التطوير من خلال التعاون مع الوزارات ذات الصلة بأماكن التطوير.

### التلوث
تتعدى نسبة تلوث هواء القاهرة بالأتربة المؤشرات الدولية بـ 7 مرات، وصنفها المؤتمر السنوي الـ 11 للجمعية المصرية للشعب الهوائية والصدر والحساسية القاهرة كثالث أكثر مدن العالم في معدل تلوث الهواء بعد مدينتي «نيومكسيكو» المكسيكية، والعاصمة الصينية «بكين». ويعود ارتفاع نسبة التلوث بالقاهرة إلى عدة أسباب منها الدخان الناتج عن حرق قش الأرز في بعض محافظات الدلتا وشمال الصعيد القريبة من القاهرة، مما يشكل ما يعرف منذ سنوات بظاهرة «السحابة السوداء»، كما تضخ المصانع بالقاهرة والمحافظات القريبة منها (الجيزة والقليوبية) والتي تصل إلى حوالي 12600 منشأة صناعية كميات كبيرة من الملوثات والأدخنة، فيما تضخ حرائق القمامة في الأماكن المكشوفة داخل القاهرة وفي المحافظات القريبة منها بالإضافة إلى عوادم وسائل النقل والمواصلات أطنان من الأدخنة الملوثة. وتقدر الخسائر المادية المترتبة على تلوث الهواء والجو في القاهرة بحوالي 10 مليارات جنيه سنوياً.

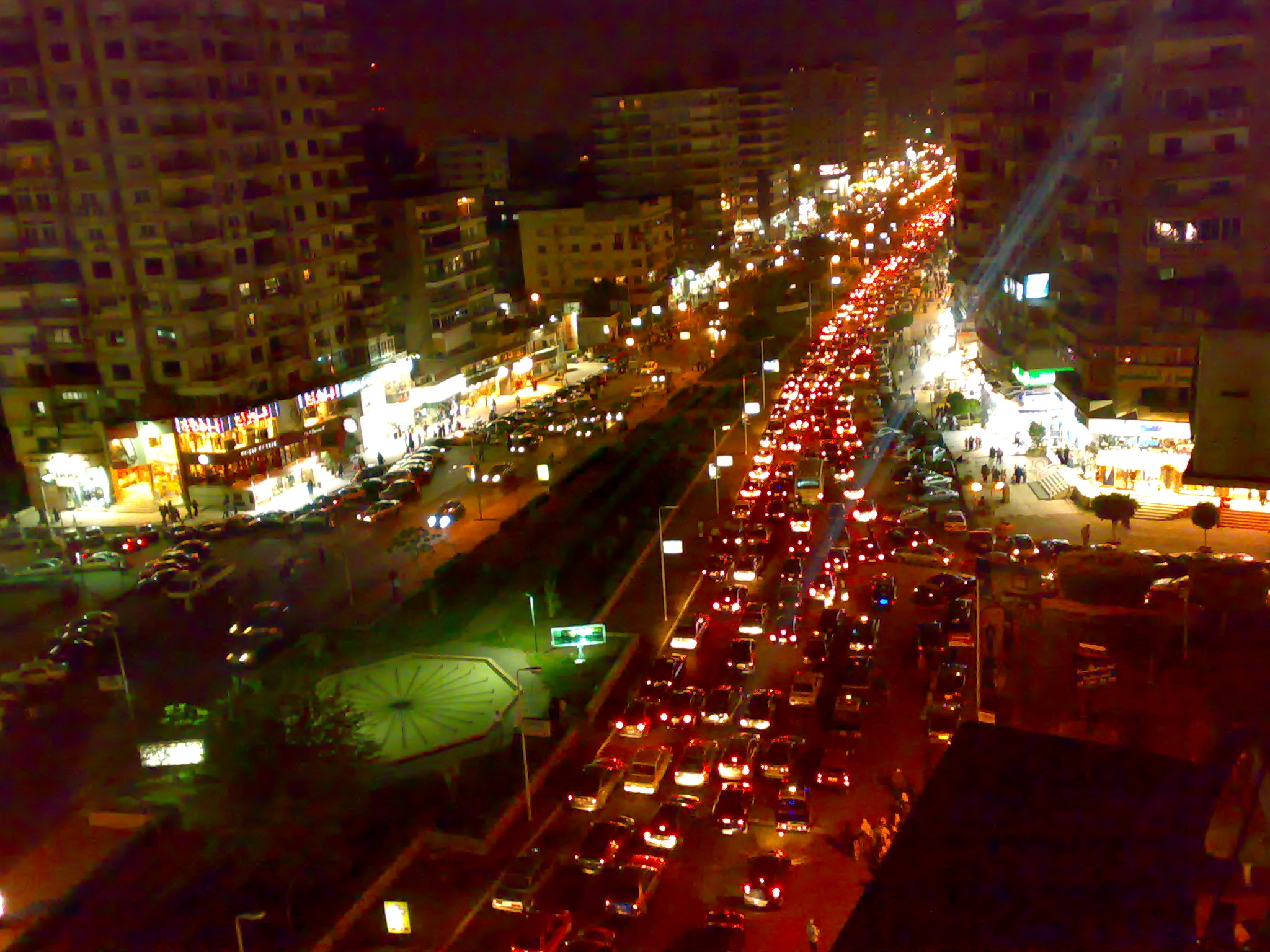
زحام السيارات بالقاهرة

### الزحام
أصبحت مشكلة التكدس المروري والزحام بالقاهرة أحد أزمات المدينة اليومية، وخصوصاً خلال ساعات الذروة. وكشفت دراسة حديثة عن أزمة المرور بالقاهرة صادرة عن البنك الدولي بالاشتراك مع المعهد القومي للنقل التابع لوزارة النقل أن الزحام المروري في القاهرة يتسبب في خسائر سنوية للدولة تقدر بحوالي 50 مليار جنيه، بما يعادل %4 من إجمالي الناتج المحلي السنوي للدولة، تشمل تكاليف الوقود والآثار الصحية الناتجة من سوء نوعية الهواء والحوادث، بجانب التأخير في الانتقال والوصول. وأضافت الدراسة أن متوسط السرعة على الطرق الرئيسية في القاهرة تتراوح بين 15 و40 كم في الساعة. وتعود تلك المشكلة إلى عدة عوامل أهمها الزيادة السكانية غير المخطط لها، وبالتالي لم تتمكن الشوارع العامة من استيعاب تلك الأعداد وتحقيق سيولة مرورية مقبولة، إهمال صيانة الطرق الرئيسية وتوسيعها ودعمها بأنظمة مرورية حديثة وتخطيط أماكن للانتظار، عدم وجود حارات خاصة لحافلات النقل العام ومقطورات النقل الثقيل، عدم تطبيق قواعد المرور بحزم، ضعف سلوكيات القيادة، انتشار الباعة الجائلين بالميادين والشوارع، ظاهرة المواقف العشوائية، قلة ساحات انتظار السيارات سواء السطحية أو متعددة الطوابق.

## أعلام المدينة
- محمد رفعت، رائد قراء القرآن الكريم في مصر، من مواليد 9 مايو 1882 بحي المغربلين.[150]
- طلعت حرب، رائد الاقتصاد الأول في مصر، من مواليد 25 نوفمبر 1867 بحي الجمالية.[151]
- عبد الفتاح السيسي، الرئيس السادس لجمهورية مصر العربية، من مواليد 19 نوفمبر 1954 بحي الجمالية.[152]
- نجيب محفوظ أديب وروائي حائز على جائزة نوبل في الأدب، من مواليد 11 ديسمبر 1911 بحي الجمالية.[153]
- كامل الشناوي، صحفي وشاعر، من مواليد 7 ديسمبر 1910 بحي الجمالية.[154]
- محمود المليجي، فنان وممثل، من مواليد 22 ديسمبر 1910 بحي الجمالية.[154]
- عبد الفتاح القصري، فنان وممثل، من مواليد 15 أبريل 1905 بحي الجمالية.[155]
- فؤاد المهندس، فنان وممثل، من مواليد 6 سبتمبر 1924 بحي العباسية.[156]
- محمد صبحي، فنان وممثل ومخرج ومؤلف، من مواليد 3 مارس 1948 بحي السيدة زينب.[157]
- أحمد راتب، فنان وممثل، من مواليد 23 يناير 1949 بحي السيدة زينب.[158]
- عزت العلايلي، فنان وممثل، من مواليد 15 سبتمبر 1937 بحي باب الشعرية.[159]
- عبد المنعم مدبولي، فنان وممثل ومخرج ومؤلف، من مواليد 28 ديسمبر 1921 بحي باب الشعرية.[160]
- محمد عبد الوهاب، فنان وموسيقار ومطرب وملحن وممثل، من مواليد 13 مارس 1902 بحي باب الشعرية.[161]
- نجيب الريحاني، فنان وممثل، من مواليد 21 يناير 1889 بحي باب الشعرية.[162]
- محمد القصبجي، فنان وموسيقار وملحن، من مواليد 15 أبريل 1892 بحي عابدين.[163]
- محمد العزبي، فنان ومطرب وممثل، من مواليد 20 فبراير 1938 بحي الحسين.[164]
- بديع خيري، شاعر ومؤلف وكاتب مسرحي، من مواليد 17 أغسطس 1893 بحي المغربلين.[165]
- أبو السعود الإبياري، سينارست وكاتب مسرحي، من مواليد 9 نوفمبر 1910 بحي باب الشعرية.[166]
- بهاء سلطان، فنان ومطرب، من مواليد 1 أكتوبر 1972 بحي حدائق القبة.[167]
- نجاة الصغيرة، فنانة ومطربة وممثلة، من مواليد 11 أغسطس 1938 بحي عابدين.[168]
- شادية، فنانة ومطربة وممثلة، من مواليد 8 فبراير 1934 بحي عابدين.[169]
- يسرا، فنانة وممثلة، من مواليد 10 مارس 1955 بالقاهرة.[170]
- نادية مصطفى، فنانة ومطربة، من مواليد 27 أكتوبر 1963 بحي المعادي.[171]
- لميس جابر، طبيبة وأديبة وكاتبة وسياسية، من مواليد حي شبرا.[172]
- عائشة راتب، باحثة حقوقية وناشطة وسياسية وسفيرة ووزيرة سابقة، من مواليد 22 فبراير 1928 بحي الدرب الأحمر.[173]
- نزيه نصيف الأيوبي كاتب حاصل على دكتوراه في العلوم السياسية من جامعة أكسفورد في بريطانيا. عمل مدرّسًا في جامعة كاليفورنيا في لوس أنجلوس، وفي جامعة إكستر في بريطانيا.[174]

## اتفاقيات التوأمة والصداقة
| - فرانكفورت، ألمانيا. (اتفاقية صداقة) في 25 أكتوبر 1979. - شتوتغارت، ألمانيا. (اتفاقية صداقة) في 13 نوفمبر 1979. - نيويورك، الولايات المتحدة الأمريكية. (اتفاقية صداقة) في 28 يناير 1982. - باريس، فرنسا. (اتفاقية صداقة) في 21 أكتوبر 1985. - عمان (مدينة)، الأردن. (اتفاقية تآخي) في 31 مارس 1988. - إسطنبول، تركيا. (اتفاقية تآخي) في 4 يونيو 1988. - أوتاوا، كندا. (اتفاقية صداقة) في 17 مايو 1989. - بكين، الصين. (اتفاقية توأمة) في 28 أكتوبر 1990. | - سول، كوريا الجنوبية. (اتفاقية تآخي) في 27 أبريل 1997. - مينسك، بيلاروسيا. (اتفاقية صداقة) في 16 يونيو 1998. - استانا، كازاخستان. (اتفاقية صداقة) في 13 مارس 1999. - لوس أنجلوس، الولايات المتحدة الأمريكية. (اتفاقية تآخي) في سبتمبر 2007. - باليرمو، إيطاليا. (اتفاقية تآخي) في 10 يناير 2008. - طشقند، أوزبكستان. (اتفاقية تآخي) في 5 مايو 2009. - أسمرة، إريتريا. (اتفاقية تآخي) في 9 سبتمبر 2009. - تبليسي، جورجيا. (اتفاقية توأمة) في 25 أبريل 2012. - أسونسيون، باراغواي. (اتفاقية صداقة) في 15 مايو 2012. |

## معرض صور

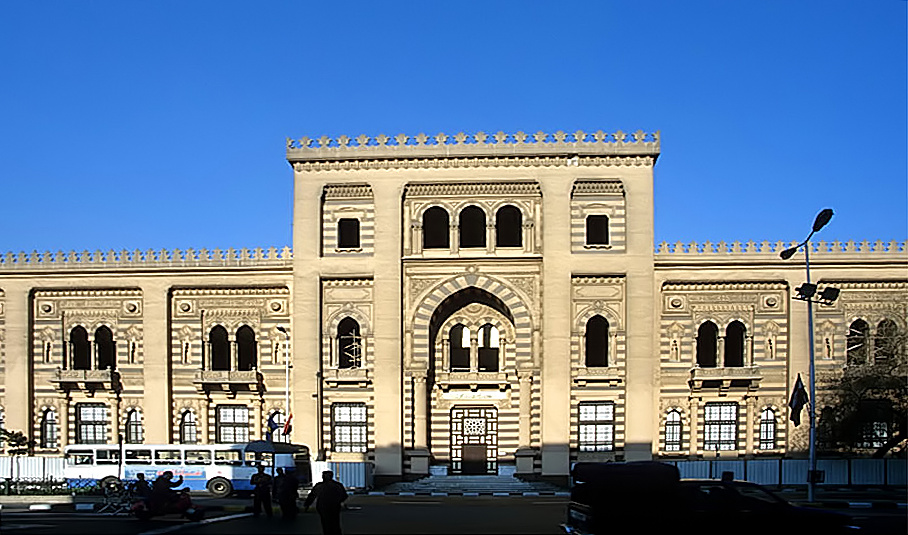
متحف الفن الإسلامي
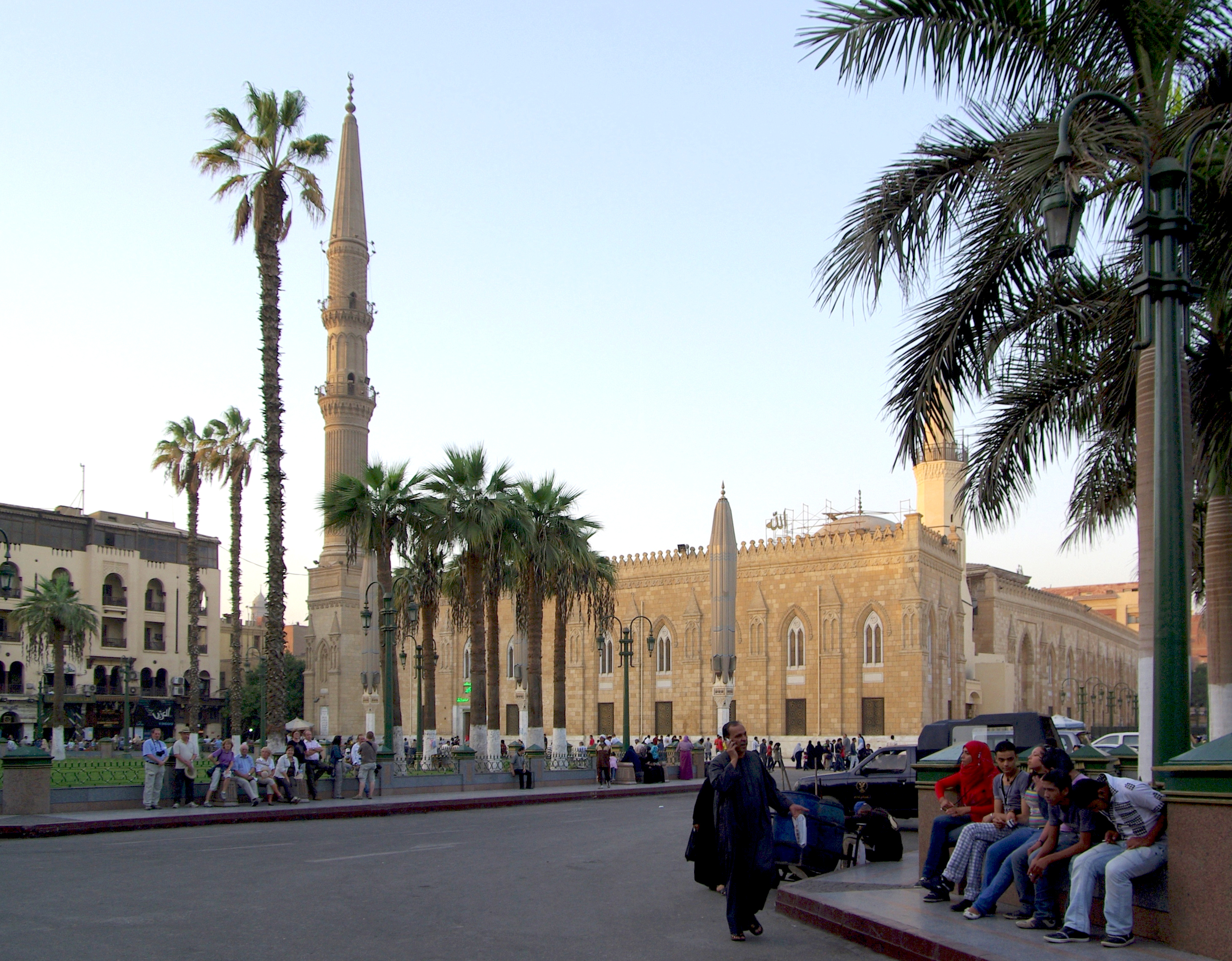
جامع الحسين
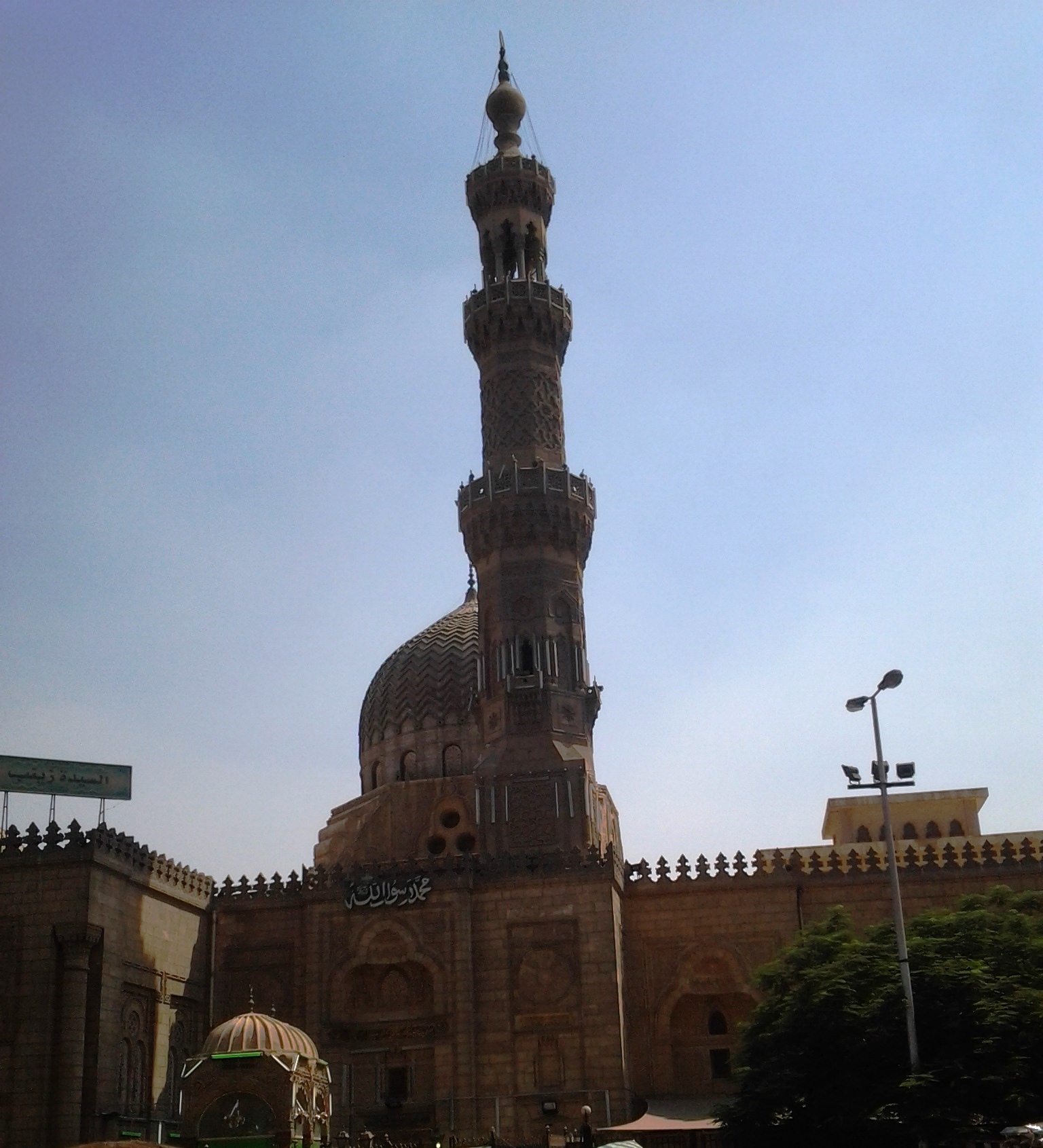
جامع السيدة زينب
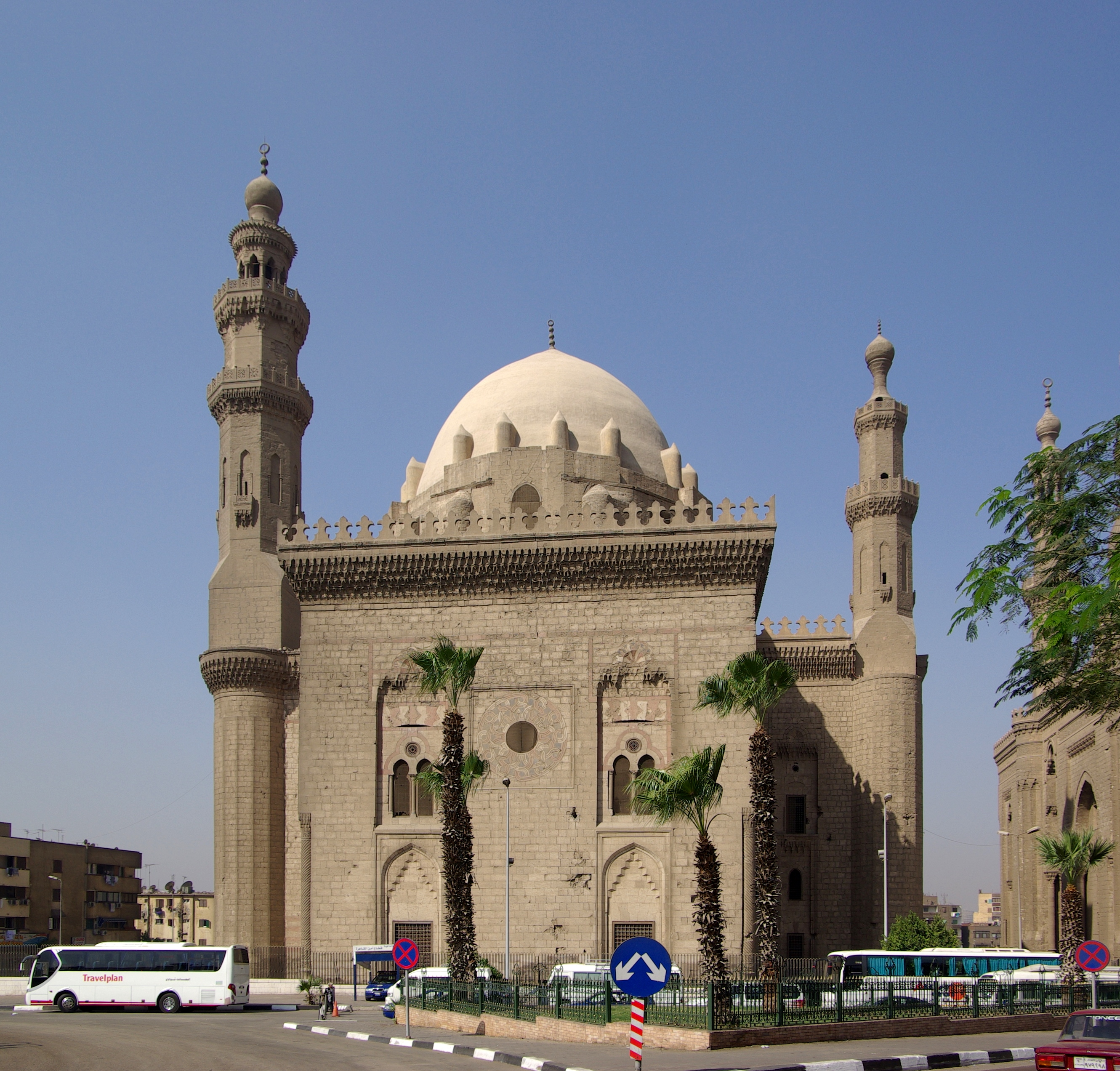
جامع السلطان حسن
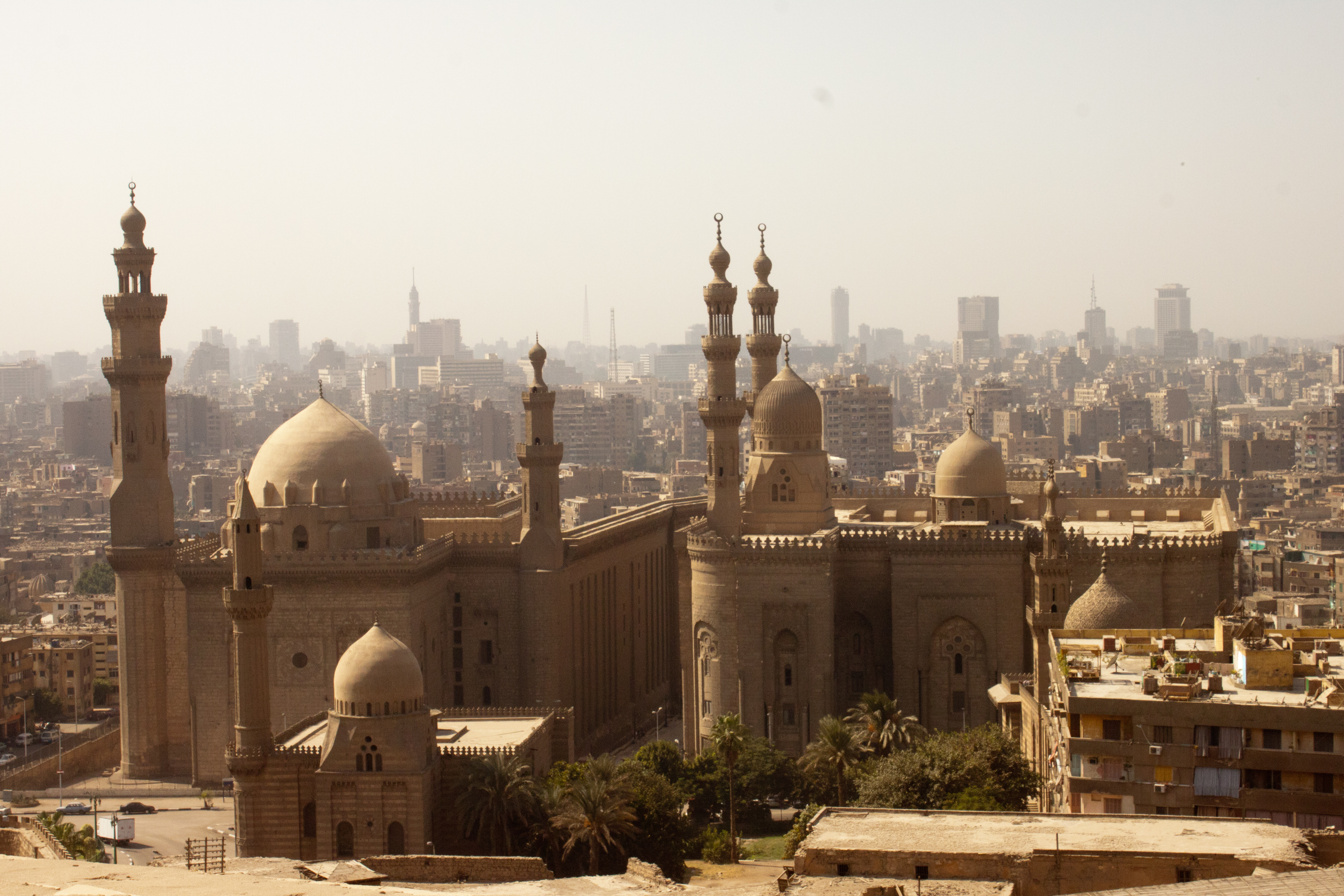
جامع الرفاعي
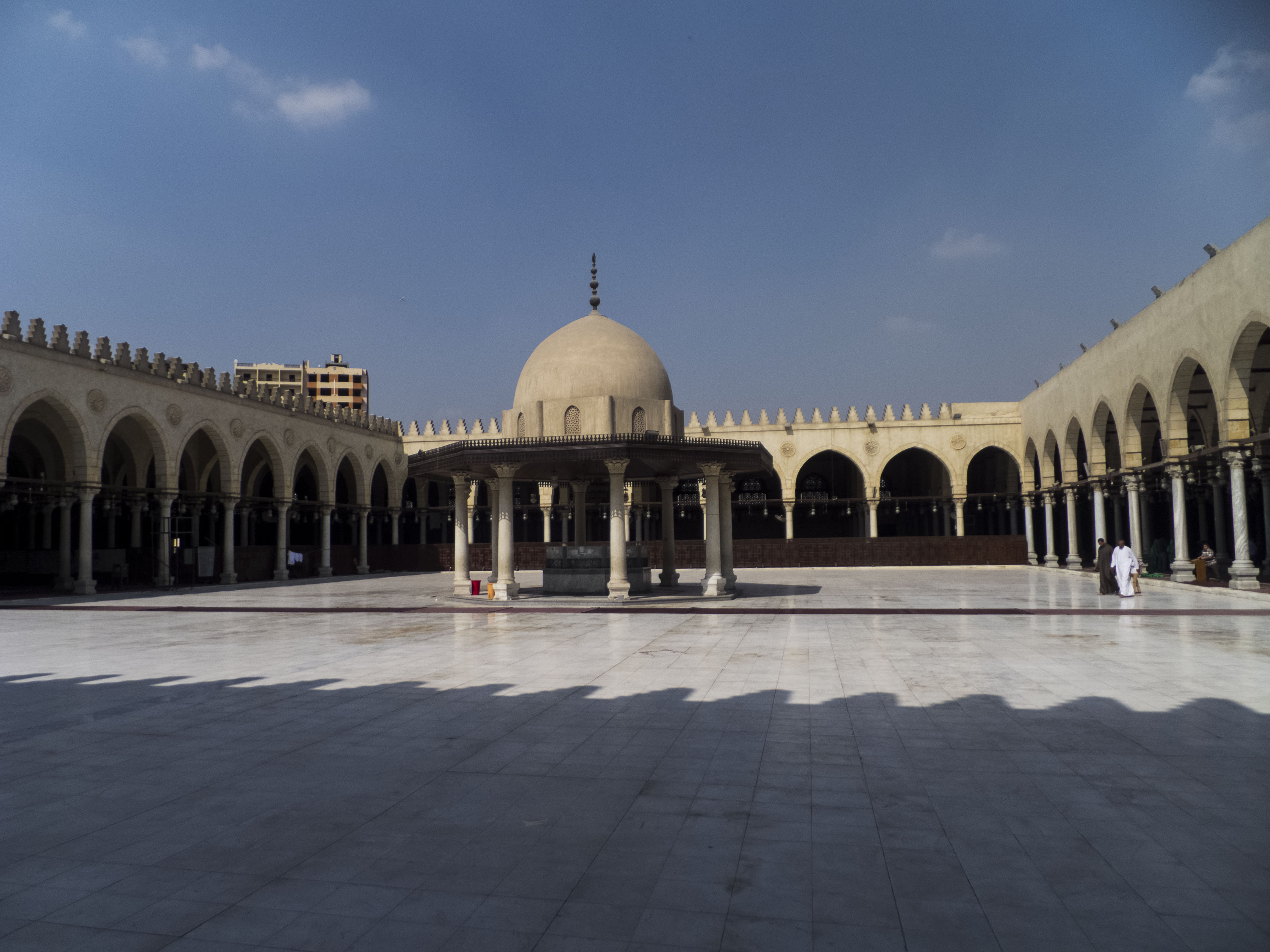
جامع عمرو بن العاص
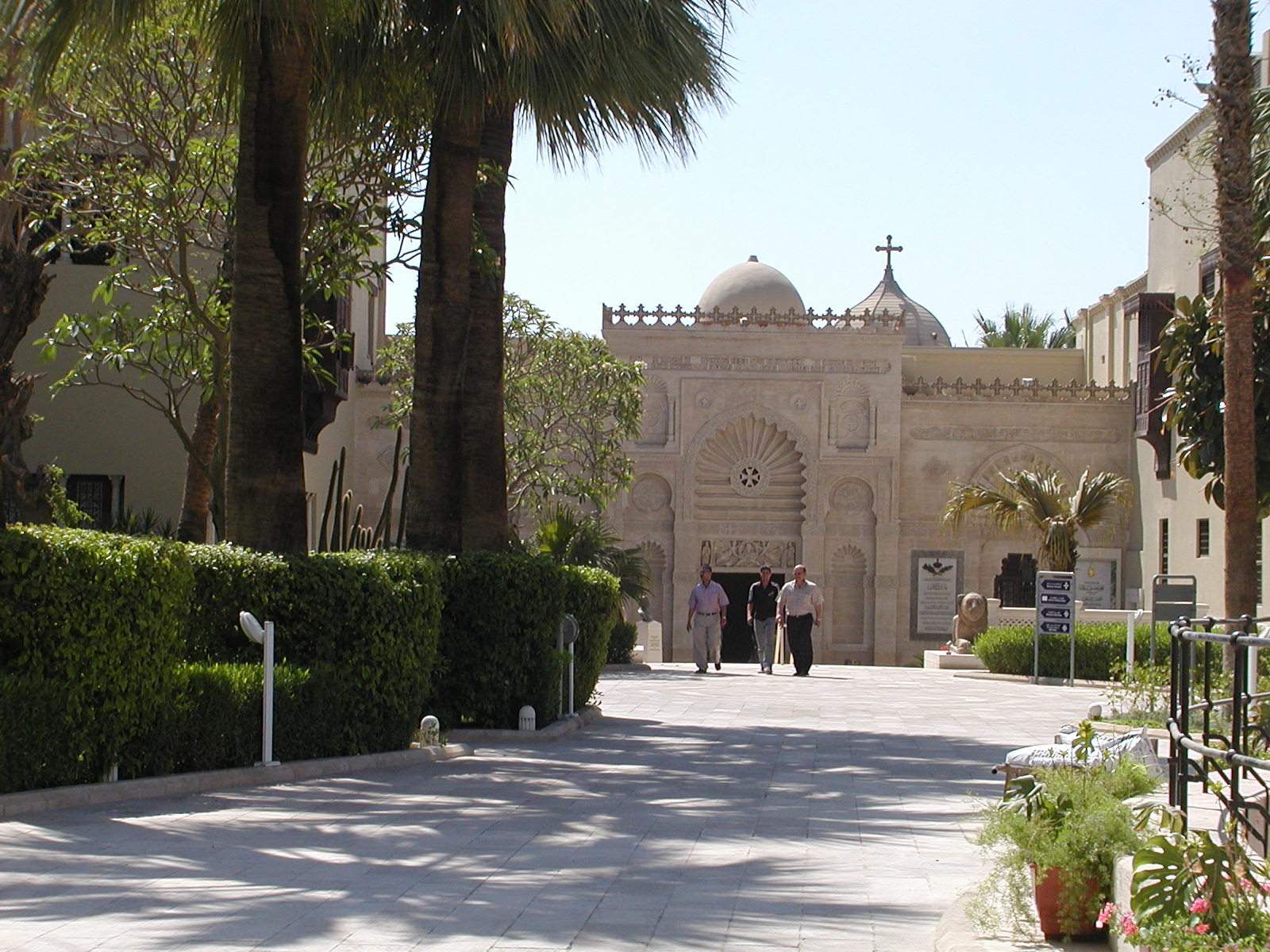
المتحف القبطي
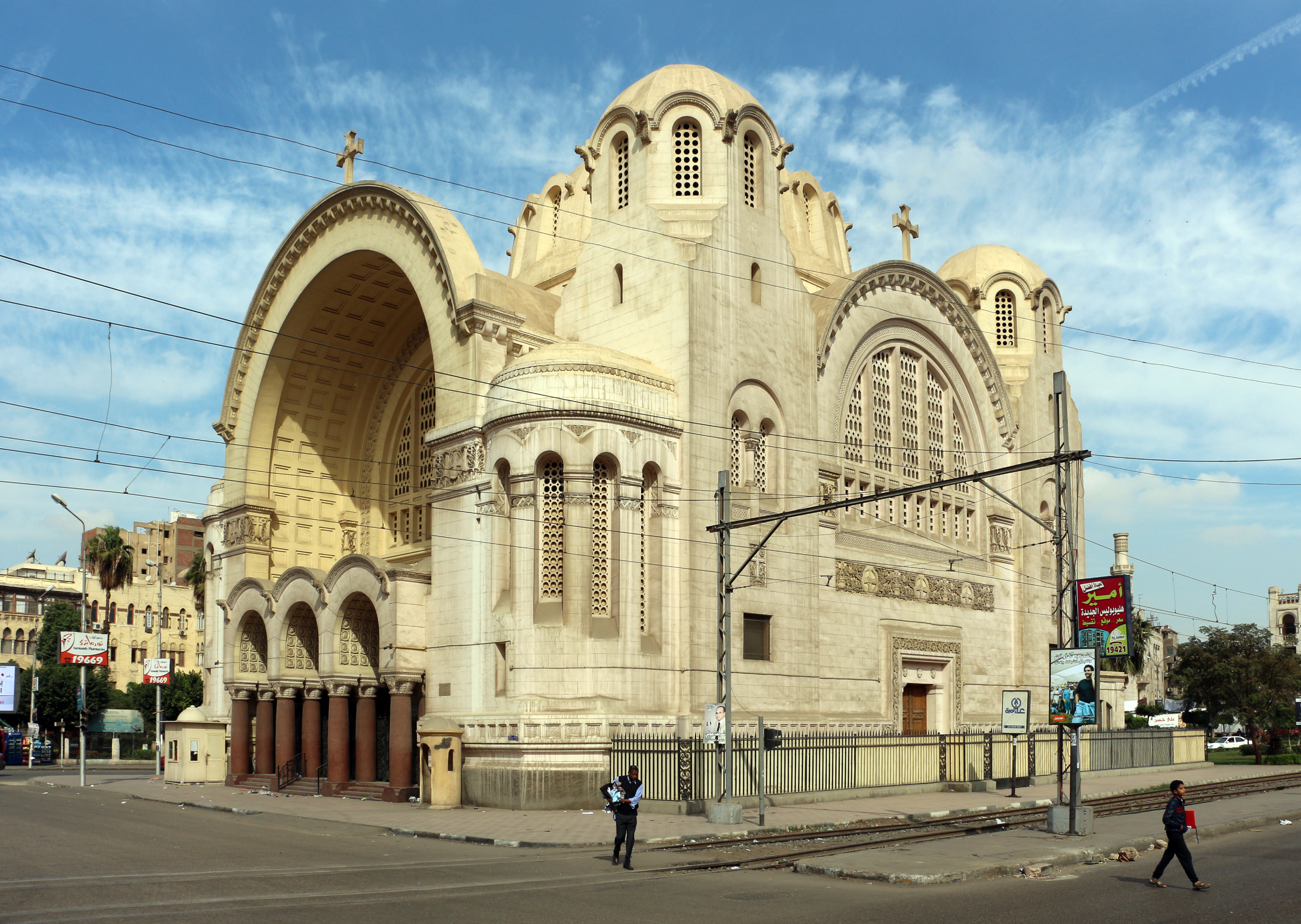
كنيسة البازيليك
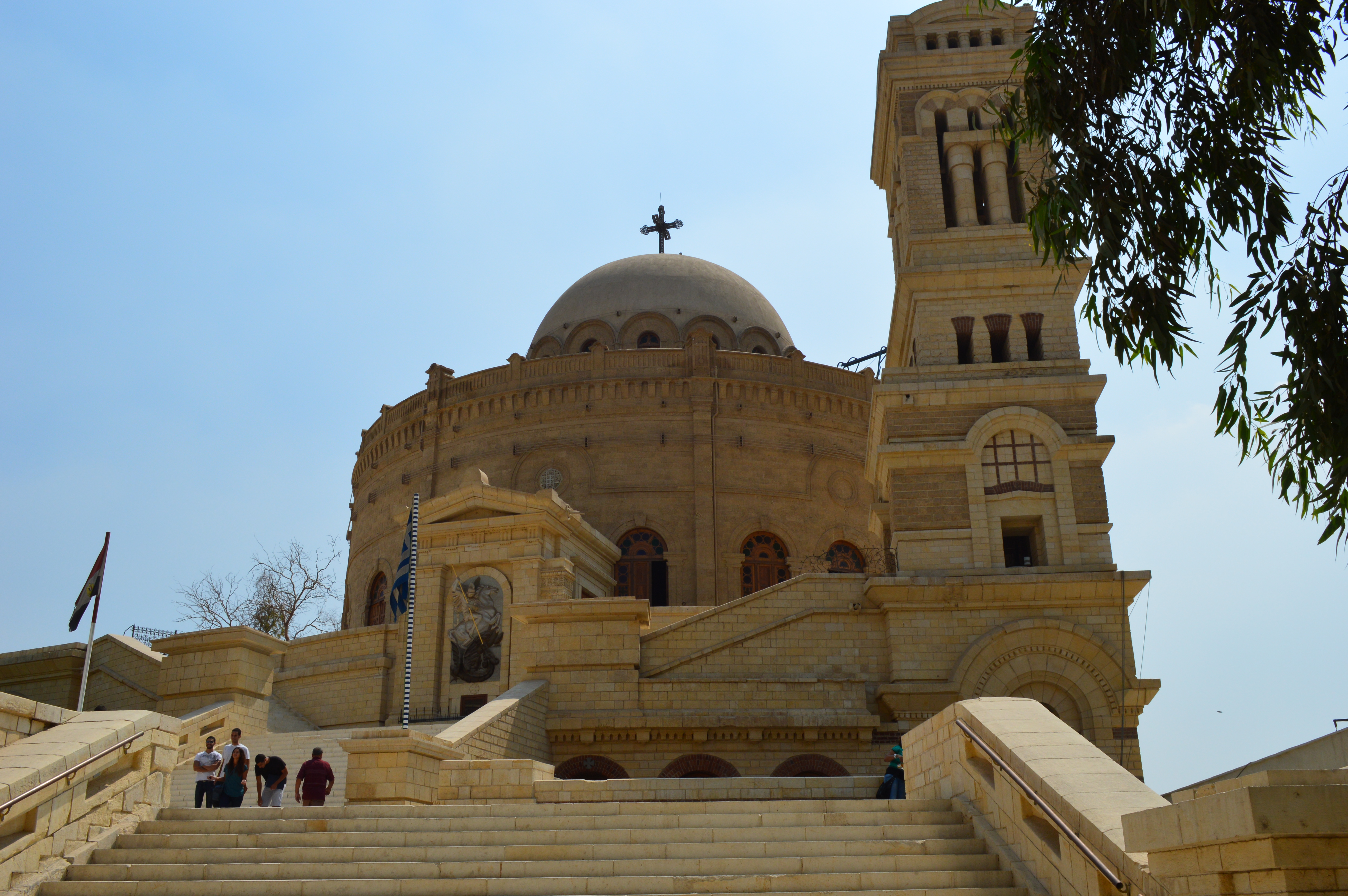
الكنيسة المعلقة
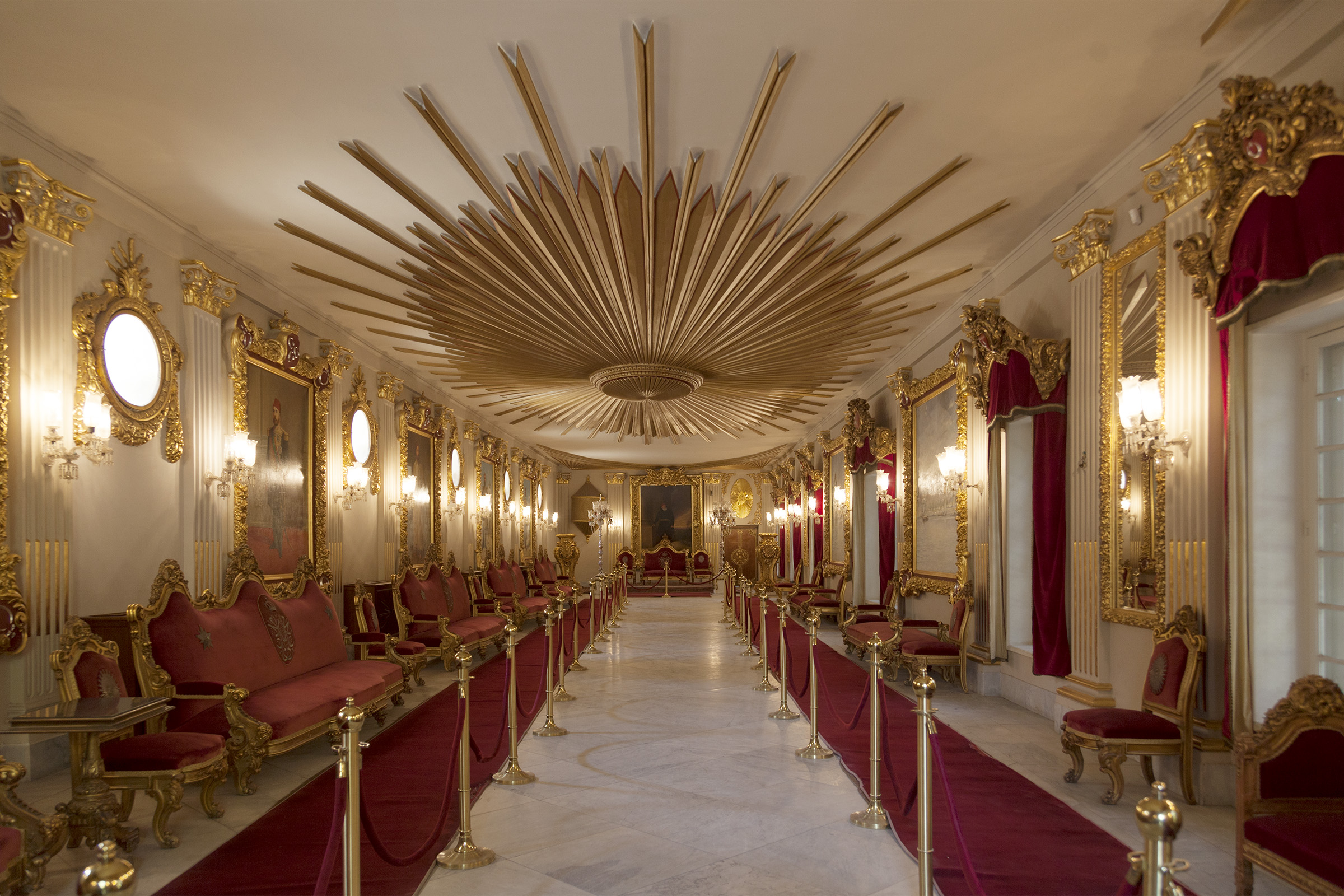
قصر محمد علي بالمنيل من الداخل
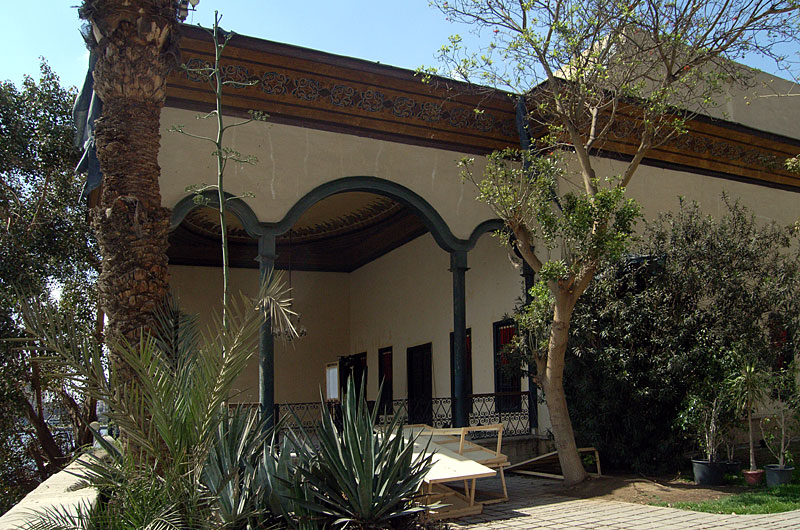
قصر المانسترلي
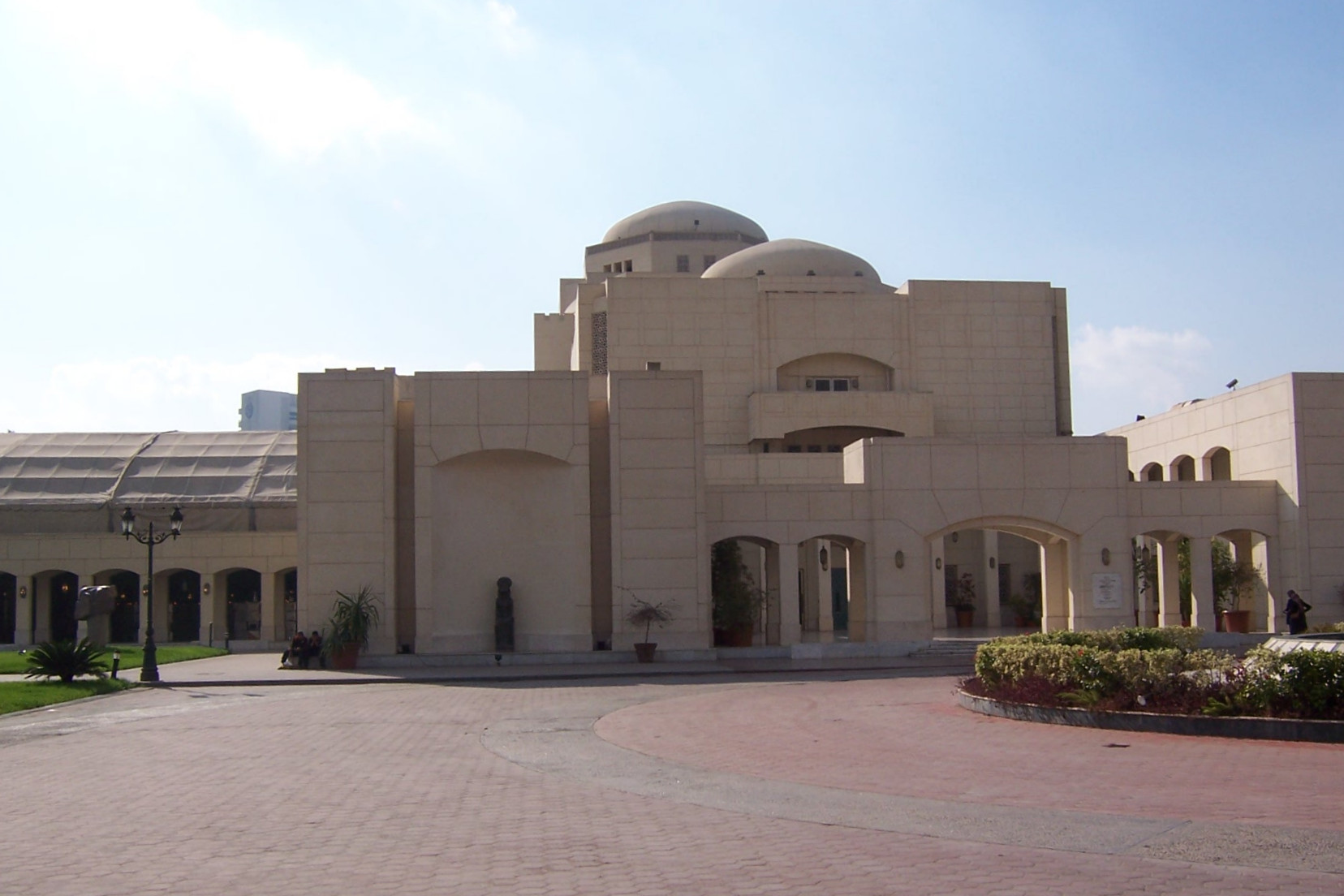
دار الأوبرا المصرية
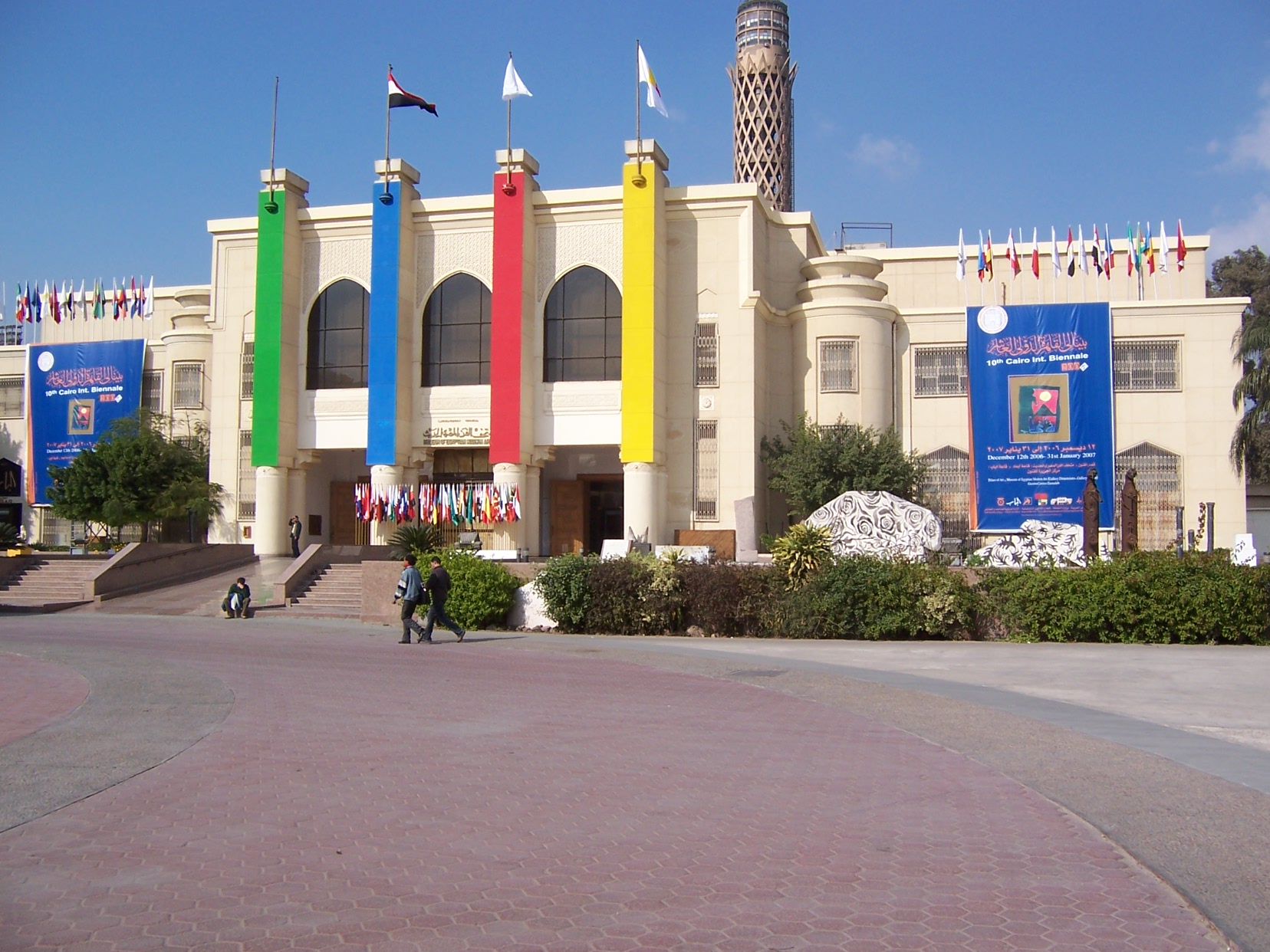
متحف الفن المصري الحديث
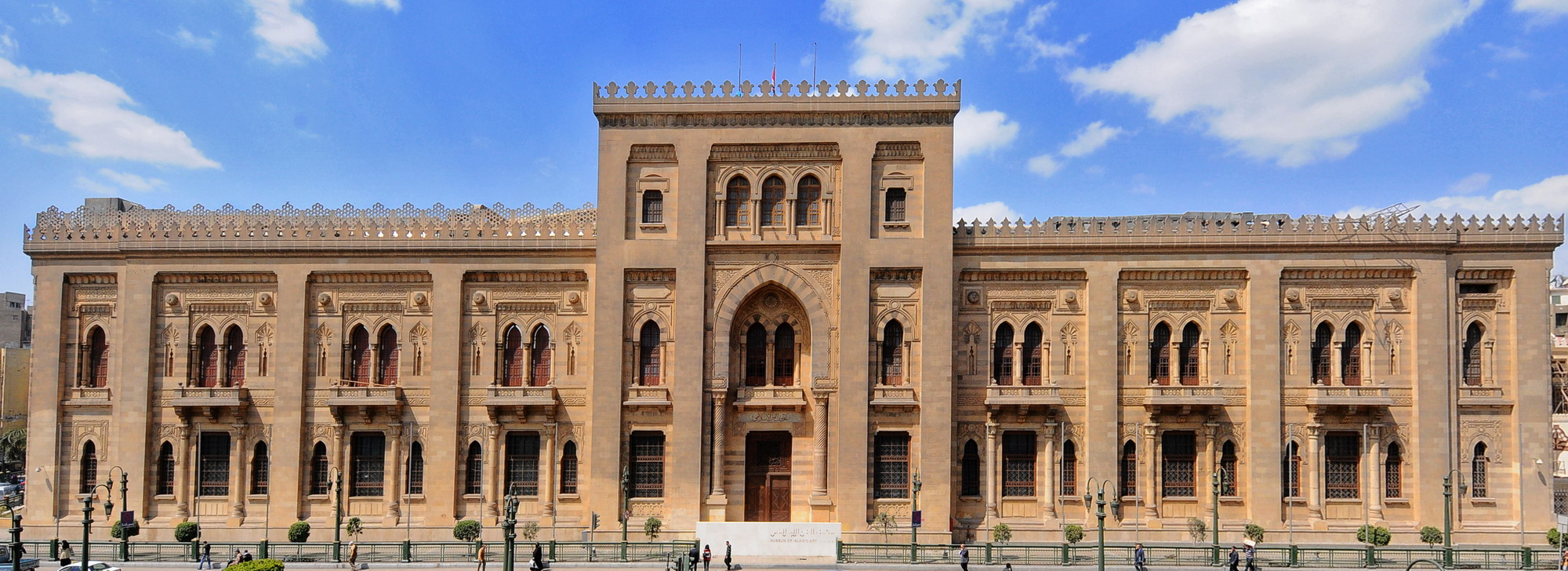
متحف الفن الإسلامي
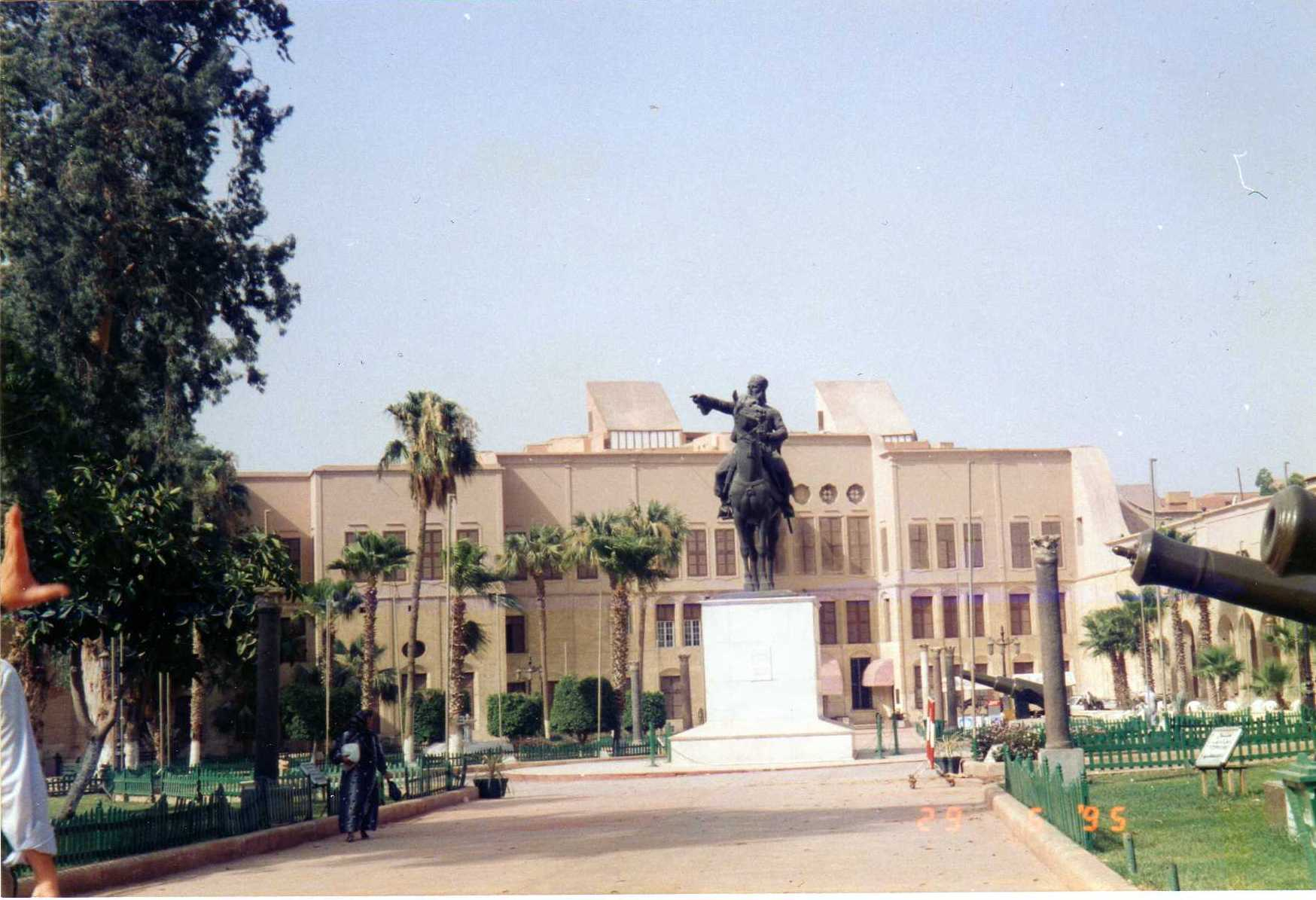
المتحف الحربي
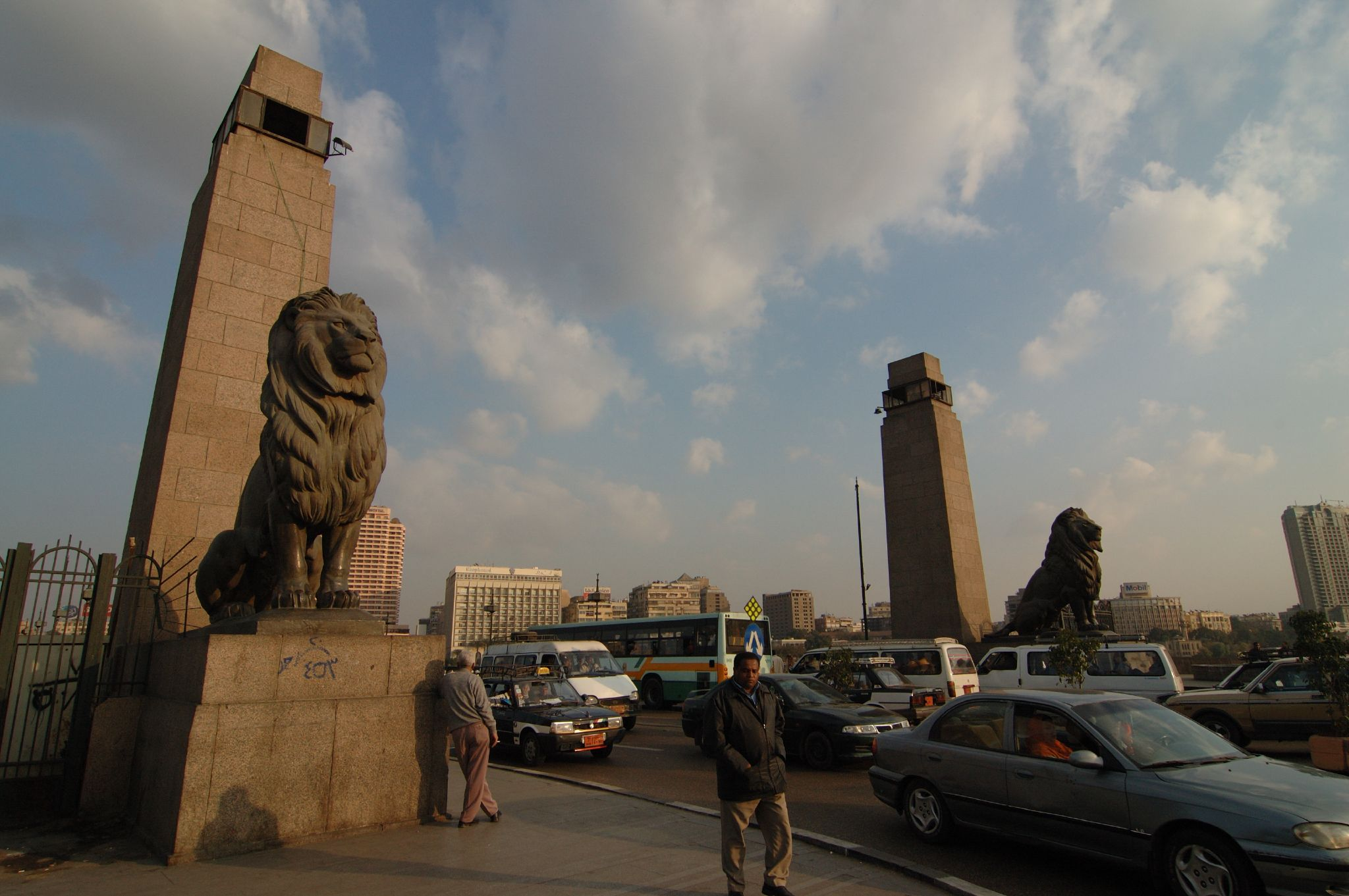
كوبري قصر النيل
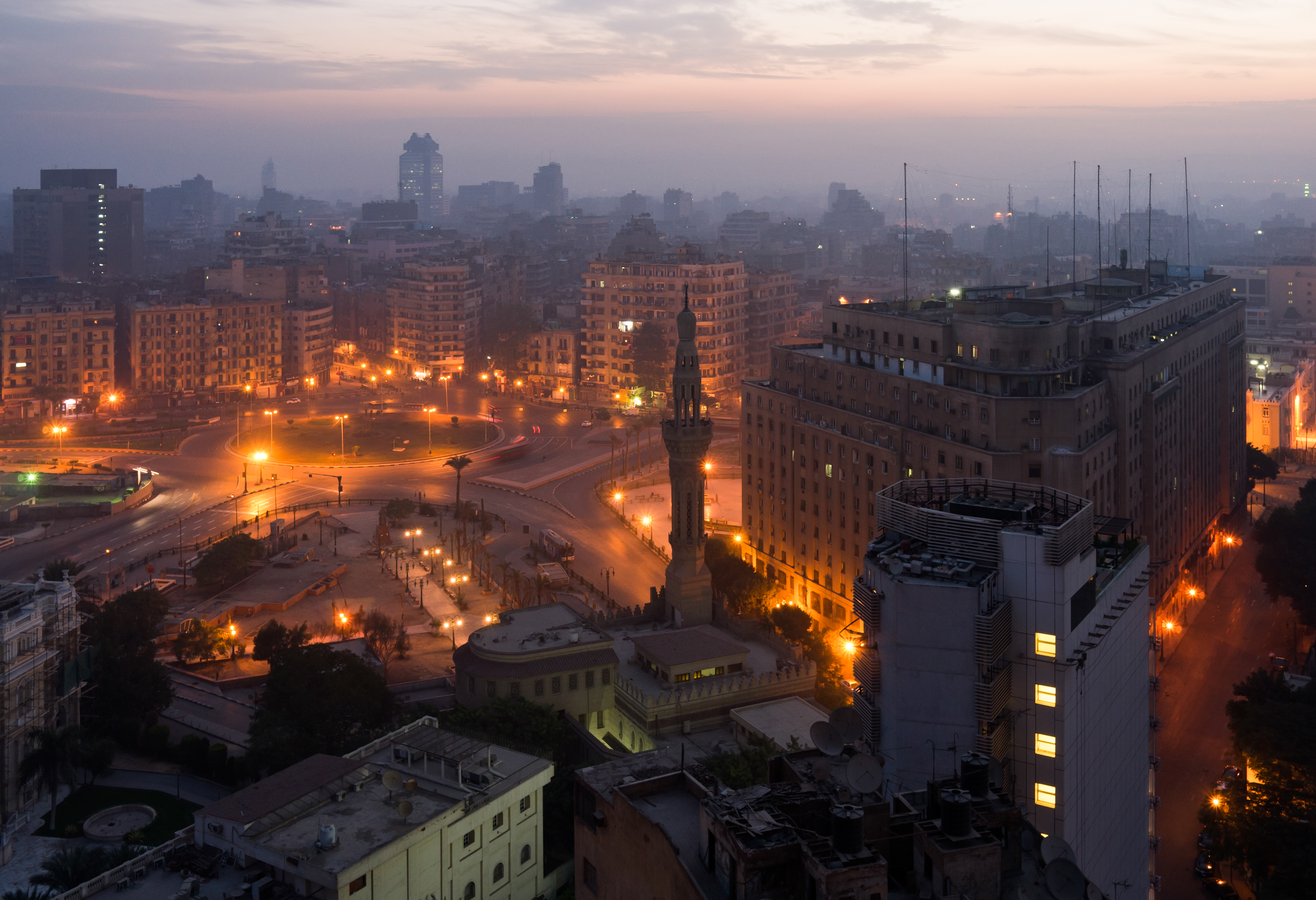
ميدان التحرير
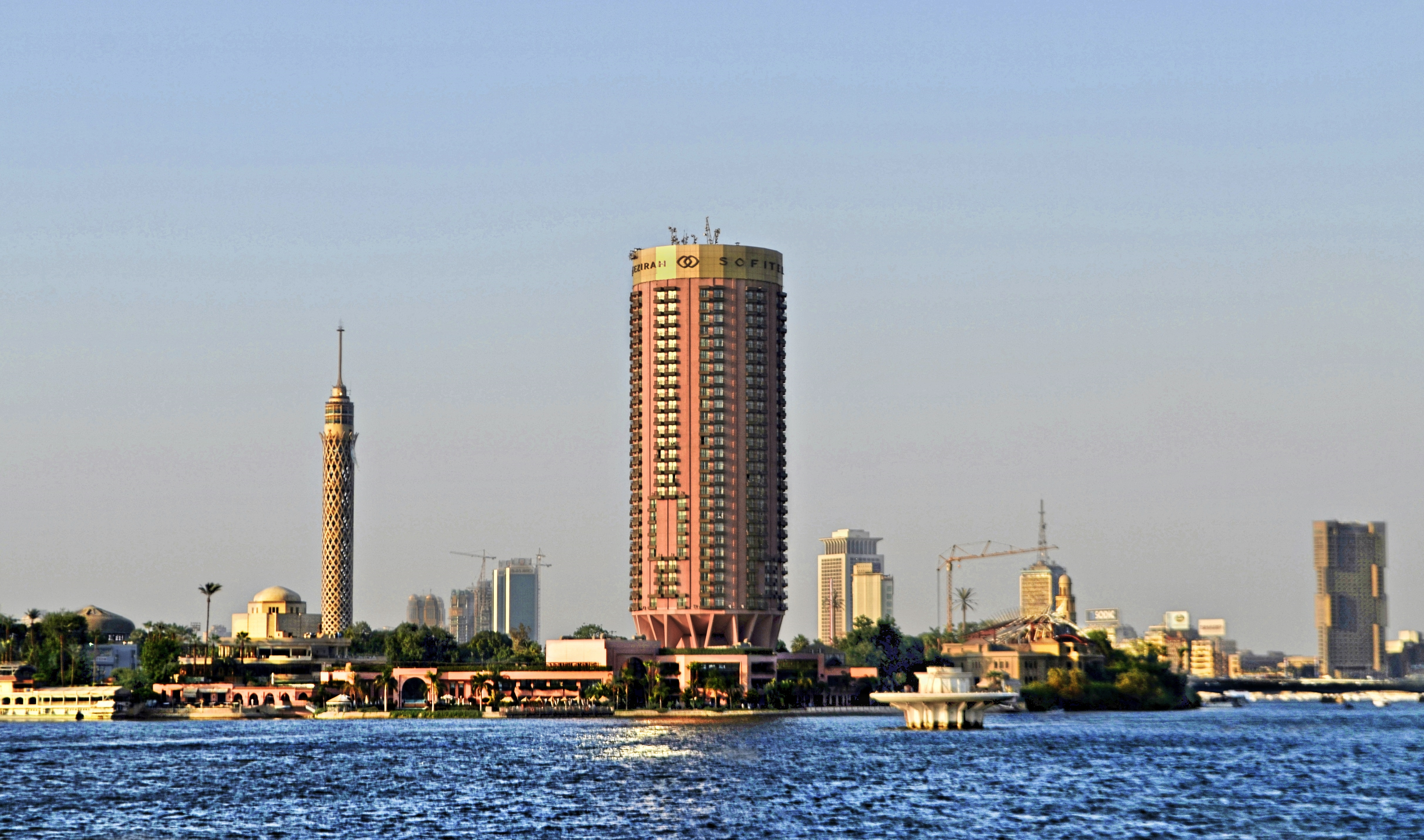
النيل ومعالم القاهرة في الخلفية
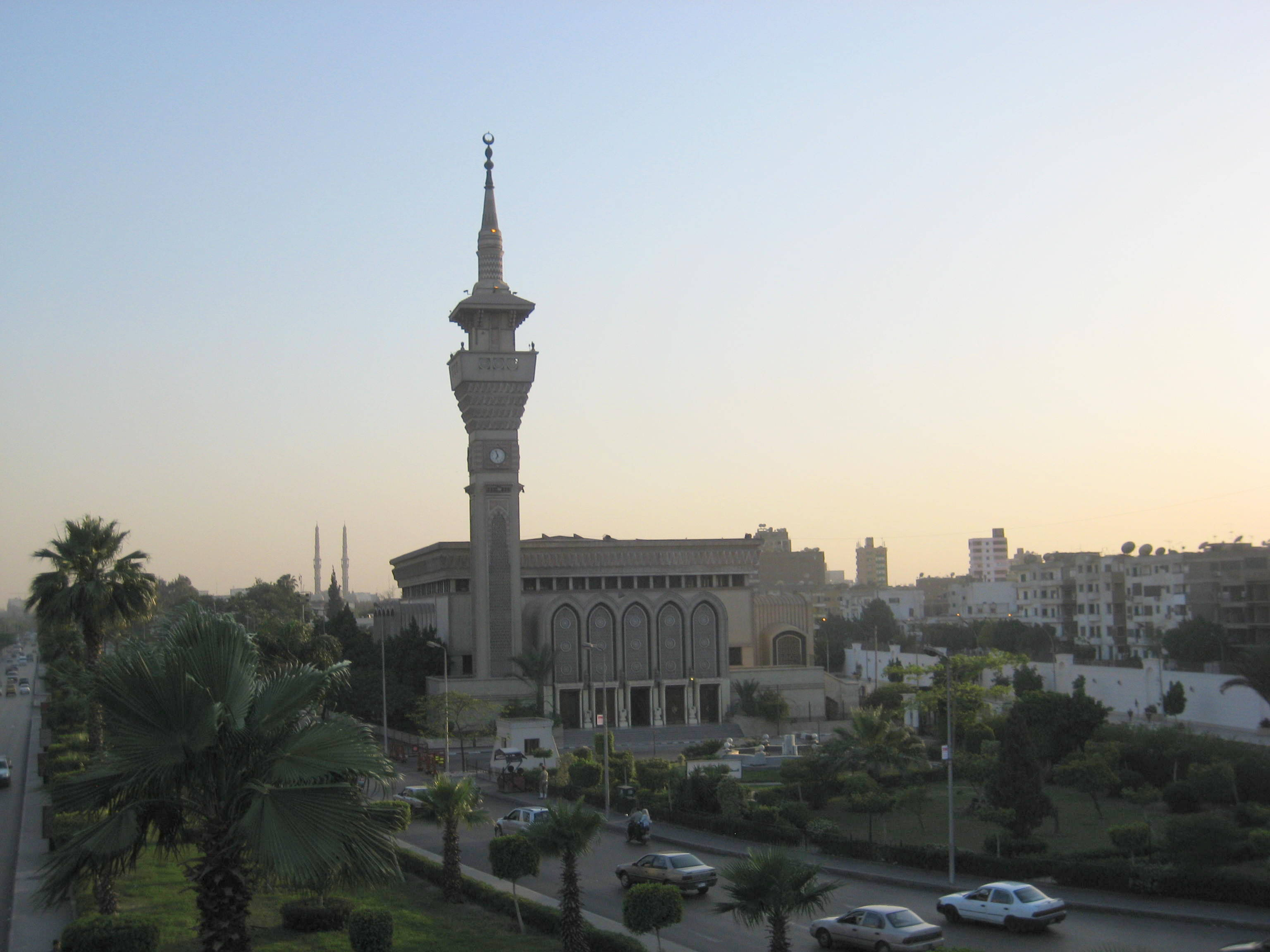
مسجد جمال عبد الناصر بشارع الخليفة المأمون بالقاهرة
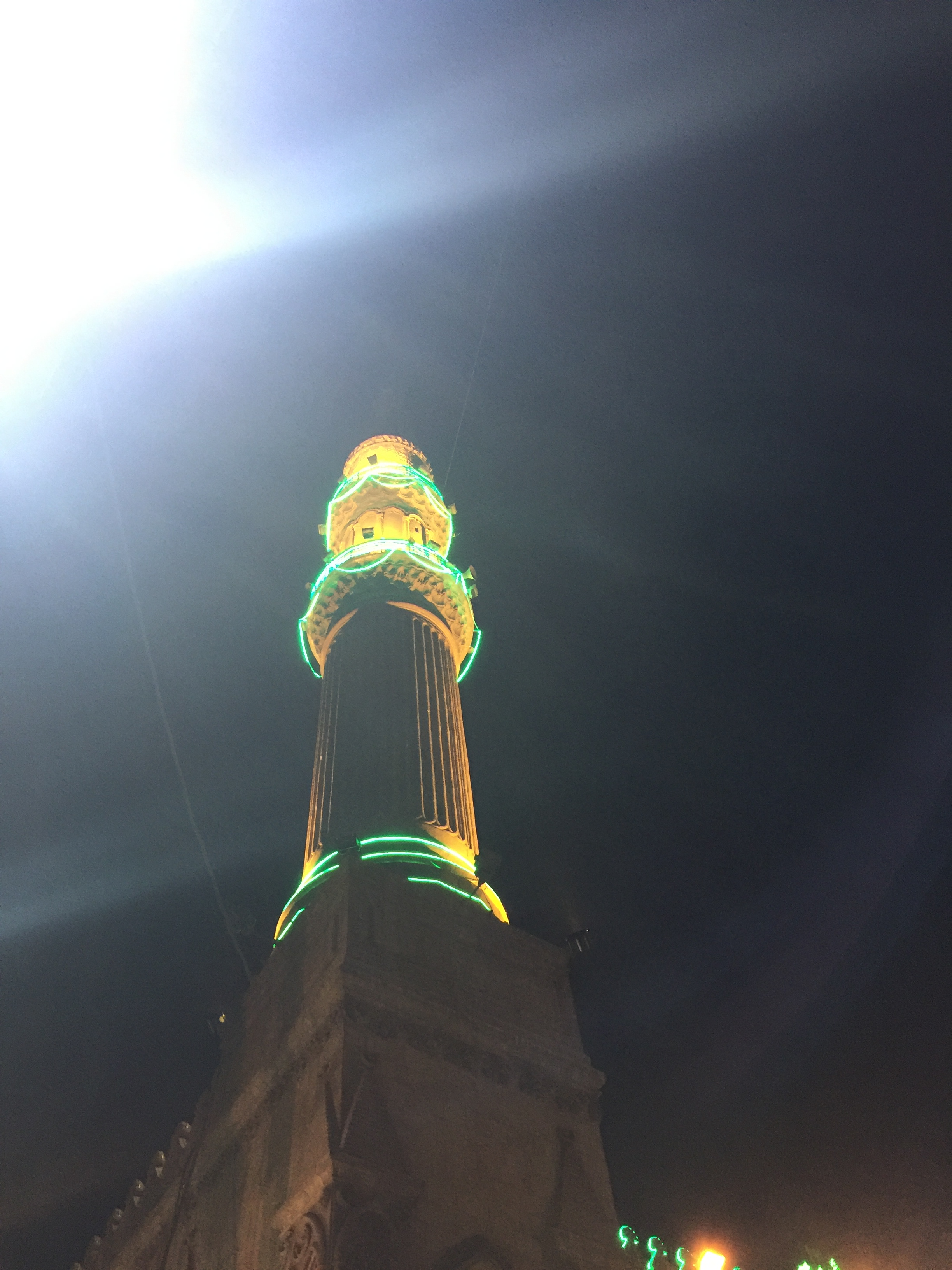
مأذنة مسجد الإمام الحسين بالقاهرة تُضاء بالأنوار ليلا